# Bunuri mobile din domeniul arheologie clasate în patrimoniul cultural național al României aflate în județul Galați
Acestă listă conține bunurile mobile din domeniul arheologie clasate în Patrimoniul cultural național al României aflate la momentul clasării în județul Galați.

## Tezaur
| Foto | Informații generale                  | Detalii tehnice | Descriere | Deținător                       | Legături |
| ---- | ------------------------------------ | --- | --- | ------------------------------- | -------- |
|      | Figurină                             | Datare: mileniul III a. Chr. Descoperit: jud. GALAȚI, com. ORAȘ BEREȘTI, BEREȘTI, Dealul Bulgarului Material: lut ars; modelare cu mâna; ardere                                                     | Figurină masculină realizată din lut ars, de culoare cărămizie, acoperită cu angobă maronie. Un brâu din bandă de lut este dispus la mijloc și un altul, ca o eșarfă, este dispus în diagonală de la umărul drept, spre spre stânga, până la bazin. | Muzeul de Istorie, Galați       | Cimec    |
|      | Corn de cerb/deșeu                   | Datare: mileniul III a. Chr. Descoperit: jud. GALAȚI, com. ORAȘ BEREȘTI, BEREȘTI, Dealul Bulgarului Dimensiuni: L 119,52; EP 37,68/14,95; PM 38,45/17,50; ED 26,90/6,29 Material: os                | Deșeu din segment de rază de coroană. Debitaj la extremitatea proximală prin percuție directă/cioplire și fracturare. Urme de utilizare: nu se observă. | Muzeul de Istorie, Galați       | Cimec    |
|      | Figurină                             | Datare: mileniul III a. Chr. Descoperit: jud. GALAȚI, com. ORAȘ BEREȘTI, BEREȘTI, Dealul Bulgarului Material: lut ars; modelare cu mâna; ardere                                                     | Cap de figurină feminină executată din lut ars. Din figurină se păstrează capul, gâtul și umărul stâng. Are culoarea cărămizie, capul discoidal cu șase găuri marginale, câte trei pe fiecare parte, iar de sub gât apare un ornamemnt cu linii incizate. | Muzeul de Istorie, Galați       | Cimec    |
|      | Suport de vas                        | Datare: mileniul III a. Chr. Descoperit: jud. GALAȚI, com. ORAȘ BEREȘTI, BEREȘTI, Dealul Bulgarului Material: lut fin; modelare cu mâna; pictare; ardere                                            | Suport de vas din pastă bună, roșie-cărămizie, în formă de picior și cu două găuri la partea superioară. Vasul este pictat tricrom cu meandre. | Muzeul de Istorie, Galați       | Cimec    |
|      | Figurină                             | Datare: mileniul III a. Chr. Descoperit: jud. GALAȚI, com. ORAȘ BEREȘTI, BEREȘTI, Dealul Bulgarului Material: lut ars; modelare cu mâna; ardere                                                     | Figurină masculină din lut ars, de culoare cărămizie. Figurina este oramentată cu două brâie alveolate, din lut, una la mijloc ca o centură, iar cealaltă, ca o eșarfă, în diagonală de pe umărul stâng spre centură. | Muzeul de Istorie, Galați       | Cimec    |
|      | Dionyssos                            | Datare: secolul II-III p. Chr. Descoperit: jud. TULCEA, Făgărașu Nou Material: marmură; sculptare                                                                                                   | De formă dreptunghiulară, din marmură albă, cu repezentări dionyssiace. Zeul Dionyssos este înconjurat de un vrej de viță cu struguri cu o bacantă la stânga, iar la dreapta un tânar dansând și un bătrân primind vin. Jos scenă din procesul vinificației și inscripție. | Muzeul de Istorie, Galați       | Cimec    |
|      | Dionyssos                            | Datare: secolul II-III p. Chr. Descoperit: jud. TULCEA, com. ORAȘ MĂCIN, MĂCIN, Făgărașu Nou Material: marmură; sculptare                                                                           | Sculptură în basorelief reprezentând pe Dionyssos, nud, înconjurat de coardă de viță cu frunze. Din mâna dreaptă varsă vin. În stânga zeului o persoană purtând o tavă cu cupe de vin pe cap iar în dreapta un câine. | Muzeul de Istorie, Galați       | Cimec    |
|      | Vas miniatură cu protome feminine    | Datare: secolul II-III p. Chr. Descoperit: jud. GALAȚI, GALAȚI, Bărboși-Tirighina Material: bronz; ambutisare; ciocănire în relief                                                                  | De formă semicirculară, mult aplatizată, vasul are gura format pâlnie, buza îngroșată, cu două caneluri orizontale, proeminente, gâtul scurt, cilindric și fundul plat, prevăzut cu două tortițe fixate pe umăr. Fețele superioare sunt împodobite cu două figuri feminine identice. Protomele sunt înconjurate de chenare, alcătuite dintr-o bandă de cercuri concentrice, mărginită pe ambele părți cu câte două incizii paralele. Cantul vasului este ornamentat cu cinci rânduri de cercuri milimetrice, incizate vertical, la egală distanță unul de altul, iar spațiile dintre torțile și gâtul recipientului sunt împodobite cu aceleași rânduri de cerculețe, dispuse în suprafețe triunghiulare. Întreg, cu ușoare urme de oxidare verzuie. | Muzeul de Istorie, Galați       | Cimec    |
|      | Cavalerul Trac                       | Datare: secolele II-III p. Chr. Descoperit: jud. GALAȚI, GALAȚI, Bărboși-Tirighina Material: marmură; sculptare în altorelief                                                                       | Monument din marmură albă, sculptat în altorelief, înfățișând Cavalerul Trac, de formă dreptunghiulară, prevăzut cu un chenar simplu uniform. În prim planul plăcuței se află Cavalerului Trac, călare, cu chipul tânăr, bustul ușor întors spre dreapta. Calul robust, înfățișat după tipologia tradițională, merge la pas spre dreapta. Pe latura dreaptă a sculpturii se află un arbore cu frunze și fructe și un șarpe de proporții mari încolăcit. În colțul din dreapta jos este înfățișat un mic altar paralelipipedic fațetat, cu dublu coronament, pe care arde făclia sacră. Latura dreaptă distrusă aproape în întregime. | Muzeul de Istorie, Galați       | Cimec    |
|      | Tipar                                | Datare: sec. II-III secolul II-III p. Chr. Descoperit: jud. GALAȚI, GALAȚI, Bărboși-Tirighina Material: lut ars; modelare în tipar                                                                  | Plăcuță ceramică de formă rectangulară cu colțurile rotunjite, prezintă un personaj cu corp uman și cap de măgar, cu brațele lăsate pe lângă corp și picioarele distanțate. Laturile scurte au la extremități o porțiune scobită pentru prinderea tiparului la scoaterea pozitivelor. | Muzeul de Istorie, Galați       | Cimec    |
|      | Tipar                                | Datare: secolul II-III p. Chr. Descoperit: jud. GALAȚI, GALAȚI, Bărboși-Tirighina Material: lut ars; modelare în tipar                                                                              | Placa reprezintă o scenă de luptă între doi gladiatori. Gladiatorul din stânga are bustul descoperit aplecat înainte, piciorul stâng mult îndoit și distanțat de piciorul drept. În mâna stângă are scutul, iar în dreapta, încordată și trasă înapoi, ține arma la înălțimea centurei, gata să riposteze adversarului. Placa are forma unei elipse și prezintă către mijlocul laturilor lungi o teșitură ce corespunde locului de prindere a tiparului la confecționarea pozitivelor. | Muzeul de Istorie, Galați       | Cimec    |
|      | Oală                                 | Datare: secolele II-III p. Chr. Descoperit: jud. GALAȚI, GALAȚI, Bărboși-Tirighina Material: lut ars; lut fin; modelare la roată                                                                    | Oală cu două torți avănd jumătatea superioară acoperită cu angobă de culoare brun-roșcată și cea inferioară cu angobă albă. Pe umărul vasului sunt incizate șase litere grecești Α, Β, Γ, Δ, sau A, E, și Λ. | Muzeul de Istorie, Galați       | Cimec    |
|      | Oală                                 | Datare: secolele II-III p. Chr. Descoperit: jud. GALAȚI, GALAȚI, Bărboși-Tirighina Material: lut ars; modelare la roată                                                                             | Oală cu două torți, din ceramică fină, restaurată. Pe vas sunt incizate literele grecești A, Λ, X, M, Y. | Muzeul de Istorie, Galați       | Cimec    |
|      | Dionyssos                            | Datare: secolul III p. Chr. Descoperit: jud. GALAȚI, GALAȚI, Bărboși-Tirighina Material: marmură albă; sculptare în ronde-bosse                                                                     | Mic grup statuar, de formă piramidală, pe postament, având în prim plan figura zeului Dionysos și a acolitului său zeul Pan. Dionysos bătrân și bărbos este reprezentat stând în picioare, în poziție de repaus, privind înainte. Pe umărul stâng Dionysos poartă o hlamidă drapată în falduri largi. Mâna stângă îndoită de la cot este așezată pe creștetul capului zeului Pan, iar dreapta lipsește din antichitate. În partea stângă a lui Dionysos, de la mijloc în jos, se află zeul Pan, nud, cu păr bogat ondulat, barbă, coarne și picioare de țap, șezând, cu mâna stângă lipită de corp și cea dreaptă ridicată la înălțimea capului, ține cornul abundenței. Stare bună, piesa se păstrează aproape în întregime, fiind relativ bine conservată, lipsește numai mâna dreaptă a zeului Dionysos, precum și o parte din postamentul statuetei. | Muzeul de Istorie, Galați       | Cimec    |
|      | Grup statuar                         | Datare: secolul III p. Chr. Descoperit: jud. GALAȚI, GALAȚI, Bărboși-Tirighina Material: lut ars; teracotă; sculptare în ronde-bosse                                                                | Grup statuar realizat din teracototă de culoare cărămizie, cu evidente urme de vopsea roșie pe fața sa superioară, așezate pe un soclul, profilat, în formă de trunchi de piramidă patrulater. Reprezentarea iconografică a monumentului constă din trei busturi statuare de divinităti romane dunărene: central o zeitate feminină, flancată de două zeități bărbătești cu înfățișare identică, toate reprezentate pe un soclu ce face corp comun cu grupul busturilor acestei statuete. Stare bună. Se păstrează aproape întreg, fiind relativ bine conservat. Lipsește capul personajului din partea dreaptă a grupului statuar, iar colțul drept din fața soclului este ușor știrbit. | Muzeul de Istorie, Galați       | Cimec    |
|      | Medalion                             | Datare: secolul III p. Chr. Descoperit: jud. GALAȚI, GALAȚI, Bărboși-Tirighina Material: lut ars; modelare în tipar                                                                                 | Medalioan cordiform din terra sigillata, acoperit cu firnis strălucitor, roșu-portocaliu, reconstituit din 68 de fragmente. Medalionul reprezintă Nilul personificat în poziție de repaus, pe jumătate culcat. Dedesubt apare un crocodil iar în partea inferioară a medalionului o pasăre ibis. Un decor fitomorf reprezentat de o viță de vie ondulată încadrează scenele medalionului. | Muzeul de Istorie, Galați       | Cimec    |
|      | Medalion                             | Datare: secolul III p. Chr. Descoperit: jud. GALAȚI, GALAȚI, Bărboși-Tirighina Material: lut ars; modelare în tipar                                                                                 | Medalionul este cordiform, realizat din terra sigillata, reconstituit din trei fragmente. Marginal prezintă o canelură ușor adâncită ce îndeplinește rol de chenar. Are profilul puțin curbat și reversul neted, știrbit în patru locuri prin exfoliere. Scena de pe medalion îl reprezintă pe zeul Dionysos sau Bachus, în picioare, așezat pe un postament. Cu mâna stângă ține strâns tyrsul magic iar cu dreapta toarnă vin dintr-un cantharos. De la baza postamentului, în partea stângă a zeului, se înalță copacul sacru, a cărui coroană ajunge până la capătul superior al tyrsului. | Muzeul de Istorie, Galați       | Cimec    |
|      | Amforă                               | Datare: secolele III-IV p. Chr. Descoperit: jud. GALAȚI, GALAȚI, Bărboși-Tirighina Material: lut ars; modelare la roată                                                                             | Din pastă de bună calitate, roșiatică, ptiformă cu gâtul înalt și toarte canelate. Pe umărul amforei, în spațiul dintre cele doua torți, au fost pictate cu vopsea roșie literele grecești B și XP presupuse a reda crismonul creștin. | Muzeul de Istorie, Galați       | Cimec    |
|      | Cutie                                | Datare: secolele III-IV p. Chr. Descoperit: jud. GALAȚI, GALAȚI, Bărboși-Tirighina Dimensiuni: capac diam.0,7cm, h.-1,5cm Material: plumb                                                           | Cutie cu capac, realizată din plumb, de formă cilindrică și ușor ovalizată. | Muzeul de Istorie, Galați       | Cimec    |
|      | Schelet uman                         | Datare: secolele III-IV p. Chr. Descoperit: jud. GALAȚI, GALAȚI, Bărboși-Tirighina Material: os uman                                                                                                | Schelet de sex masculin cu o vârstă la deces de 30-35 ani, o statură de 166,2 cm, cu unele urme de patologie dentară și o posibilă fractură a peroneului drept. Scheletul se află într-o stare bună de conservare, cu puține distrugeri moderne, mai ales ale extremităților oaselor, datorate mediului în care a fost păstrat. Mormântul nr. 7 a fost descoperit în partea de nord a tumulului cu ringuri de piatră cercetat în 1978 la Tirighina. Scheletul este extrem de important pentru zona de sud a Moldovei datorită inventarului (amfore romane, opaiț, ceașcă dacică, fibulă din aur cu inscripția „INN[OCENS]”, accesorii vestimentare) care l-a determinat pe autorul cercetării să considere că defunctul a fost un dac, romanizat și creștinat. | Muzeul de Istorie, Galați       | Cimec    |
|      | Aplică                               | Datare: secolul IV p. Chr. Descoperit: jud. GALAȚI, GALAȚI, Bărboși-Tirighina Material: sidef; traforare; perforare                                                                                 | Plăcuță de sidef, traforată în forma unei cruci, prevăzută cu un orificiu central. | Muzeul de Istorie, Galați       | Cimec    |
|      | Fibulă                               | Datare: A doua jumătate a sec I a.Chr Descoperit: jud. Jud. GALAȚI, com. Com. Nicorești, Nicorești, Piroboridava Material: argint; turnare                                                          | Fibulă de argint cu corpul triunghiular, piciorul îngust și capul în formă de linguriță; portagrafa este masivă, simplă, pe corp și pe cap sunt linii incizate. | Muzeul Orășenesc Tecuci, Tecuci | Cimec    |
|      | Fibulă                               | Datare: A doua jumătate a secolului I a.Chr. Descoperit: jud. Jud. GALAȚI, com. Com. POIANA, POIANA Material: argint; turnare                                                                       | Fibulă Nauheim din argint de formă triunghiulară, capul în formă de “linguriță”, un ornament în relief delimitează corpul și formează un decor unghiular pe capul fibulei, o linie vălurită în relief pe mijlocul corpului. Portagrafa plină este decorată cu linii incizate în zig-zag. | Muzeul Orășenesc Tecuci, Tecuci | Cimec    |
|      | Inel                                 | Datare: Secolul I a. Chr. - I p. Chr. Descoperit: jud. Jud. GALAȚI, com. Com. POIANA, POIANA Material: argint; turnare                                                                              | Inel din argint, cu capetele depășite și răsucite, deformată. | Muzeul Orășenesc Tecuci, Tecuci | Cimec    |
|      | Mărgea                               | Datare: Secolul I a. Chr. Descoperit: jud. Jud. GALAȚI, com. Com. POIANA, POIANA Material: aur; turnare                                                                                             | Mărgică aur, formă conică, pe corp are un decor realizat din sârmă de aur sub formă de alveole, la baza de sus și cea de jos are câte un ornament sub formă de șnur. | Muzeul Orășenesc Tecuci, Tecuci | Cimec    |
|      | Fibulă                               | Datare: Secolul III a. Chr Descoperit: jud. Jud. GALAȚI, com. Com. Nicorești, Nicorești, Piroboridava Material: argint; turnare                                                                     | Fibulă de argint cu corpul arcuit, puternic îngroșat și secțiune hexagonală; portagrafă laterală, piciorul este terminat cu o proeminență conică. | Muzeul Orășenesc Tecuci, Tecuci | Cimec    |
|      | Fibulă                               | Datare: Secolul IV-III a.Chr. Descoperit: jud. Jud. GALAȚI, com. Com. POIANA, POIANA Material: argint; turnare                                                                                      | Fibulă de argint cu corpul puternic arcuit și îngroșat, fațetat longitudinal, portagrafa mică și picior vertical terminat cu buton decorat. | Muzeul Orășenesc Tecuci, Tecuci | Cimec    |
|      | Inel                                 | Datare: Secolul I a.Chr. Descoperit: jud. Jud. GALAȚI, com. Com. POIANA, POIANA Material: argint; turnare                                                                                           | Inel din sârmă de argint de secțiune rotundă. Capetele depășite și răsucite în jurul inelului și în exterior sub formă de melc | Muzeul Orășenesc Tecuci, Tecuci | Cimec    |
|      | Cercel                               | Datare: Secolul I a. Chr. - I p. Chr. Descoperit: jud. Jud. GALAȚI, com. Com. POIANA, POIANA Material: argint; turnare                                                                              | Cercel din argint, din fir răsucit cu capetele libere, capătul îngroșat are formă de protomă de șarpe iar celălalt capăt este mai subțire și rupt. | Muzeul Orășenesc Tecuci, Tecuci | Cimec    |
|      | Inel                                 | Datare: Secolul III a.Chr. Descoperit: jud. Jud. GALAȚI, com. Com. POIANA, POIANA Material: argint; turnare                                                                                         | Inel plurispiralic din fir de argint, are trei spire, capetele sunt aplatizate și au decor în relief sub formă de frunză. | Muzeul Orășenesc Tecuci, Tecuci | Cimec    |
|      | Aplică                               | Datare: Secolul I a.Chr. Descoperit: jud. Jud. GALAȚI, com. Com. POIANA, POIANA Material: argint; aur; turnare                                                                                      | Aplică scythică fragmentară, din argint aurit, decorată cu două brâie crestate circulare și altul făcând două volute în mijloc. | Muzeul Orășenesc Tecuci, Tecuci | Cimec    |
|      | Pandantiv                            | Datare: Secolul I-II p. Chr. Descoperit: jud. Jud. GALAȚI, com. Com. POIANA, POIANA Material: argint; turnare; perforare                                                                            | Pandantiv în formă de secure, din argint. Un capăt este lat și ascuțit, celălalt este de secțiune pătrată, are gaură de înmănușare. | Muzeul Orășenesc Tecuci, Tecuci | Cimec    |
|      | Pandantiv                            | Datare: Secolele IV-III a.Chr. Descoperit: jud. Jud. GALAȚI, com. Com. POIANA, POIANA Material: argint; turnare; nituire                                                                            | Pandantiv din tablă de argint, semilunar cu vârfurile în volute, decorat cu puncte prin batere, are inel de prindere. | Muzeul Orășenesc Tecuci, Tecuci | Cimec    |
|      | Oală-borcan                          | Datare: secolul IV p. Chr. Descoperit: jud. Galați, com. JORĂȘTI, LUNCA, "Râpa cu oale"("Râpa Grozești") Material: lut ars; modelare la roată; ardere în cuptor                                     | Oală-castron lucrată la roată, din pastă fină, gris-cenușie, sferoidal-aplatizat, cu buza plat-orizontală, gura largă, gâtul bandat, ornamentat cu un registru în zig-zag, fundul cu ramă inelară. | Muzeul de Istorie, Galați       | Cimec    |
|      | Amforetă                             | Datare: secolul IV p. Chr. Descoperit: jud. Galați, com. JORĂȘTI, LUNCA, "Râpa cu oale"("Râpa Grozești") Material: lut ars; modelare la roată; ardere în cuptor                                     | Amforetă romană de tip ulcior, lucrată la roată, din pastă bună, roșie-cărămizie, tronconică, cu gâtul înalt, cilindric, buza mult evazată, canelată lateral, gura mică, format pâlnie, fundul plat, profilat, prevăzută cu două torți arcuite, bicanelate longitudinal, prinse de sub buză pe umăr, ornamentată pe gât cu caneluri orizontale mult mai adâncite față de restul suprafeței amforetei. | Muzeul de Istorie, Galați       | Cimec    |
|      | Amforă burduf                        | Datare: secolul IV p. Chr. Descoperit: jud. Galați, com. JORĂȘTI, LUNCA, "Râpa cu oale"("Râpa Grozești") Material: lut ars; modelare la roată; ardere în cuptor                                     | Amforă romană de tip burduf, lucrată la roată, din pastă bună, roșie-cărămizie, cu gâtul scurt, cilindric, buza profilată, gura mică, fundul terminat printr-o proeminență conică, prevăzută cu două torți scurte, arcuite, ușor bicanelate longitudinal, prinse de sub buză pe umăr, ornamentată cu caneluri orizontale, ușor adâncite, dispuse pe întreaga suprafață. | Muzeul de Istorie, Galați       | Cimec    |
|      | Strachină                            | Datare: secolul IV p. Chr. Descoperit: jud. Galați, com. JORĂȘTI, LUNCA, "Râpa cu oale"("Râpa Grozești") Material: lut ars; modelare la roată; ardere în cuptor                                     | Strachină lucrată la roată, ușor deformată, din pastă fină, cenușie, tronconică, cu umărul înalt, cilindric, buza dreaptă, gura larg deschisă, fundul cu ramă inelară, umărul ornamentat cu o nervură proeminentă. | Muzeul de Istorie, Galați       | Cimec    |
|      | Amforă burduf                        | Datare: secolul IV p. Chr. Descoperit: jud. Galați, com. JORĂȘTI, LUNCA, "Râpa cu oale"("Râpa Grozești") Material: lut ars; modelare la roată; ardere în cuptor                                     | Amforă romană de tip burduf, din pastă bună roșie-cărămizie, lucrată la roată, cu gâtul scurt cilindric, buza profilată, gura mică, fundul terminat printr-o proeminență tronconică, cu două torți late, arcuite, prinse de sub buză pe umăr, ornamentată cu caneluri, ușor adâncite, dispuse pe întreaga suprafață. | Muzeul de Istorie, Galați       | Cimec    |
|      | Pandantiv                            | Datare: secolul IV p. Chr. Descoperit: jud. Galați, com. JORĂȘTI, LUNCA, "Râpa cu oale"("Râpa Grozești") Material: os; corn de cerb; fasonare; incizare                                             | Pandantiv piramidal din vârf de coarne de cerb, ornamentat pe fiecare fațetă cu câte trei cercuri concentrice punctate central, adânc imprimate, prevăzute la vârf cu orificii transversale pentru introdus inel de suspendat. | Muzeul de Istorie, Galați       | Cimec    |
|      | Tub de ace                           | Datare: secolul IV p. Chr. Descoperit: jud. Galați, com. JORĂȘTI, LUNCA, "Râpa cu oale"("Râpa Grozești") Dimensiuni: ace 5,47cm/0,1cm; 5,13cm/0,1cm Material: os; cupru; debitare; fasonare; batere | Tub pentru păstrat acele de cusut, din femur de pasăre, ușor arcuit, cu unul din capete deteriorat, puternic înverzit din cauza oxidului de cupru. Cele două ace de cusut (5,47cm/0,1cm; 5,13cm/0,1cm) sunt realizate din bronz. | Muzeul de Istorie, Galați       | Cimec    |
|      | Fibulă cu semidisc                   | Datare: secolul IV p. Chr. Descoperit: jud. Galați, com. JORĂȘTI, LUNCA, "Râpa cu oale"("Râpa Grozești") Material: argint; batere la cald                                                           | Fibulă de argint cu semidisc, resortul bilateral, piciorul pentagonal, prevăzut pe fața sa inferioară cu o plăcuță portagrafă. Corpul fibulei este puternic arcuit, iar semidiscul are pe curbura sa mediană un mic buton ornamental. | Muzeul de Istorie, Galați       | Cimec    |
|      | Cataramă                             | Datare: secolul IV p. Chr. Descoperit: jud. Galați, com. JORĂȘTI, LUNCA, "Râpa cu oale"("Râpa Grozești") Dimensiuni: spin 1,5 cm/0,44cm Material: argint; batere la cald                            | Cataramă de argint cu veriga ovalizată, inegală în grosime, circulară în secțiune. Spinul este prevăzut la bază cu prag și vârful arcuit pe veriga cataramei. | Muzeul de Istorie, Galați       | Cimec    |
|      | Colier                               | Datare: secolul IV p. Chr. Descoperit: jud. Galați, com. JORĂȘTI, LUNCA, "Râpa cu oale"("Râpa Grozești") Material: cornalină; sticlă; tăiere;șlefuire;suflare                                       | Douăzeci și patru de mărgele: 6 de cornalină, poliedrice, fațetate romboidal, de mărime mijlocie, vișinii; 17 tubulare din pastă alb-gălbuie, puternic corodate și una globulară din sticlă albastră închis, cu incizii longitudinale în formă de felii. | Muzeul de Istorie, Galați       | Cimec    |
|      | Colier                               | Datare: secolul IV p. Chr. Descoperit: jud. Galați, com. JORĂȘTI, LUNCA, "Râpa cu oale"("Râpa Grozești") Material: sticlă; os; suflare                                                              | Patruzeci de mărgele diferite: 39 de sticlă, de mici dimensiuni, dintre care 34 discoidale, albastre ultramarin, patru globulare, una inelară verde și ultima tubulară de os. | Muzeul de Istorie, Galați       | Cimec    |
|      | Pieptene                             | Datare: secolul IV p. Chr. Descoperit: jud. Galați, com. JORĂȘTI, LUNCA, "Râpa cu oale"("Râpa Grozești") Material: os; fasonare; șlefuire; nituire                                                  | Pieptene de os cu mânerul semicircular și aripi laterale, alcătuit din cinci segmenți cu dinți și două plăcuțe laterale, prinse în nouă nituri de bronz. Plăcuțele sunt ornamentate la baza lor cu câte o incizie orizontală. În dreptul niturilor prezintă pete verzi de oxidare. Parțial plăcuțele sunt fisurate și câțiva dinți, lipsă din vechime. | Muzeul de Istorie, Galați       | Cimec    |
|      | Pieptene                             | Datare: secolul IV p. Chr. Descoperit: jud. Galați, com. JORĂȘTI, LUNCA, "Râpa cu oale"("Râpa Grozești") Material: os; fasonare; șlefuire; nituire                                                  | Pieptene de os cu mânerul semicircular și aripi laterale, delimitate de largi alveolări, format din șase segmenți cu dinți și două plăcuțe laterale, prinse în șase nituri de bronz. Baza mânerului este ornamentată cu o canelură orizontală. Plăcile laterale sunt puternic fisurate. În dreptul niturilor se văd pete verzi de oxidare. | Muzeul de Istorie, Galați       | Cimec    |
|      | Pieptene                             | Datare: secolul IV p. Chr. Descoperit: jud. Galați, com. JORĂȘTI, LUNCA, "Râpa cu oale"("Râpa Grozești") Material: os; fasonare; șlefuire; nituire                                                  | Pieptene de os cu mânerul semicircular, format din cinci segmenți cu dinți și două plăcuțe laterale, prinse în opt nituri de bronz. Ambele plăcuțe sunt puternic fisurate și dinții parțial lipsă. În dreptul niturilor se află slabe pete verzi de la oxidare. | Muzeul de Istorie, Galați       | Cimec    |
|      | Fibulă                               | Datare: secolul IV p. Chr. Descoperit: jud. Galați, com. JORĂȘTI, LUNCA, "Râpa cu oale"("Râpa Grozești") Material: bronz; ciocănire la cald                                                         | Fibulă de argint, cu placă semicirculară și piciorul pentagonal, ușor carenat longitudinal. Corpul fibulei este puternic arcuit, iar punctele de contact dintre placa semicirculară și picior sunt decorate cu câte un inel perlat. Resortul și acul lipsesc din vechime. Placa semicirculară și piciorul fibulei sunt fisurate marginal. | Muzeul de Istorie, Galați       | Cimec    |
|      | Fibulă                               | Datare: secolul IV p. Chr. Descoperit: jud. Galați, com. JORĂȘTI, LUNCA, "Râpa cu oale"("Râpa Grozești") Material: argint; ciocănire                                                                | Fibulă de argint cu placă semicirculară, ornamentată cu o mică proeminență și resortul simplu. Piciorul de formă pentagonală, ușor carenat, este prevăzut pe fața sa inferioară cu o mică plăcuță portagrafă. Corpul fibulei este puternic arcuit. Placa semicirculară și piciorul fibulei prezintă unele știrbiri. | Muzeul de Istorie, Galați       | Cimec    |
|      | Pahar                                | Datare: secolul IV p. Chr. Descoperit: jud. Galați, com. JORĂȘTI, LUNCA, "Râpa cu oale"("Râpa Grozești") Material: sticlă; suflare                                                                  | Pahar de sticlă, de culoare gălbui-verzuie, irizată și exfoliată, de formă cilindrică, cu gura larg deschisă, buza ușor evazată, prevăzută cu o canelură exterioară. Are fundul ovalizat, reîntregit. Întreaga suprafață exterioară este decorată cu patru registre lenticular-ovale, ușor concave, dispuse orizontal. | Muzeul de Istorie, Galați       | Cimec    |
|      | Pahar                                | Datare: secolul IV p. Chr. Descoperit: jud. Galați, com. JORĂȘTI, LUNCA, "Râpa cu oale"("Râpa Grozești") Material: sticlă; suflare                                                                  | Pahar de sticlă roman, gălbui-verzuie, puternic irizată și exfoliată de formă cilindrică, cu gura larg deschisă, buza ușor evazată, cu două caneluri exterioare, fundul ovalizat-rotunjit, ornamentat cu patru rânduri de alveole lenticulare, dispuse pe întreaga suprafață exterioară, reconstituit. | Muzeul de Istorie, Galați       | Cimec    |
|      | Cercel din sârmă înfășurată          | Datare: sec. II-III p.Chr. Descoperit: jud. Galați, GALAȚI, Bărboși, Platoul Tirighina Material: aur; ciocănire; cizelare                                                                           | De formă ovală, din sârmă de aur, înfășurată, cu capetele treminate sub forma unui disc oval realizat în spirală. | Muzeul de Istorie, Galați       | Cimec    |
|      | Cercei din sârmă înfășurată          | Datare: sec. II-III p.Chr. Descoperit: jud. Galați, GALAȚI, Bărboși, Platoul Tirighina Material: aur; sârmă; răsucire                                                                               | Cercel de aur cu veriga realizată din sârmă prinsă de un disc oval realizat în spirală. De verigă este prins și un pandantiv din aur. | Muzeul de Istorie, Galați       | Cimec    |
|      | Verigă inelară                       | Datare: secolul III p. Chr. Descoperit: jud. Galați, GALAȚI, Cartier Dunărea, Necropola Cartier Dunărea-Galați Material: aur; turnare; cizelare                                                     | Din aur, de formă inelară, rotundă în secțiune, mai subțire la capete, unde se află câte un prag și mai groasă în partea opusă capetelor. | Muzeul de Istorie, Galați       | Cimec    |
|      | Cercel                               | Datare: secolele II-IV p.Chr. Descoperit: jud. Galați, GALAȚI, Cartier Dunărea, Necropola Cartier Dunărea-Galați Material: aur; trefilare; răsucire                                                 | Din sârmă de aur cu buclă la un capăt și la celălalt capăt răsucit în volută și pe corp. | Muzeul de Istorie, Galați       | Cimec    |
|      | Cercel                               | Datare: sec. II-IV p.Chr. Descoperit: jud. Galați, GALAȚI, Cartier Dunărea, Necropola Cartier Dunărea-Galați Material: aur; ciocănire; lipire; cizelare                                             | Cercel din aur cu veriga aproximativ circulară de care este agățat un pandantiv mobil și un disc decorat. Pe disc sunt dispuse două cercuri concentrice alcătuite din perle și central se află o casetă pentru fixarea unei pietre, care lipsește din vechime. | Muzeul de Istorie, Galați       | Cimec    |
|      | Brățară                              | Datare: sec. II-IV p.Chr. Descoperit: jud. Galați, GALAȚI, Cartier Dunărea, Necropola Cartier Dunărea-Galați Material: aur; ciocănire; răsucire; împletire                                          | Brățară fragmentară formată din șase elemenți, sugerând câte două inimioare fixate de un ax, prinși între ei cu sârmă pe care se mai află două mărgele din sticlă de formă alungite. | Muzeul de Istorie, Galați       | Cimec    |
|      | Inel                                 | Datare: sec. II-IV p.Chr. Descoperit: jud. Galați, GALAȚI, Cartier Dunărea, Necropola Cartier Dunărea-Galați Material: aur; ciocănire; cizelare                                                     | Fragment dintr-un inel sub formă de bandă circulară din aur, ușor turtită, chaton lățit, cu montură pentru piatră. Aceasta lipsește din vechime. | Muzeul de Istorie, Galați       | Cimec    |
|      | Agrafă                               | Datare: sec. II-IV p.Chr. Descoperit: jud. Galați, GALAȚI, Cartier Dunărea, Necropola Cartier Dunărea-Galați Material: aur; ciocănire; cizelare                                                     | Din foiță de aur în forma unei calote cu acul de prindere aplicat pe partea interioară a calotei. | Muzeul de Istorie, Galați       | Cimec    |
|      | Inel                                 | Datare: mileniul II a. Chr. Descoperit: jud. Galați, com. VLĂDEȘTI, VLĂDEȘTI, Movila Veche Material: aur; ciocănire; cizelare                                                                       | Veriga este mai groasă la un capăt și mai subțire la celălat, unde a fost ruptă din antichitate. | Muzeul de Istorie, Galați       | Cimec    |
|      | Paiete                               | Datare: secolul IV p. Chr Descoperit: jud. Galați, com. SMÂRDAN, SMÂRDAN, Platoul Dealul Spânului Material: aur; ciocănire "au repousse"                                                            | 12 paiete sunt în formă de flori, unele cu șase petale și altele cu șapte petale. Florile aveau pe marginea petalelor șiruri fine de puncte realizate în tehnica au repousse. Unele petale aveau mici perforări pentru a putea fi aplicate pe îmbrăcăminte. Alte 16 paiete sunt de formă tubulară și au fost folosite ca tulpini (sub petale) în broderia îmbrăcămintei. | Muzeul de Istorie, Galați       | Cimec    |
|      | Amforetă                             | Datare: 4600-3700 î.Chr. Descoperit: jud. Galați, com. BRĂHĂȘEȘTI, TOFLEA Material: lut, modelat cu mâna; ardere oxidantă; pictură                                                                  | Pastă semifină cu cioburi pisate în compoziție de culoare roșiatică. Gâtul este scurt, buza îngroșată și ușor evazată. În zona diametrului maxim are două apucători perforate vertical. Pe tot corpul vasului s-a aplicat o angobă roșie. Pictura bicromă (alb și roșu) s-a păstrat numai pe anumite zone ale vasului. Pictura este reprezentată sub formă de alveole stilizate. În zona gâtului și a buzei decorul este sub formă de puncte albe. | Muzeul Orășenesc Tecuci, Tecuci | Cimec    |
|      | Cupă cu picior                       | Datare: 4600-3700 î.Chr. Descoperit: jud. Galați, com. BRĂHĂȘEȘTI, TOFLEA Material: lut, modelat cu mâna; ardere oxidantă; pictură                                                                  | Ceramică semifină, de culoare gălbui roșietică, cu cioburi pisate în compoziție. Cupa este înaltă iar buza ușor evazată. Pe zona diametrului maxim al cupei, apar alveole circular adâncite. La baza cupei vasul are două apucători perforate orizontal. Piciorul este lung ușor evazat spre bază. Nu prezintă decor pictat sau incizat. | Muzeul Orășenesc Tecuci, Tecuci | Cimec    |
|      | Vas bitronconic                      | Datare: 4600-3700 a.Chr. Descoperit: jud. Galați, com. BRĂHĂȘEȘTI, TOFLEA Material: lut, modelat cu mâna; ardere oxidantă; pictură                                                                  | Pastă semifină, de culoare cărămizie, cu pietricele și cioburi pisate in compoziție. Buza este răsfrântă în exterior, gâtul înalt. La baza lui, două caneluri ce delimitează cele două registre decorative; pe diametrul maxim, butoni. Primul registru decorativ este pictat și începe de sub buză cu o bandă albă dispusă circular; pe prima canelură de la baza gâtului, o linie albă pictată. Al doilea registru decorativ este incizat sub formă de ove alungite. Acesta se încheie cu o bandă lată, tot incizată, dispusă circular. Culoarea decorului incizat este rezervat din angoba roșie a vasului. | Muzeul Orășenesc Tecuci, Tecuci | Cimec    |
|      | Cupă                                 | Datare: 4600-3700 a.Chr. Descoperit: jud. Galați, com. BRĂHĂȘEȘTI, TOFLEA Material: lut, modelat cu mâna; ardere oxidantă                                                                           | Pastă semifină, de culoare cărămizie, cu pietricele, cioburi și scoici pisate în compoziție; buza ușor evazată și trasă în exterior; pe suprafața vasului, urme de angobă roșie. Decorul spiralic incizat, delimitat de două linii incizate circular, este dispus din zona diametrului maxim spre baza vasului. | Muzeul Orășenesc Tecuci, Tecuci | Cimec    |
|      | Bol                                  | Datare: 4600-3700 î.Chr. Descoperit: jud. Galați, com. BRĂHĂȘEȘTI, TOFLEA Material: lut modelat cu mâna, ardere oxidantă; pictură                                                                   | Pastă semifină, de culoare cenușie cu pietricele în compoziție. Vasul are o formă sferică. Decorul este repartizat pe trei registre. Imediat sub buză este prezent un decor alveolat dispus circular, sub acesta este executat un decor incizat într-o desfășurare liberă în valuri. Al treilea registru se află sub diamentrul maxim, este tot incizat și are o reprezentare circular - orizontală. | Muzeul Orășenesc Tecuci, Tecuci | Cimec    |
|      | Vas-suport                           | Datare: 4600-3700 î.Chr. Descoperit: jud. Galați, com. BRĂHĂȘEȘTI, TOFLEA Material: lut, modelat cu mâna; ardere oxidantă; pictură                                                                  | Vas suport, ceramică cu nisip și pietricele în compoziție, modelată cu mâna, culoare cărămizie. Buza vasului este ușor trasă în exterior, de la umăr până la diametrul maxim este decorat cu patru caneluri orizontale, lipsește piciorul vasului. Ușoare urme de pictură. | Muzeul Orășenesc Tecuci, Tecuci | Cimec    |
|      | Polonic                              | Datare: 4600-3700 a.Chr. Descoperit: jud. Galați, com. BRĂHĂȘEȘTI, TOFLEA Material: lut, modelat cu mâna; ardere oxidantă; pictură                                                                  | Pastă semifină de culoare cărămizie. Căușul este semisferic, larg, buza simplă, coada plată, înaltă, terminată în vârf ascuțit. Decorul pictat, este executat din benzi dispuse în V, posibil încadrate în chenar negru. | Muzeul Orășenesc Tecuci, Tecuci | Cimec    |
|      | Idol antropomorf                     | Datare: 4600-3700 î.Chr. Descoperit: jud. Galați, com. BRĂHĂȘEȘTI, TOFLEA Material: lut modelat cu mâna                                                                                             | Idol feminin, fragmentar, modelat cu mâna, din pastă grosieră, având o poziție șezândă. Pasta prezintă în compoziție pietricele mici și cioburi pisate, având o ardere secundară. Zona abdomenului este marcată cu două incizii. Pe spate, undeva în zona lombară se poate observa un triunghi incizat cu baza ușor rotunjită pe mijloc. | Muzeul Orășenesc Tecuci, Tecuci | Cimec    |
|      | Vas de cult                          | Datare: 4600-3700 î.Chr. Descoperit: jud. Galați, com. BRĂHĂȘEȘTI, TOFLEA Material: lut modelat cu mâna, ardere secundară                                                                           | Vas de formă dreptunghiulară, modelat din pastă fină de culoare gălbuie, buza este dreaptă, sub buză un umăr pe care sunt prezente două torți perforate vertical. Corpul vasului este decorat cu patru linii incizate dispuse în formă de unghi cu vârful în jos. | Muzeul Orășenesc Tecuci, Tecuci | Cimec    |
|      | Fructieră                            | Datare: 4600-3700 î.Chr. Descoperit: jud. Galați, com. BRĂHĂȘEȘTI, TOFLEA Material: lut, lucrat cu mâna; ardere oxidantă; pictură                                                                   | Pastă semifină, cu cioburi pisate în compoziție, de culoare roșietică. Cupa fructierei este deformată, probabil din cauza arderii secundare. Piciorul fructierei, la bază, este ușor evazat; prezintă două perforații circulare. Pictura bicromă se păstrează doar pe anumite zone, observându-se mai bine pe picior. Astfel, pe o angobă de culoare albă, s-au pictat meandre roșii. Pe partea exterioară a cupei, sub buză, este pictată o bandă lată, de culoare roșie. O astfel de bandă se regăsește și la baza piciorului. | Muzeul Orășenesc Tecuci, Tecuci | Cimec    |
|      | Cupă cu picior                       | Datare: 4600-3700 î.Chr. Descoperit: jud. Galați, com. BRĂHĂȘEȘTI, TOFLEA Material: lut, modelat cu mâna; ardere oxidantă; pictură                                                                  | Pastă semifină cu cioburi pisate în compoziție, de culoare gălbui roșietică, arsă secundar. Cupa are buza dreaptă iar piciorul acesteia este lung, cilindric, cu buza scurtă, evazată, prevăzut cu două perforații circulare. La baza cupei sunt două tortițe în relief, perforate orizontal. Vasul prezintă două registre decorative delimitate de o bandă incizată de culoare albă. Primul registru decorativ este prezent pe cupa vasului sub formă de incizii dispuse în spirale înfășurate, pictate cu roșu; spațiul dintre ele fiind pictat cu alb. Al doilea registru decorativ se regăsește pe piciorul vasului. Acesta este sub formă de spirale înfășurate, pictate în culoare roșie pe un fond de culoare alb. | Muzeul Orășenesc Tecuci, Tecuci | Cimec    |
|      | Punctator                            | Datare: 4600-3700 î.Chr. Descoperit: jud. Galați, com. BRĂHĂȘEȘTI, TOFLEA Material: cupru; turnare; batere                                                                                          | Realizat din cupru, prin turnare și batere; culoare verzuie. Corpul este ușor deformat, având unele denivelări. Capul este ușor rotunjit, iar vârful nu este foarte ascuțit. | Muzeul Orășenesc Tecuci, Tecuci | Cimec    |
|      | Vas piriform                         | Datare: 4600-3700 î.Chr. Descoperit: jud. Galați, com. BRĂHĂȘEȘTI, TOFLEA Material: lut modelat cu mâna, ardere oxidantă; pictură                                                                   | Pastă semifină, bine frământată, cu nisip și pietricele în compoziție, de culoare cărămizie supus unei arderi oxidante. Gâtul este înalt, de formă cilindrică prevăzut la bază cu un prag. Pe diametrul maxim prezintă o apucătoare perforată pe verticală. Vasul este pictat în sistemul horror vacui. Decorul realizat pe un fond de culoare roșie, este meandric din benzi negre umplute cu culoare albă. Acesta este dispus de la gât spre partea inferioară a vasului. | Muzeul Orășenesc Tecuci, Tecuci | Cimec    |
|      | Topor-teslă                          | Datare: 4600-3700 a.Chr Descoperit: jud. Galați, com. GHIDIGENI, Terasa superioara a Barladului Material: gresie calcaroasă; cioplire                                                               | Gresie calcaroasă de culoare brun cafenie; urme de cioplire și de utilizare pe tăiș; profil asimetric - o față dreaptă și una arcuită; secțiune dreptunghiulară. | Muzeul Orășenesc Tecuci, Tecuci | Cimec    |
|      | Topor arcuit                         | Datare: 4600-3700 a.Chr. Descoperit: jud. Galați, com. GHIDIGENI, Terasa superioara a Barladului Material: șist cloritos, cioplire                                                                  | Rocă sedimentară (șist) de culoare verzui - cenușie; prezintă urme de cioplire și de utilizare pe tăiș și ceafă. Are un profil asimetric, ambele fețe se arcuiesc spre tăiș; secțiune elipsoidală; prezintă o perforație bitronconică, respectiv orificiu de prindere a unui eventual mâner din lemn. | Muzeul Orășenesc Tecuci, Tecuci | Cimec    |
|      | Teslă                                | Datare: 4600-3700 a.Chr. Descoperit: jud. Galați, com. GHIDIGENI, Terasa superioara a Barladului Material: Argilă calcaroasă, șlefuire                                                              | Argilă calcaroasă provenită din depozite de râu, culoare cafeniu-gălbuie. Prezintă urme de cioplire și urme de utilizare pe tăiș. Are un profil asimetric - o față dreaptă și una arcuită; secțiune elipsoidală. | Muzeul Orășenesc Tecuci, Tecuci | Cimec    |
|      | Daltă                                | Datare: 4600-3700 a.Chr Descoperit: jud. Galați, com. GHIDIGENI, Terasa superioara a Barladului Material: Marnă calcaroasă                                                                          | Rocă sedimentară (marnă) calcaroasă, provenită din depozite de râu, culoare gălbui-cafenie. Prezintă urme de cioplire și de utilizare pe corp și mai ales pe tăiș. Are secțiune elipsoidală. | Muzeul Orășenesc Tecuci, Tecuci | Cimec    |
|      | Daltă                                | Datare: 4600-3700 a.Chr Descoperit: jud. Galați, com. GHIDIGENI, Terasa superioara a Barladului Material: Marnă calcaroasă                                                                          | Rocă sedimentară (marnă) calcaroasă, provenită din depozite de râu, culoare gălbui cenușie; prezintă urme de cioplire și de utilizare pe tăiș. Are un profil simetric - ambele fete se arcuiesc spre tăiș. Secțiune elipsoidală. | Muzeul Orășenesc Tecuci, Tecuci | Cimec    |
|      | Topor                                | Datare: 4600-3700 a.Chr Descoperit: jud. Galați, com. GHIDIGENI, Terasa superioara a Barladului Material: Gresie argiloasă; cioplire; șlefuire                                                      | Gresie argiloasă, culoare verzui - cenușie, urme de utilizare pe tăiș; vârf tocit și spart; profil asimetric; secțiune elipsoidală. | Muzeul Orășenesc Tecuci, Tecuci | Cimec    |
|      | Topor                                | Datare: 4600-3700 a.Chr Descoperit: jud. Galați, com. GHIDIGENI, Terasa superioara a Barladului Material: Marna calcaroasă, cioplire                                                                | Rocă sedimentară calcaroasă (marnă), culoare gălbuie. Prezintă urme de cioplire. Pe corp și pe tăiș se observă urme de utilizare. Are profil asimetric și o secțiune dreptunghiulară. | Muzeul Orășenesc Tecuci, Tecuci | Cimec    |
|      | Topor                                | Datare: 4600-3700 a.Chr Descoperit: jud. Galați, com. GHIDIGENI, Terasa superioara a Barladului Material: Marna calcaroasă, cioplire, șlefuire                                                      | Rocă sedimentară calcaroasă (marnă), de culoare gălbuie; urme de cioplire; are tăișul spart. Profilul este simetric, ambele fețe se arcuiesc spre tăiș. Secțiunea este dreptunghiulară. | Muzeul Orășenesc Tecuci, Tecuci | Cimec    |
|      | Daltă                                | Datare: 4600-3700 a.Chr. Descoperit: jud. Galați, com. GHIDIGENI, Terasa superioara a Barladului Material: Argila marnoasă                                                                          | Rocă sedimentară (argilă marnoasă) de culoare gălbui cenușie. Pe suprafață prezintă urme de cioplire și de utilizare. Tăișul este spart. Are profil simetric, ambele fețe se arcuiesc spre tăiș. Secțiunea este elipsoidală. | Muzeul Orășenesc Tecuci, Tecuci | Cimec    |
|      | Teslă                                | Datare: 4600-3700 a.Chr. Descoperit: jud. Galați, com. GHIDIGENI, Terasa superioara a Barladului Material: Marnă calcaroasă, cioplire                                                               | Rocă sedimentară (marnă calcaroasă), culoare gălbui - cenușie; prezintă urme de cioplire; profil asimetric și secțiune semicirculară. | Muzeul Orășenesc Tecuci, Tecuci | Cimec    |
|      | Daltă                                | Datare: 4600-3700 a.Chr. Descoperit: jud. Galați, com. GHIDIGENI, terasa superioara a Braladului Material: Marnă calcaroasă, cioplire                                                               | Rocă sedimentară (marnă calcaroasă), de culoare gălbuie. Prezintă urme de utilizare pe tăiș și pe corp. Are un profil simetric (ambele fețe se arcuiesc spre tăiș) și o secțiune dreptunghiulară. | Muzeul Orășenesc Tecuci, Tecuci | Cimec    |
|      | Piatră de râu                        | Datare: 4600-3700 a.Chr. Descoperit: jud. Galați, com. GHIDIGENI, terasa superioara a Barladului Material: Argilă marnoasă, cioplire                                                                | Argilă marnoasă (depozit de râu), culoare gălbui cenușie. Are o formă foarte apropiată de a unui topor sau daltă; nu prezintă urme de cioplire sau utilizare. Urma probabil a fi prelucrată. | Muzeul Orășenesc Tecuci, Tecuci | Cimec    |
|      | Daltă                                | Datare: 4600-3700 a.Chr Descoperit: jud. Galați, com. GHIDIGENI, terasa superioara a Barladului Material: Marnă calcaroasă, cioplire                                                                | Rocă sedimentară (marnă calcaroasă), culoare gălbui cafenie. Prezintă urme de utilizare intensă. Tăișul este spart. Profilul este asimetric, secțiunea semicirculară. Foarte probabil provine de la o altă piesă spartă și care a fost rectificată în vederea reutilizării. | Muzeul Orășenesc Tecuci, Tecuci | Cimec    |
|      | Topor                                | Datare: 4600-3700 a.Chr. Descoperit: jud. Galați, com. GHIDIGENI, terasa superioara a Barladului Material: Marnă silicoasă, cioplire                                                                | Rocă sedimentară (marnă silicoasă) de culoare cenușiu-albicioasă. Prezintă urme de cioplire pe tot corpul. Are un profil asimetric și o secțiune aproximativ semicirculară. Prin cioplire s-a ajuns aproape de forma unui topor. | Muzeul Orășenesc Tecuci, Tecuci | Cimec    |
|      | Topor                                | Datare: 4600-3700 a.Chr. Descoperit: jud. Galați, com. GHIDIGENI, tarasa superioara a Barladului Material: Argilită, cioplire                                                                       | Rocă (argilită) în curs de prelucrare obținută prin deshidratarea și apoi recristalizarea argilei. Are culoarea neagră-cenușie. Prezintă urme de cioplire. Are profil asimetric și secțiune semicirculară. Odată procesul de cioplire încheiat, obiectul capătă forma unui topor. Probabil ultima operațiune urma a fi cea de șlefuire. | Muzeul Orășenesc Tecuci, Tecuci | Cimec    |
|      | Topor                                | Datare: 4600-3700 Descoperit: jud. Galați, com. GHIDIGENI, terasa superioara a Barladului Material: Marnă calcaroasă, cioplire                                                                      | Rocă sedimentară (marnă calcaroasă) de culoare gălbuie. Are urme de utilizare și de cioplire pe corp și pe tăiș. A fost spart în momentul descoperirii. Are profil asimetric și secțiune dreptunghiulară. | Muzeul Orășenesc Tecuci, Tecuci | Cimec    |
|      | Topor                                | Datare: 4600-3700 a. Chr. Descoperit: jud. Galați, com. GHIDIGENI, tarasa superioara a Barladului Material: Marnă calcaroasă, cioplire                                                              | Rocă sedimentară (marnă calcaroasă) de culoare gălbuie. Are urme de cioplire și de utilizare pe corp și pe tăiș. Profilul este asimetric și secțiunea semicirculară. | Muzeul Orășenesc Tecuci, Tecuci | Cimec    |
|      | Topor                                | Datare: 4600-3700 a. Chr. Descoperit: jud. Galați, com. GHIDIGENI, terasa superioara a Barladului Material: Gresie, cioplire                                                                        | Rocă sedimentară (gresie) de culoare verzui - cenușie. Prezintă urme de cioplire însă nu prezintă urme de utilizare. Are profil asimetric și secțiune elipsoidală. | Muzeul Orășenesc Tecuci, Tecuci | Cimec    |
|      | Topor                                | Datare: 4600-3700 a. Chr. Descoperit: jud. Galați, com. GHIDIGENI, terasa superioara a Barladului Material: Marnă argiloasă, cioplire                                                               | Rocă sedimentară (marnă argiloasă) de culoare cafeniu - gălbuie. Prezintă urme de cioplire însă urme de utilizare nu sunt, deoarece nu sunt știrbite muchiile. Are un profil asimetric și o secțiune dreptunghiulară. | Muzeul Orășenesc Tecuci, Tecuci | Cimec    |
|      | Daltă                                | Datare: 4600-3700 a. Chr Descoperit: jud. Galați, com. GHIDIGENI, terasa superioara a Barladului Material: Gresie calcaroasă, cioplire                                                              | Gresie calcaroasă (depozit de râu); culoare gălbui cafenie. Prezintă urme de utilizare pe tăiș. Are profil asimetric (ambele fețe se arcuiesc spre tăiș). Secțiunea este dreptunghiulară. | Muzeul Orășenesc Tecuci, Tecuci | Cimec    |
|      | Daltă                                | Datare: 4600-3700 a. Chr Descoperit: jud. Galați, com. GHIDIGENI, terasa superioară a Bârladului Material: marnă calcaroasă, cioplire                                                               | Marnă calcaroasă (depozit de râu). Are o culoare cafeniu-gălbuie și urme de cioplire. Urmele de folosire intensivă provin de la o piesă spartă. Secțiunea este semicirculară iar profilul asimetric. E posibil să provină de la o altă teslă spartă care a fost rectificată în vederea utilizării. | Muzeul Orășenesc Tecuci, Tecuci | Cimec    |
|      | Piatră rombică                       | Datare: 4600-3700 a. Chr Descoperit: jud. Galați, com. GHIDIGENI, terasa superioară a Bârladului Material: șist, cioplire                                                                           | Rocă sedimentară (șist) de culoare neagră, formă rombică și secțiune dreptunghiulară. Prezintă urme de utilizare. Pe partea inferioară este puternic lustruită, probabil fiind utilizată la lustruit, netezit ori rectificat alte unelte. | Muzeul Orășenesc Tecuci, Tecuci | Cimec    |
|      | Topor                                | Datare: 4600-3700 a. Chr Descoperit: jud. Galați, com. GHIDIGENI, terasa superioară a Bârladului Material: argilă feruginoasă, cioplire                                                             | Argilă de culoare brun - roșcată. Are o formă neregulată, urme de cioplire pe muchie. Probabil urma să intre în proces de prelucrare. | Muzeul Orășenesc Tecuci, Tecuci | Cimec    |
|      | Teslă                                | Datare: 4600-3700 a. Chr Descoperit: jud. Galați, com. GHIDIGENI, terasa superioară a Bârladului Material: Marnă calcaroasă, cioplire                                                               | Rocă sedimentară care prezintă în compoziție carbonat de calciu și argilă. Are culoare gălbui - cenușie. Prezintă atât urme de cioplire cât și de utilizare. Profilul este asimetric iar secțiunea semicirculară. | Muzeul Orășenesc Tecuci, Tecuci | Cimec    |
|      | Topor                                | Datare: 4600-3700 a. Chr Descoperit: jud. Galați, com. GHIDIGENI, terasa superioară a Moldovei Material: șist cloritos, cioplire                                                                    | Rocă sedimentară, ușor de cioplit, are culoare verzui cenușie. Prezintă urme de utilizare atât pe tăiș cât și pe ceafă. Profilul este simetric (ambele fețe se arcuiesc spre tăiș), iar secțiunea este elipsoidală. | Muzeul Orășenesc Tecuci, Tecuci | Cimec    |
|      | Bol                                  | Datare: sf. sec. V-IV a.Chr Descoperit: jud. Galați, com. BARBOȘI, GALAȚI Material: lut; modelare                                                                                                   | Vas attic întreg bine conservat, realizat din argilă fină roz-gălbuie. Vasul prezintă două toarte puțin oblice prinse de marginea buzei. Piciorul de forma unei rame circulare. Acoperit cu firnis negru, lucios în interior, pe exterior și pe toarte. Suprafața interioară a vasului este ornată cu motive stampate, alcătuite din patru mici palme dispuse cruciform, înconjurate de două rânduri de liniuțe paralele incizate, dispuse circular cu rotița dințată. | Muzeul de Istorie, Galați       | Cimec    |
|      | Aryballos globular                   | Datare: sec. VI a.Chr. Școală: Corint Descoperit: jud. Galați, GALAȚI, BARBOȘI Material: lut ars | Vas ceramic modelat la roată dintr-o pastă de culoare alb-gălbuie. Are buza plată, discoidală, ușor alveolată, cu marginea retezată, ornamentată cu patru cercuri concentrice de culoare brun roșcată, trei liniare și unul central bandat, iar marginea buzei cu trei linii orizontale. Umărul este decorat cu patru grupuri de bastonașe în careu. Corpul pictat cu o floare de lotus cu patru petale prezentate cruciform, intercalate de două petale hașurate în rețea. Toarta dreaptă. | Muzeul de Istorie, Galați       | Cimec    |
|      | Lekythos-aryballiskos                | Datare: sec. IV a.Chr Descoperit: jud. Galați, com. BARBOȘI Material: lut ars, modelare, pictură | Are gura în formă de pâlnie, acoperit cu firnis de culoare brun-roșcat. Același firnis acoperă și jumătatea superioară a tortiței. Pe fondul general al vasului, care păstrează culoarea gălbui-roșcată a argilei, lekythosul este ornamentat pe întreaga suprafață: pe gât cu șapte linii verticale; patru brun-roșcate și trei albe, dispuse alternativ, la distanțe egale, iar pe corp cu o rețea de culoare brun-roșcată, punctată cu alb Ia intersecțiile liniilor. Decorul acoperă și piciorul inelat al vasului. | Muzeul de Istorie, Galați       | Cimec    |
|      | Amforă                               | Datare: sec. VI a. Chr. Descoperit: jud. Galați, com. BARBOȘI Material: lut ars; lucrat la roată; pictat                                                                                            | Amforă attică cu figuri negre pe fond roșu, lucrată la roată din argilă fină roz-gălbuie. Gura în formă de pâlnie, cu buza plat-orizontală, corpul sferoidal-alungit, piciorul mult evazat, concav prevăzut cu două torți prinse pe umăr și gât. Pictură cu figuri negre pe fond roșu al vasului dispusă în cinci registre. Gâtul în exterior și în interior, torțile în întregime, fundul la exterior, registrul de la baza scenelor, precum și cele două benzi verticale din dreptul torților sunt acoperite cu firnis negru, lucios, pe alocuri ușor corodat. Zona gâtului este delimitată de două dungi roșii orizontale, iar partea inferioară a amforei decorată cu un registru dispuse radial. Pe pântecul amforei sunt înfățișate două scene de luptă identice, reprezentând un râzboinic între doi tineri ce stau în picioare față în față. Râzboinicul fugind către dreapta, cu capul întors câtre stânga, ține în mâna stângă un scut rotund, iar cu dreapta ridicată la înălțimea capului aruncă o lance. Pe cap poartă un frumos coif atenian, iar pe șoldul drept spada. Este înveșmântat cu chiton scurt. Cei doi tineri înveșmântați cu chitonuri lungi, ușor drapate ce ajung până în zona gleznelor, sunt înarmați cu scuturi rotunde și lănci în mâna stângă. Partea superioară a celor două scene este mărginită de un chenar orizontal cu frunze de iederă, iar cea inferioară reprezentând solul. Inciziile fine sunt prezentate numai pe veșminte, coifuri și scuturi. | Muzeul de Istorie, Galați       | Cimec    |
|      | Cupă-skyphos                         | Datare: sec. V a.Chr Descoperit: jud. Galați, com. BARBOȘI, GALAȚI Material: lut ars; modelare; pictură                                                                                             | Vas întreg, bine conservat. Ușoare știrbiri pe marginea buzei și picior. Argilă fină roz- gălbuie. Toarte puțin arcuite prinse oblic pe umăr. Piciorul de forma unei rame circulare. Decor: figuri negre pe fondul roșu al vasului. Firnis negru lucios, bandat, pe marginea buzei și la baza corpului, pe toarte, la exteriorul și interiorul ramei. Muchia piciorului și fundul rezervate. Fundul ornamentat cu două cercuri concentrice și un punct negru central. Interiorul vasului negru. Ambele zone ale toartelor decorate cu scene identice: grupe alcătuite din câte două personaje feminine spre dreapta, în chitonuri lungi. Personajul feminin din partea dreaptă are mâna ridicată. De o parte și de alta a personajelor, ramuri cu frunze. Spațiul scenelor rămas liber, decorat cu mlădițe de iederă. La stânga și la dreapta toartelor, patru palmete cu frunzele dispuse radiar și duble volute la bază, mărginite de linii subțiri arcuite. Solul indicat printr-un cerc orizontal. Incizii fine numai pe drapajul veșmintelor. | Muzeul de Istorie, Galați       | Cimec    |
|      | Skyphos                              | Datare: sec. VI a. Chr. Școală: Corint Descoperit: jud. Galați, GALAȚI, necunoscut Material: lut ars; firnis cafeniu închis;pictat                                                                  | Argilă fină alb-gălbuie.Torțile orizontale. Suport inelar. întreg, bine conservat. Acoperit cu firnis cafeniu- închis-măsliniu, lucios, în interior și exterior. Partea inferioară rezervată, de aspect bandat, ornamentată cu un cerc subțire orizontal, de culoare cafenie. Rama suportului acoperită cu același firnis. Fundul vasului este decorat cu două cercuri concentrice de grosimi diferite, dintre care cel de dimensiuni reduse indică punctul centrului. Sub toarte un cerc orizontal roșu. Fimisul prezintă parțial pete alburii de natură calcaroasă. | Muzeul de Istorie, Galați       | Cimec    |
|      | Cană                                 | Datare: secolul IV p. Chr. Descoperit: jud. Galați, com. JORĂȘTI, LUNCA, "Râpa cu oale"("Râpa Grozești") Material: lut ars; modelare la roată; ardere în cuptor                                     | Cană din pastă fină, cenușie, lucrată la roată, bitronconică, carenată, cu buza răsfrântă, profilată, gura largă, fundul inelar, cu umbo, prevăzută cu o singură toartă, canelată longitudinal, prinsă de sub buză pe umăr, ornamentată cu o nervură proeminentă, aplicată mai jos de buză, prezintă puternice urme de ardere secundară. | Muzeul de Istorie, Galați       | Cimec    |
|      | Lekythos                             | Datare: sec. V a.Chr. Descoperit: jud. Galați, GALAȚI, BARBOȘI Material: lut ars; pictat cu figuri negre                                                                                            | Vas ceramic de tip lekythos, modelalat la roată dintr-o pastă fină gălbui-cărămizie. Corpul cilindric-ovoidal, gura în formă de pâlnie. Ca decor prezintă figuri negre pe fond roșu. Firnis negru la baza corpului, deasupra piciorului și a toartei în exterior. Fundul piciorului este prevazut cu o adâncitură conică. Gura în interior și exterior decorată cu motive reprezentând picturi globulare, intercalate de paranteze orizontale. Pe umăr, în partea opusă toartei, o palmetă, mărginită de două linii subțiri. În dreapta și stânga palmetei, câte două bastonașe lungi și altele scurte situate între ele. Muchia umărului înconjurată de o dungă circulară. În partea opusă toartei, corpul este ornamentat cu o scenă de luptă a doi luptători înarmați cu coifuri, lănci și scuturi circulare, asistați de două personaje feminine, drapate, cu baghete în mâini, situate în spatele acestora. Luptătorii sunt înveșmântați cu chitonuri scurte. Două mlădițe de iederă completează decorul scenic. | Muzeul de Istorie, Galați       | Cimec    |
|      | Skyphos                              | Datare: sec. V a.Chr. Descoperit: jud. Galați, GALAȚI, Tirighina-Barboși Material: lut ars | Vas întreg lucrat dintr-o argilă fină roz. Toartele ușor arcuite prinse oblic pe umăr. Suportul inelar. Firnis negru cu reflexe măslinii, inegale în interiorul și exteriorul vasului. Partea inferioară a corpului și talpa suportului rezervate. | Muzeul de Istorie, Galați       | Cimec    |
|      | Kantharos                            | Datare: sec. VI a. Chr. Descoperit: jud. Galați, GALAȚI, necunoscut Material: lut ars; firnis negru                                                                                                 | Ușor știrbit la buză și rama piciorului. O toartă lipită. Argilă fină roz-gălbuie. Toartele late, prevăzute cu pinteni în partea inferioară. Piciorul în formă de ramă circulară. Acoperit cu firnis negru lucios în interior, exterior și pe toarte. Rama piciorului și a fundului rezervat. Fundul decorat cu două cercuri concentrice și un punct central de culoare cafenie. | Muzeul de Istorie, Galați       | Cimec    |
|      | Lekythos                             | Datare: sec. V a.Chr. Descoperit: jud. Galați, GALAȚI, BARBOȘI Material: lut ars; lucrat la roată; pictat                                                                                           | | Muzeul de Istorie, Galați       | Cimec    |
|      | Cană                                 | Datare: secolul IV p. Chr. Descoperit: jud. Galați, com. JORĂȘTI, LUNCA, "Râpa cu oale"("Râpa Grozești") Material: lut ars; modelare la roată; ardere în cuptor                                     | Cană lucrată la roată, din pastă fină, neagră-cenușie, bitronconică, carenată, cu gâtul înalt, cilindric, buza profilată, gura format pâlnie, fundul concav prevăzută cu o toartă lată, ușor canelată longitudinal, prinsă de sub buză, pe carenă, ornamentată cu o nervură dispusă la baza gâtului. | Muzeul de Istorie, Galați       | Cimec    |
|      | Castron                              | Datare: secolul IV p. Chr. Descoperit: jud. Galați, com. JORĂȘTI, LUNCA, "Râpa cu oale"("Râpa Grozești") Material: lut ars; modelare la roată; ardere în cuptor                                     | Castron lucrat la roată, din pastă fină, cenușie, bitronconic, carenat, buza plan-orizontală, în profil de forma literei “T”, gura larg deschisă, fundul cu ramă inelară, prevăzut cu trei torți late, bicanelate longitudinal prinse de sub buză pe carena vasului. | Muzeul de Istorie, Galați       | Cimec    |
|      | Cană                                 | Datare: secolul IV p.Chr. Descoperit: jud. Galați, com. JORĂȘTI, LUNCA, "Râpa cu oale"("Râpa Grozești") Material: lut ars; modelare la roată; ardere în cuptor                                      | Cană din pastă fină, gris, lucrată la roată, bitronconică, carenată, cu gâtul înalt, cilindric, buza ușor profilată, gura mică, fundul inelar, concav, cu o singură toartă lată, prinsă de sub buză pe partea carenată, ornamentată la baza gâtului cu o nervură proeminentă, iar zona carenată cu o canelură fină. | Muzeul de Istorie, Galați       | Cimec    |
|      | Castron                              | Datare: secolul IV p. Chr. Descoperit: jud. Galați, com. JORĂȘTI, LUNCA, "Râpa cu oale"("Râpa Grozești") Material: lut ars; modelare la roată; ardere în cuptor                                     | Castron lucrat la roată, din pastă fină, gris, tronconic, cu buza plat-orizontală, profilată, de forma literei “T”, prevăzut cu trei torți late, bicanelate longitudinal, trase din buză și prinse de partea carenată a recipientului. Are gura larg deschisă și fundul cu ramă inelară. | Muzeul de Istorie, Galați       | Cimec    |
|      | Pieptene cu mâner în formă de clopot | Datare: Sec. IV p.Chr Descoperit: jud. Galați, com. Barcea, BARCEA Material: os | Pieptene cu mâner în formă de clopot cu umeri drepți, format din două plăcuțe cu dinți și prinse cu zece nituri din foițe de cupru; ca decor are două linii incizate la baza mânerului. | Muzeul Orășenesc Tecuci, Tecuci | Cimec    |
|      | Pieptene bilateral                   | Datare: Sec. IV p.Chr Descoperit: jud. Galați, com. Barcea, BARCEA Material: os, șlefuire | Pieptene executat dintr-o singură placă cu dinți bilaterali; pe linia de mijloc au fost prinse două plăci cu patru nituri din fier din care s-au păstrat două; sunt puternic oxidate; ambele plăcuțe au câte două linii incizate de o parte și de alta a niturilor; lipsesc porțiuni din dinți. | Muzeul Orășenesc Tecuci, Tecuci | Cimec    |
|      | Pieptene cu mâner                    | Datare: Sec. IV p.Chr Descoperit: jud. Galați, com. Barcea, BARCEA Material: os, șlefuire | Pieptene din os cu mâner semicircular aplatizat cu umeri albiați; alcătuit din cinci plăcuțe cu dinți prinse cu opt nituri din bronz; la baza plăcuțelor de prindere are o linie incizată. | Muzeul Orășenesc Tecuci, Tecuci | Cimec    |
|      | Pieptene cu mâner                    | Datare: Sec. IV p.Chr Descoperit: jud. Galați, com. Barcea, BARCEA Material: os, șlefuire | Pieptene din os cu mâner triunghiular decupat în interior. Este alcătuit din șase plăcuțe cu dinți (rupți) prinse în două plăci cu șapte nituri. Mânerul este prins cu trei nituri din bronz. | Muzeul Orășenesc Tecuci, Tecuci | Cimec    |
|      | Fibulă cu semidisc                   | Datare: Sec. IV p.Chr Descoperit: jud. Galați, com. Municipiul Tecuci, TECUCI Material: argint | Face parte din tipul fibulelor cu semidisc și placă romboidală cu asimetrie coborâtă la picior; pe marginea semidiscului apare un decor de cerculețe incizate în număr de șaptesprezece; lipsește teaca; resortul și acul sunt din bronz. | Muzeul Orășenesc Tecuci, Tecuci | Cimec    |
|      | Pahar                                | Datare: Sec. IV p.Chr Descoperit: jud. Galați, com. Barcea, BARCEA Material: sticlă | Pahar de culoare galben verzuie, cu pereții groși, formă conică, cu fund îngust și drept; pe toată suprafața are un decor, alcătuit din patru rânduri de ove începând de la fund spre gură; primul rând este alcătuit din șase ove, al doilea rând este alcătuit din zece ove, al treilea rând este alcătuit din treisprezece ove mai lungi decât cele anterioare, iar al patrulea rând este alcătuit din treisprezece ove mai mari decât cele anterioare; deaspura lor este o canelură; gura este evazată și buza ușor răsfrântă în exterior. | Muzeul Orășenesc Tecuci, Tecuci | Cimec    |
|      | Pahar                                | Datare: Sec. IV p.Chr Descoperit: jud. Galați, com. Barcea, BARCEA Material: sticlă | Pahar de culoare galben verzuie; face parte din tipul cu pereții groși și ove șlefuite; corp tronconic rotunjit cu pereții masivi îngroșându-se spre fund; puternic irizat; sub buză o nervură pronunțată încadrată de două caneluri înguste iar pe corp două șiruri de alveole, primul în număr de șapte, mari și ovale așezate în picioare, iar al doilea rând așezate la extremitatea inferioară a paharului sunt în număr de șapte în formă rotundă (D - 0,08 m.). | Muzeul Orășenesc Tecuci, Tecuci | Cimec    |
|      | Pahar                                | Datare: Sec. IV p.Chr Descoperit: jud. Galați, com. Barcea, BARCEA Material: lut, modelare la roată                                                                                                 | Pahar, pastă fină cenușie, modelată la roată, angobă neagră la interior și la exterior; corp tronconic rotunjit spre fund cu pereții foarte subțiri; fund ușor convex, gura largă, buza ușor evazată slab îngroșată și rotunjită; gât marcat de o nervură îngustă cu decor incizat de linii dese oblice paralele, pe direcția stânga-dreapta cu brăduț mărunt unilateral; pe mijloc, decor cu bandă lată dar cu hașurile mai lungi și orientate de la dreapta la stânga; sub el un decor-ghirlandă executat în aceeași tehnică. | Muzeul Orășenesc Tecuci, Tecuci | Cimec    |
|      | Pahar                                | Datare: Sec. IV p.Chr Descoperit: jud. Galați, com. Barcea, BARCEA Material: lut; modelare la roată                                                                                                 | Pahar din pastă fină de culoare cenușie, modelată la roată, formă tronconică; sub buză apare un prag; fund concav; are, pe toată suprafața corpului de la prag spre fund, un decor executat cu rotița, ce reprezintă trei triunghiuri, un romb și trei cercuri; aceste decoruri sunt alcătuite din trei linii executate cu rotița. | Muzeul Orășenesc Tecuci, Tecuci | Cimec    |
|      | Pahar                                | Datare: Sec. IV p.Chr Descoperit: jud. Galați, com. Barcea, BARCEA Material: lut fin; modelare la roată                                                                                             | Pahar din pastă de culoare cenușie deschisă, modelat la roată, cu pereții aproape drepți și ușor rotunjiți către fund, cu fund drept, slab profilat; buza rotunjită; pe corp are un decor executat cu rotița, încadrat în două, linii sus și jos; pe suprafața lui sunt șase rozete ștampilate încadrate de triunghiuri realizate cu rotița; între ele apar șase ove ascuțite la cele două capete dispuse în „V”. | Muzeul Orășenesc Tecuci, Tecuci | Cimec    |
|      | Cataramă de centură                  | Datare: Sec. IV p.Chr. Descoperit: jud. Galați, com. Barcea, BARCEA Material: argint, executat prin turnare și batere                                                                               | Cataramă cu verigă rotundă, în secțiune circulară, ușor subțiată în zona de prindere a spinului; spinul cu secțiune circulară, cu ciocul lung și îndoit peste verigă; prag înălțat la bază, cu un decor incizat sub formă de dreptunghi; placa de prindere este circulară, dublă, din două foi de argint, cu trei găuri din care două cu nituri din argint. | Muzeul Orășenesc Tecuci, Tecuci | Cimec    |
|      | Cataramă                             | Datare: Sec. IV p.Chr Descoperit: jud. Galați, com. Barcea, BARCEA Material: argint, executată prin turnare                                                                                         | Cataramă cu verigă ovală, cu placă de prindere cu patru nituri din argint, spin cu prag înalt la prindere, vârf îndoit peste verigă. | Muzeul Orășenesc Tecuci, Tecuci | Cimec    |
|      | Fibulă cu semidisc                   | Datare: Sec. IV p.Chr Descoperit: jud. Galați, com. Barcea, BARCEA Material: argint cu foiță de aur; turnare                                                                                        | Fibulă care face parte din tipul celor cu semidisc și picior romboidal; executată din argint, placată cu foiță de aur; pe picior foița de aur lipsește; s-a păstrat numai pe semidisc și pe arcul fibulei; acul fibulei este lipsă; pe semidisc are trei almandine fixate în tehnica en cabochon; placa de aur este decorată cu puncte în tehnica au repousse de jur împrejurul almandinelor din partea de jos sunt înconjurate de un decor circular executat în aceeași tehnică de mai sus; almandina din mjiloc încadrată de un decor sub formă de lacrimă; plăcuța de aur fixată pe margine cu o sârmă perlată; pe arc foița de aur este fixată cu două inele din sârmă perlată. | Muzeul Orășenesc Tecuci, Tecuci | Cimec    |
|      | Fibulă cu semidisc                   | Datare: Sec. IV p.Chr Descoperit: jud. Galați, com. Barcea, BARCEA Material: argint, executată prin turnare                                                                                         | Fibulă care face parte din tipul celor cu semidisc, simplă; semidisc rupt în parte stângâ; picior romboidal. La resort se observă în oxid urme de pânză. | Muzeul Orășenesc Tecuci, Tecuci | Cimec    |
|      | Pandantiv                            | Datare: Sec. IV p.Chr Descoperit: jud. Galați, com. Barcea, BARCEA Material: scoică | Pandantiv din scoică marină specia murex, cu orificiul de prindere în partea superioară. | Muzeul Orășenesc Tecuci, Tecuci | Cimec    |
|      | Pandantiv                            | Datare: Sec. IV p.Chr Descoperit: jud. Galați, com. Barcea, BARCEA Material: os | Pandantiv de centură, formă prismatică, cu gaură de prindere în partea superioară; pe fiecare fațetă are un decor format din patru cercuri cu punct la mijloc. | Muzeul Orășenesc Tecuci, Tecuci | Cimec    |
|      | Pieptene cu mâner                    | Datare: Sec. IV p.Chr Descoperit: jud. Galați, com. Barcea, BARCEA Material: os | Pieptene de tipul cu mânerul semicircular; alcătuit din patru plăcuțe cu dinți prinși între două plăci cu nouă nituri din bronz; trei nituri dispuse pe mâner și șase la bază; are două alveole înguste, laterale pe mâner; umăr foarte scurt; apare un grup de trei incizii la baza plăcilor, două șănțuiri înguste albiate, orizontale, flancând alveolele de la baza mânerului; pe mâner apare o incizie ușoară urmărind întreaga margine. | Muzeul Orășenesc Tecuci, Tecuci | Cimec    |
|      | Pandantiv                            | Datare: Sec. IV p.Chr Descoperit: jud. Galați, com. Barcea, BARCEA Material: scoică | Ghioc-murex, cu inel de atârnare din bronz. | Muzeul Orășenesc Tecuci, Tecuci | Cimec    |
|      | Pieptene cu mâner                    | Datare: Sec. IV p.Chr Descoperit: jud. Galați, com. Barcea, BARCEA Material: os | Pieptene alcătuit din șase plăcuțe cu dinți, prinse cu două plăci și cu șase nituri din fier; umerii aproape drepți și mânerul ușor ogival cu două alveole laterale. | Muzeul Orășenesc Tecuci, Tecuci | Cimec    |
|      | Pieptene cu mâner în formă de clopot | Datare: Sec. IV p.Chr Descoperit: jud. Galați, com. Barcea, BARCEA Material: os | Pieptene cu mâner înalt sub formă de clopot cu alveole la bază și umeri drepți; este alcătuit din cinci plăci prinse cu douăsprezece nituri din bronz; clopotul este marcat de o linie incizată și la bază are trei linii incizate paralele; de asemenea și baza plăcii are trei linii incizate sub nituri. | Muzeul Orășenesc Tecuci, Tecuci | Cimec    |
|      | Cană                                 | Datare: Sec. IV p.Chr Descoperit: jud. Galați, com. Barcea, BARCEA Material: lut; modelare la roată                                                                                                 | Cană din lut modelat la roată, pastă fină negricioasă lustruită, corp bitronconic, gât cilindric, buză rotunjită, fund inelar, are o toartă ce pornește din marginea buzei sub formă dreptunghiulară și se oprește deasupra diametrului maxim. | Muzeul Orășenesc Tecuci, Tecuci | Cimec    |
|      | Pahar                                | Datare: Sec. IV p.Chr Descoperit: jud. Galați, com. Barcea, BARCEA Material: lut; modelare la roată                                                                                                 | Pahar din lut modelat la roată, pastă fină de culoare cenușie spre negru, cu lustru, corp cilindric, rotunjit spre fund care este puțin pronunțat, buza rotunjită, sub gură are un prag, ca decor două rânduri de alveole, între cele două rânduri de alveole este un decor de trei linii paralele executate cu rotița, delimitate sus și jos de câte o linie paralelă incizată. | Muzeul Orășenesc Tecuci, Tecuci | Cimec    |
|      | Castron cu trei toarte               | Datare: Sec. IV p.Chr Descoperit: jud. Galați, com. Barcea, BARCEA Material: lut cu pietricele; modelare la roată                                                                                   | Castron cu trei toarte, din lut modelat la roată, pastă zgrunțuroasă, cu pietricele în compoziție, de culoare cenușiu închis, corp bitronconic, buza trasă în exterior și marginile ridicate, fund inelar; din buză pornesc cele trei toarte în bandă lată cu câte o canelură mediană. | Muzeul Orășenesc Tecuci, Tecuci | Cimec    |
|      | Oală                                 | Datare: Sec. IV p.Chr Descoperit: jud. Galați, com. Barcea, BARCEA Material: lut; modelare la roată                                                                                                 | Oală din lut modelat la roată, pastă fină de culoare cenușie, corp bitronconic, fund carenat. Prezintă urme de angobă pe corp. | Muzeul Orășenesc Tecuci, Tecuci | Cimec    |
|      | Cană                                 | Datare: Sec. IV p.Chr Descoperit: jud. Galați, com. Barcea, BARCEA Material: lut; modelare cu roata                                                                                                 | Cană din lut modelat la roată, pastă fină cenușie, cu angobă cenușie, corp bitronconic carenat, fund profilat, cu două torți albiate, gât cilindric înalt; sub buză, trei inele în relief în dreptul de prindere al torților și o canelură delimitată de două inele în relief la baza gâtului. | Muzeul Orășenesc Tecuci, Tecuci | Cimec    |
|      | Ulcior                               | Datare: Sec. IV p.Chr Descoperit: jud. Galați, com. Barcea, BARCEA Material: lut; modelare la roată                                                                                                 | Urcior din lut, modelat la roată, pastă fină lustruită de culoare cenușie, cu fund inelar; pe gât are linii verticale lustruite, la baza gâtului două caneluri care se continuă în jos cu o rețea de linii lustruite. | Muzeul Orășenesc Tecuci, Tecuci | Cimec    |
|      | Castron                              | Datare: Sec. IV p.Chr Descoperit: jud. Galați, com. Barcea, BARCEA Material: lut; modelat la roată                                                                                                  | Castron din lut, modelat la roată, pastă fină de culoare cenușie, fund inelar, prezintă un inel în relief la baza gâtului, iar la diametrul maxim se observă un decor de fațete ovale. | Muzeul Orășenesc Tecuci, Tecuci | Cimec    |
|      | Colier                               | Datare: Sec. IV p.Chr Descoperit: jud. Galați, com. Barcea, BARCEA Material: coral, cornalină, sticlă                                                                                               | Colier alcătuit din șase mărgele din care: una tubulară din coral, trei din cornalină și două poliedrice din sticlă albastră. | Muzeul Orășenesc Tecuci, Tecuci | Cimec    |
|      | Ulcior                               | Datare: Sec. IV p.Chr Descoperit: jud. Galați, com. Barcea, BARCEA Material: lut; modelat la roată                                                                                                  | Urcior modelat la roată, pastă fină cărămizie, cu urme de angobă mai deschisă, cu o toartă albiată care pornește de sub buză și se termină deasupra diametrului maxim, fund inelar. | Muzeul Orășenesc Tecuci, Tecuci | Cimec    |
|      | Ulcior                               | Datare: Sec. IV p.Chr Descoperit: jud. Galați, com. Barcea, BARCEA Material: lut; modelare la roată                                                                                                 | Urcior din lut modelat la roată, pastă fină de culoare roșie, corp oval, cu o toartă ce pornește de sub buză și se termină deasupra diametrului maxim; pe ea se observă două caneluri; fundul este inelar. | Muzeul Orășenesc Tecuci, Tecuci | Cimec    |
|      | Castron                              | Datare: Sec. IV p.Chr Descoperit: jud. Galați, com. Barcea, BARCEA Material: lut cu pietricele; modelare cu mâna                                                                                    | Castron modelat cu mâna, pastă zgrunțuroasă cu pietricele în compoziție, de culoare cenușie, cu angobă închisă. Fundul este profilat, are trei apucători verticale care pornesc din buză și se termină în dreptul diametrului maxim. | Muzeul Orășenesc Tecuci, Tecuci | Cimec    |
|      | Pahar                                | Datare: Sec. IV p.Chr Descoperit: jud. Galați, com. Barcea, BARCEA Material: sticlă; turnare | Pahar de sticlă, formă conică, de culoare verzui deschisă. Pe tot corpul prezintă aplicații din sticlă modelată. Un brâu în relief din sticlă verzui deschis dispus în partea superioară a paharului, sub el un decor în ghirlandă de culoare albastră (în compoziția sticlei adăugându-se cobalt), apoi decorul se continuă tot sub formă de ghirlandă din sticlă verzui deschis iar spre partea inferioară a paharului este executat un decor în V din sticlă albastră (cu cobalt în compoziție). | Muzeul Orășenesc Tecuci, Tecuci | Cimec    |
|      | Amforă cu graffiti                   | Datare: Sec. IV p.Chr Descoperit: jud. Galați, com. Barcea, BARCEA Material: lut cu pietricele; modelare la roată                                                                                   | Amfora modelată la roată, pastă gălbuie, cu două torți, cu graffiti „Λп” și „кε” pe gât, fund profilat, buza îngroșată, torți albiate, caneluri orizontale dispuse de la diametrul maxim spre bază. | Muzeul Orășenesc Tecuci, Tecuci | Cimec    |
|      | Cană                                 | Datare: Sec. IV p.Chr Descoperit: jud. Galați, com. Barcea, BARCEA Material: lut cu pietricele, modelare la roată                                                                                   | Cană din lut modelat la roată, cu pietricele în compoziție, de culoare cenușie cu angobă mai închisă. Are o toartă în unghi drept, gât cilindric înalt, un mic prag la baza gâtului, corp globular, fund inelar. | Muzeul Orășenesc Tecuci, Tecuci | Cimec    |
|      | Cană                                 | Datare: Sec. IV p.Chr Descoperit: jud. Galați, com. Barcea, BARCEA Material: lut, modelare la roată.                                                                                                | Cană descoperită în stare fragmentară, lut modelat la roată, pastă friabilă, fină, de culoare cenușie, cu angobă neagră, gât cilindric înalt, buza ușor evazată. La partea superioară a gâtului are un brâu în relief care face corp comun cu toarta, aceasta fiind executată în unghi drept. Acolo unde toarta face corp comun cu brâul se observă două proeminențe laterale. Corpul este globular cu un prag deasupra diametrului maxim, fund inelar. A fost reîntregită. | Muzeul Orășenesc Tecuci, Tecuci | Cimec    |
|      | Pinten                               | Datare: Sec. IV p.Chr Descoperit: jud. Galați, com. Barcea, BARCEA Material: argint, batere | Pinten din argint, puternic oxidat, de culoare cenușie. | Muzeul Orășenesc Tecuci, Tecuci | Cimec    |
|      | Pahar                                | Datare: Sec. IV p.Chr Descoperit: jud. Galați, com. Barcea, BARCEA Material: lut, modelat la roată                                                                                                  | Pahar din lut fin modelat la roată, pastă fină cenușie lustruită, fund concav, buza ușor evazată. Are un prag pronunțat pe care s-au decorat linii oblice cu rotița. Pe corp prezintă trei grupuri de linii paralele verticale, executate cu rotița. Liniile sunt sunt dispuse câte două, la capete fiind unite cu un decor sub formă de cerc. | Muzeul Orășenesc Tecuci, Tecuci | Cimec    |
|      | Castron                              | Datare: Sec. IV p.Chr Descoperit: jud. Galați, com. Barcea, BARCEA Material: lut, modelat la roată                                                                                                  | Castron, modelat la roată, pastă fină cenușie cu angobă neagră, un inel în relief la baza gâtului și fațete inegale pe diametrul maxim și fund inelar. | Muzeul Orășenesc Tecuci, Tecuci | Cimec    |
|      | Ceașcă                               | Datare: Sec. IV p.Chr Descoperit: jud. Galați, com. Barcea, BARCEA Material: lut cu pietricele; modelare cu mâna                                                                                    | Ceașcă, modelată cu mâna, pastă grosieră, de culoare cenușie-neagră, fund tălpuit, prezintă urme de ardere secundară. | Muzeul Orășenesc Tecuci, Tecuci | Cimec    |
|      | Oală-borcan                          | Datare: Sec. IV p.Chr Descoperit: jud. Galați, com. Barcea, BARCEA Material: lut cu pietricele; modelare la roată                                                                                   | Oală borcan, stare fragmentară, modelată la roată, pastă zgrunțuroasă cenușie, cu pietricele în compoziție, buza evazată, fund ușor profilat, trei incizii slabe pe umăr, urme de ardere secundară spre baza vasului. A fost restaurat. | Muzeul Orășenesc Tecuci, Tecuci | Cimec    |
|      | Castron                              | Datare: Sec. IV p.Chr Descoperit: jud. Galați, com. Barcea, BARCEA Material: lut, modelat la roată                                                                                                  | Castron, modelat la roată, pastă fină cenușie cu urme de angobă, fund inelar și cu fațete neuniforme în zona diametrului maxim, sub gură are trei caneluri, corp carenat. | Muzeul Orășenesc Tecuci, Tecuci | Cimec    |
|      | Amforă ștampilată                    | Datare: Sec. IV p.Chr Descoperit: jud. Galați, com. Barcea, BARCEA Material: lut cu cioburi pisate; modelare la roată                                                                               | Amforă, modelată la roată, din pastă roșie cu ceramică pisată, cu urme de angobă gălbuie pe toată suprafața corpului, are caneluri executate în spirală care se termină în partea de jos cu o impresie de monedă. | Muzeul Orășenesc Tecuci, Tecuci | Cimec    |
|      | Castron                              | Datare: Sec. IV p.Chr Descoperit: jud. Galați, com. Barcea, BARCEA Material: lut cu pietricele; modelare la roată                                                                                   | Castron, modelat la roată, pastă fină cenușie, cu pietricele în compoziție, urme de angobă, cu picior profilat, buza evazată; în zona diametrului maxim apare un decor în fațete inegale, iar sub acestea apar două linii paralele, în ghirlandă, executate cu rotița urmărind fațetele de mai sus; la baza gâtului, un inel în relief. | Muzeul Orășenesc Tecuci, Tecuci | Cimec    |
|      | Oală                                 | Datare: Sec. IV p.Chr Descoperit: jud. Galați, com. Barcea, BARCEA Material: lut, modelare la roată                                                                                                 | Oală, modelat la roată, pastă fină cenușie cu angobă mai închisă, corp globular, buza puternic evazată, fund inelar; la baza gâtului, între două inele în relief, are un decor lustruit în rețea. | Muzeul Orășenesc Tecuci, Tecuci | Cimec    |
|      | Cană                                 | Datare: Sec. IV p.Chr Descoperit: jud. Galați, com. Barcea, BARCEA Material: lut cu nisip, modelare la roată                                                                                        | Cană, modelată la roată, pastă fină cenușie, cu o toartă, fund concav, cu decor aplicat pe gât în rețea, delimitat de două inele în relief sus și jos, sub gură linii lustruite în zig-zag, pe diametrul maxim două linii incizate; cana a fost spartă din antichitate și pentru restaurarea ei s-au executat trei găuri la baza gâtului și sub diametrul maxim, corp carenat. | Muzeul Orășenesc Tecuci, Tecuci | Cimec    |
|      | Cană                                 | Datare: Sec. IV p.Chr Descoperit: jud. Galați, com. Barcea, BARCEA Material: lut cu pietricele; modelare la roată                                                                                   | Cană, modelată la roată, pastă cu nisip, culoare cărămizie, gura trilobată, cu o toartă care pornește din buză, corp globular, fund inelar; ca decor are un grup de patru linii incizate la baza gâtului și pe diametrul maxim. | Muzeul Orășenesc Tecuci, Tecuci | Cimec    |
|      | Oală                                 | Datare: Sec. IV p.Chr Descoperit: jud. Galați, com. Barcea, BARCEA Material: lut cu pietricele, modelat la roată                                                                                    | Oală, modelată la roată, pastă fină cenușie, fund profilat, la baza gâtului are un inel în relief, buza evazată, urme de ardere secundară pe corp. | Muzeul Orășenesc Tecuci, Tecuci | Cimec    |
|      | Ceașcă                               | Datare: Sec. IV p.Chr Descoperit: jud. Galați, com. Barcea, BARCEA Material: lut cu pietricele, modelare cu mâna                                                                                    | Ceașcă, modelare cu mâna, pastă poroasă cenușie cu pete gălbui determinate de arderea secundară, fund profilat cu urme de degete. | Muzeul Orășenesc Tecuci, Tecuci | Cimec    |
|      | Ulcior                               | Datare: Sec. IV p.Chr Descoperit: jud. Galați, com. Barcea, BARCEA Material: lut cu nisip, modelare la roată                                                                                        | Urcior, modelare la roată, pastă roșie-gălbuie, cu urme de angobă roșie, buza evazată, cu o toartă, gură în formă de pâlnie, fund inelar. Corp în formă de pară. | Muzeul Orășenesc Tecuci, Tecuci | Cimec    |
|      | Oală                                 | Datare: Sec. IV p.Chr Descoperit: jud. Galați, com. Barcea, BARCEA Material: lut cu pietricele, modelare la roată                                                                                   | Oală modelată la roată, pastă zgrunțuroasă cenușie, corp globular, buză evazată, fund drept profilat, cu linii incizate pe umăr, urme de ardere secundară pe buză, corp și bază. | Muzeul Orășenesc Tecuci, Tecuci | Cimec    |
|      | Cană                                 | Datare: Sec. IV p.Chr Descoperit: jud. Galați, com. Barcea, BARCEA Material: lut, modelare la roată                                                                                                 | Cană modelată la roată, pastă fină cenușie cu lustru, corp carenat, buza rotunjită, cu o toartă trasă din buză în bandă lată care se îngustează spre creastă, fund inelar, ca decor are două inele în relief, unul pe gât și unul deasupra diametrului maxim. | Muzeul Orășenesc Tecuci, Tecuci | Cimec    |
|      | Castron cu trei toarte               | Datare: Sec. IV p.Chr Descoperit: jud. Galați, com. Barcea, BARCEA Material: lut, modelare la roată                                                                                                 | Castron modelat la roată, pastă fină cenușie cu angobă pe corp, face parte din tipul cu trei torți; buza în formă de „T” cu marginile înălțate și rotunjite, fund inelar; din marginea buzei pleacă trei torți în bandă lată și se opresc deasupra diametrului maxim, fiecare toartă are câte două caneluri | Muzeul Orășenesc Tecuci, Tecuci | Cimec    |
|      | Pahar                                | Datare: Sec. IV p.Chr Descoperit: jud. Galați, TECUCI Material: sticlă, turnare | Pahar din sticlă verzuie, executat prin turnare și șlefuire, sub buză are două caneluri orizontale obținute prin șlefuire, două șiruri de ove. Primul șir are opt ove obținute tot prin șlefuire, iar al doilea rând, situat la baza paharului are șapte ove obținute prin aceeași metodă. Fundul este drept. | Muzeul Orășenesc Tecuci, Tecuci | Cimec    |
|      | Pinten                               | Datare: Sec. IV p.Chr Descoperit: jud. Galați, com. Barcea, BARCEA Material: argint, turnare | Pinten din argint, executat prin turnare și batere, puternic oxidat, de culoare cenușie. | Muzeul Orășenesc Tecuci, Tecuci | Cimec    |
|      | Amforă cu graffiti                   | Datare: Sec. IV p.Chr Descoperit: jud. Galați, com. Valea Mărului, VALEA MĂRULUI Material: lut, modelare la roată                                                                                   | Amforă, modelată la roată, pastă cu nisip în compoziție, de culoare gălbuie, corp piriform, buza ușor evazată, baza profilată, două torți prevăzute cu o canelură. Pe umăr are o inscripție cu graffiti „ΠΛΛ”. La baza gâtului și pe gură are câte un șanț. | Muzeul Orășenesc Tecuci, Tecuci | Cimec    |
|      | Amforă                               | Datare: Sec. IV p.Chr Descoperit: jud. Galați, com. Valea Mărului, VALEA MĂRULUI Material: Lut, modelare la roată                                                                                   | Amforă modelată la roată, pasta de culoare roșie cu urme de pictură pe corp. Are două toarte din care una lipsă dar care a fost refăcută, gura în formă de pâlnie, corp piriform. | Muzeul Orășenesc Tecuci, Tecuci | Cimec    |
|      | Castron                              | Datare: Sec. IV p.Chr Descoperit: jud. Galați, com. Barcea, BARCEA Material: lut, modelare la roată                                                                                                 | Castron, face parte din tipul cu trei torți; modelat la roată din pastă fină cenușie, cu angobă negricioasă la interior și exterior, buza în formă de „T”, aproape simetric, cu albiere largă deasupra, sub buză o nervură pronunțată, iar pe umăr un prag coborât. | Muzeul Orășenesc Tecuci, Tecuci | Cimec    |
|      | Oală                                 | Datare: Sec. IV p.Chr Descoperit: jud. Galați, com. Barcea, BARCEA Material: lut, modelare la roată                                                                                                 | Oală din pastă poroasă cu pietriș mărunt, cenușiu, modelată la roată, cu urme de afumare la exterior, gura largă, fundul drept, îngroșat și tălpuit. | Muzeul Orășenesc Tecuci, Tecuci | Cimec    |
|      | Cană                                 | Datare: Sec. IV p.Chr Descoperit: jud. Galați, com. Barcea, BARCEA Material: lut, modelare la roată                                                                                                 | Cană din pastă fină cenușie, modelată la roată, gura largă în formă de pâlnie, gâtul lung, cilindric, fund inelar, de sub buză pornește o toartă înaltă, în bandă groasă, dreptunghiulară și se oprește pe umăr, la baza gâtului și sub buză are câte o nervură pronunțată. | Muzeul Orășenesc Tecuci, Tecuci | Cimec    |
|      | Oală                                 | Datare: Sec. IV p.Chr Descoperit: jud. Galați, com. Barcea, BARCEA Material: lut, modelare cu mâna                                                                                                  | Oală din pastă poroasă cu pietriș mărunt, cenușiu, modelată la roată, cu urme de afumare la exterior, gura largă, fundul drept, îngroșat și tălpuit. | Muzeul Orășenesc Tecuci, Tecuci | Cimec    |
|      | Oală                                 | Datare: Sec. IV p.Chr Descoperit: jud. Galați, com. Barcea, BARCEA Material: lut, modelare la roată                                                                                                 | Oală din pastă fină cenușie, modelată la roată, fund drept, pe umăr are două caneluri înguste. | Muzeul Orășenesc Tecuci, Tecuci | Cimec    |
|      | Pahar                                | Datare: Sec. IV p.Chr Descoperit: jud. Galați, com. Barcea, BARCEA Material: sticlă, turnare și șlefuire                                                                                            | Pahar din sticlă, cu pereții subțiri, de culoare galben-verzuie, cu fund ușor adâncit, decorat cu rânduri de ove șlefuite iar sub gură are două linii șlefuite, buza dreaptă și ușor evazată. | Muzeul Orășenesc Tecuci, Tecuci | Cimec    |
|      | Cană                                 | Datare: Sec. IV p.Chr Descoperit: jud. Galați, com. Barcea, BARCEA Material: lut, modelare la roată                                                                                                 | Cană din pastă fină cenușie, modelată la roată, fund ușor adâncit, gât cilindric, toarta pornește de sub gură, este în bandă dreptunghiulară cu o canelură pe ea și se oprește deasupra diametrului maxim; ca decor un inel în relief sub gură și unul la baza gâtului. | Muzeul Orășenesc Tecuci, Tecuci | Cimec    |
|      | Oală                                 | Datare: Sec. IV p.Chr Descoperit: jud. Galați, com. Barcea, BARCEA Material: lut, modelare la roată                                                                                                 | Oală modelată la roată din pastă zgrunțuroasă cenușie, fund drept, pe umăr un mic prag. | Muzeul Orășenesc Tecuci, Tecuci | Cimec    |
|      | Castron                              | Datare: Sec. IV p.Chr Descoperit: jud. Galați, com. Barcea, BARCEA Material: lut, modelare la roată                                                                                                 | Castron modelat la roată, pastă fină cenușie, cu picior scurt. | Muzeul Orășenesc Tecuci, Tecuci | Cimec    |
|      | Fibulă                               | Datare: Sec. IV p.Chr Descoperit: jud. Galați, com. Barcea, BARCEA Material: argint, turnare și batere                                                                                              | Fibulă face parte din tipul celor cu semidisc și picior romboidal, la resort se observă în oxid urme de pânză. | Muzeul Orășenesc Tecuci, Tecuci | Cimec    |
|      | Pieptene                             | Datare: Sec. IV p.Chr Descoperit: jud. Galați, com. Barcea, BARCEA Material: os, șlefuire | Pieptene din os cu mâner rotund aplatizat care prinde patru plăcuțe cu dinți, una este lipsă, plăcuțele sunt prinse cu trei nituri din fier. | Muzeul Orășenesc Tecuci, Tecuci | Cimec    |
|      | Castron                              | Datare: Sec. IV p.Chr Descoperit: jud. Galați, com. Barcea, BARCEA Material: lut, modelare la roată                                                                                                 | Supieră modelată la roată, pastă fină cenușie, fund inelar. | Muzeul Orășenesc Tecuci, Tecuci | Cimec    |
|      | Castron                              | Datare: Sec. IV p.Chr Descoperit: jud. Galați, com. Barcea, BARCEA Material: lut, modelare la roată                                                                                                 | Supieră modelată la roată, pastă fină cenușie, cu buza în formă de „T”, fund inelar. | Muzeul Orășenesc Tecuci, Tecuci | Cimec    |
|      | Pahar                                | Datare: Sec. IV p.Chr Descoperit: jud. Galați, com. Barcea, BARCEA Material: lut, modelare la roată                                                                                                 | Pahar modelat la roată, pastă fină cenușie, fund plat, cu prag sub gură. | Muzeul Orășenesc Tecuci, Tecuci | Cimec    |
|      | Oală                                 | Datare: Sec. IV p.Chr Descoperit: jud. Galați, com. Barcea, BARCEA Material: lut, modelare la roată                                                                                                 | Oala modelată la roată, pastă fină cenușie lustruită, fund inelar; o canelură la baza gâtului. | Muzeul Orășenesc Tecuci, Tecuci | Cimec    |
|      | Castron                              | Datare: Sec. IV p.Chr Descoperit: jud. Galați, com. Barcea, BARCEA Material: lut, modelare la roată                                                                                                 | Castron modelat la roată, pastă fină de culoare cenușie cu angobă mai închisă. | Muzeul Orășenesc Tecuci, Tecuci | Cimec    |
|      | Castron                              | Datare: Sec. IV p.Chr Descoperit: jud. Galați, com. Barcea, BARCEA Material: lut, modelare la roată                                                                                                 | Castron modelat la roată, din pastă fină cenușie, fund inelar, spart din vechime; pentru întregirea lui s-au făcut două perforații alăturate sub gură. | Muzeul Orășenesc Tecuci, Tecuci | Cimec    |
|      | Castron                              | Datare: Sec. IV p.Chr Descoperit: jud. Galați, com. Barcea, BARCEA Material: lut, modelare la roată                                                                                                 | Castron modelat la roată, pastă fină cenușie, fund inelar. | Muzeul Orășenesc Tecuci, Tecuci | Cimec    |
|      | Castron                              | Datare: Sec. IV p.Chr Descoperit: jud. Galați, com. Barcea, BARCEA Material: lut, modelare la roată                                                                                                 | Castron modelat la roată, pastă nisipoasă, cu angobă cenușie în interior și exterior, fund inelar. | Muzeul Orășenesc Tecuci, Tecuci | Cimec    |
|      | Oală                                 | Datare: Sec. IV p.Chr Descoperit: jud. Galați, com. Barcea, BARCEA Material: lut, modelare cu mâna                                                                                                  | Oală modelată cu mâna, pastă grosieră de culoare gălbuie. | Muzeul Orășenesc Tecuci, Tecuci | Cimec    |
|      | Oală                                 | Datare: Sec. IV p.Chr Descoperit: jud. Galați, com. Barcea, BARCEA Material: lut, modelare cu mâna                                                                                                  | Oală modelată cu mâna, pastă grosieră de culoare gălbuie cu pete cenușii, cu picior scurt, fund drept. | Muzeul Orășenesc Tecuci, Tecuci | Cimec    |
|      | Oală                                 | Datare: Sec. IV p.Chr Descoperit: jud. Galați, com. Barcea, BARCEA Material: lut, modelare la roată                                                                                                 | Oală modelată cu mâna, pastă grosieră de culoare cărămizie de la jumătate în jos, iar în partea superioară este neagră, are un decor incizat în zig-zag neuniform sub gură, fund drept. | Muzeul Orășenesc Tecuci, Tecuci | Cimec    |
|      | Pieptene                             | Datare: Sec. IV p.Chr Descoperit: jud. Galați, com. Barcea, BARCEA Material: os, șlefuire | Pieptene din os cu mâner semicircular, alcătuit din cinci plăcuțe cu dinți prinse cu cinci nituri, din care patru de bronz și unul de fier. | Muzeul Orășenesc Tecuci, Tecuci | Cimec    |
|      | Ambră                                | Datare: Sec. IV p.Chr Descoperit: jud. Galați, com. Barcea, BARCEA Material: rășină | Rășină, a fost topită și turnată ritual peste ghioc, iar deasupra a fost depusă fibula. | Muzeul Orășenesc Tecuci, Tecuci | Cimec    |
|      | Pandantiv                            | Datare: Sec. IV p.Chr Descoperit: jud. Galați, com. Barcea, BARCEA Material: scoică, argint | Pandantiv din specia de melci marini Cypraea, cu inel de prindere din bronz; o parte din el este distrus din cauza ambrei topite turnată peste pandantiv și fibulă. A fost descoperit împreună cu o ambră și o fibulă, împreună reprezentând un ritual. | Muzeul Orășenesc Tecuci, Tecuci | Cimec    |
|      | Colier                               | Datare: Sec. IV p.Chr Descoperit: jud. Galați, com. Barcea, BARCEA Material: sticlă | Colier alcătuit din șaptezeci și patru mărgele de sticlă albastră din care zece îngemănate, una rotundă/globulară, două rotunde, cinci poliedrice, cincizeci și șase discoidale. | Muzeul Orășenesc Tecuci, Tecuci | Cimec    |
|      | Oală                                 | Datare: Sec. IV p.Chr Descoperit: jud. Galați, com. Barcea, BARCEA Material: lut, modelare la roată                                                                                                 | Oală modelată la roată, pastă zgrunțuroasă de culoare cenușie, cu pete gălbui, fund drept. | Muzeul Orășenesc Tecuci, Tecuci | Cimec    |
|      | Oală                                 | Datare: Sec. IV p.Chr Descoperit: jud. Galați, com. Barcea, BARCEA Material: lut, modelare la roată                                                                                                 | Oală modelată la roată, pastă zgrunțuroasă cu pete roșiatice, fund drept, pe umăr are două linii incizate. | Muzeul Orășenesc Tecuci, Tecuci | Cimec    |
|      | Oală                                 | Datare: Sec. IV p.Chr Descoperit: jud. Galați, com. Barcea, BARCEA Material: lut, modelare la roată                                                                                                 | Oală modelată la roată, pastă zgrunțuroasă cenușie cu urme de angobă și cu pete gălbui, fund drept. | Muzeul Orășenesc Tecuci, Tecuci | Cimec    |
|      | Castron                              | Datare: Sec. IV p.Chr Descoperit: jud. Galați, com. Barcea, BARCEA Material: lut, modelare la roată                                                                                                 | Castron modelat la roată, pastă fină cenușie, buza evazată, îngroșată și fațetată, fundul inelar. | Muzeul Orășenesc Tecuci, Tecuci | Cimec    |
|      | Pahar                                | Datare: Sec. IV p.Chr Descoperit: jud. Galați, com. Barcea, BARCEA Material: sticlă, turnare, șlefuire                                                                                              | Pahar din sticlă, culoare galben-verzuie, formă conică. Pe suprafața vasului sunt aplicații de sticlă modelată sub formă de ove. In partea superioară a ovelor sunt 4 butoni aplicați, decorul vasului continuându-se spre buză cu două registe decorative: primul prezintă un rând de ove mici verticale despărțite de câte două incizii, iar în al doilea registru este incizată în sticlă prin șlefuire, o inscripție în limba greacă. | Muzeul Orășenesc Tecuci, Tecuci | Cimec    |
|      | Cană                                 | Datare: Sec. IV p.Chr Descoperit: jud. Galați, com. Barcea, BARCEA Material: lut, modelare la roată                                                                                                 | Cană modelată la roată, pastă fină cenușie, cu o toartă, fund inelar, cu două inele sub gură, două caneluri deasupra diametrului maxim. | Muzeul Orășenesc Tecuci, Tecuci | Cimec    |
|      | Castron                              | Datare: Sec. IV p.Chr Descoperit: jud. Galați, com. Barcea, BARCEA Material: lut, modelare la roată                                                                                                 | Castron modelat la roată, pastă fină cenușie, fund inelar. | Muzeul Orășenesc Tecuci, Tecuci | Cimec    |
|      | Amforetă                             | Datare: Sec. IV p.Chr Descoperit: jud. Galați, com. Barcea, BARCEA Material: lut, modelare la roată                                                                                                 | Amforetă modelată la roată, cu două torți, pastă fină cărămizie, fund inelar, sub diametrul maxim patru caneluri. | Muzeul Orășenesc Tecuci, Tecuci | Cimec    |
|      | Castron                              | Datare: Sec. IV p.Chr Descoperit: jud. Galați, com. Barcea, BARCEA Material: lut, modelare la roată                                                                                                 | Castron modelat la roată, pastă fină cenușie, fund inelar. | Muzeul Orășenesc Tecuci, Tecuci | Cimec    |
|      | Pieptene                             | Datare: Sec. IV p.Chr Descoperit: jud. Galați, com. Barcea, BARCEA Material: os, șlefuire | Pieptene din os, cu mâner în formă de clopot, cu umeri albiați, alcătuit din patru plăcuțe cu dinți prinse cu șapte nituri de bronz, pe o față are la baza mânerului două linii incizate, iar pe cealaltă trei linii incizate. | Muzeul Orășenesc Tecuci, Tecuci | Cimec    |
|      | Cană                                 | Datare: Sec. IV p.Chr Descoperit: jud. Galați, com. Barcea, BARCEA Material: lut, modelare la roată                                                                                                 | Cană modelată la roată, pastă cenușie nisipoasă, cu o toartă în bandă lată, fund inelar, un prag sub gură și un inel la baza gâtului. | Muzeul Orășenesc Tecuci, Tecuci | Cimec    |
|      | Castron                              | Datare: Sec. IV p.Chr Descoperit: jud. Galați, com. Barcea, BARCEA Material: lut, modelare la roată                                                                                                 | Castron modelat la roată, pastă fină cenușie cu angobă, fund inelar. | Muzeul Orășenesc Tecuci, Tecuci | Cimec    |
|      | Castron                              | Datare: Sec. IV p.Chr Descoperit: jud. Galați, com. Barcea, BARCEA Material: lut, modelare la roată                                                                                                 | Castron modelat la roată, pastă fină cenușie cu urme de angobă, fund inelar. | Muzeul Orășenesc Tecuci, Tecuci | Cimec    |
|      | Oală                                 | Datare: Sec. IV p.Chr Descoperit: jud. Galați, com. Barcea, BARCEA Material: lut, modelare la roată                                                                                                 | Oală modelată la roată, pastă fină cenușie, corp globular turtit, fund alveolat și un prag la baza gâtului. | Muzeul Orășenesc Tecuci, Tecuci | Cimec    |
|      | Castron                              | Datare: Sec. IV p.Chr Descoperit: jud. Galați, com. Barcea, BARCEA Material: lut, modelare la roată                                                                                                 | Castron modelat la roată, pastă fină cenușie, cu trei torți, cu buza în „T” cu margini ridicate în sus, fund inelar. | Muzeul Orășenesc Tecuci, Tecuci | Cimec    |
|      | Castron                              | Datare: Sec. IV p.Chr Descoperit: jud. Galați, com. Barcea, BARCEA Material: lut, modelare la roată                                                                                                 | Castron modelat la roată, pastă fină cenușie cu angobă neagră, fund inelar. | Muzeul Orășenesc Tecuci, Tecuci | Cimec    |
|      | Pahar                                | Datare: Sec. IV p.Chr Descoperit: jud. Galați, com. Barcea, BARCEA Material: lut, modelare la roată                                                                                                 | Pahar modelat la roată, pastă fină cenușie cu angobă neagră, cu picior profilat și un inel în relief. | Muzeul Orășenesc Tecuci, Tecuci | Cimec    |
|      | Castron                              | Datare: Sec. IV p.Chr Descoperit: jud. Galați, com. Barcea, BARCEA Material: lut, modelare la roată                                                                                                 | Castron modelat la roată, pastă fină cenușie, cu picior scund. | Muzeul Orășenesc Tecuci, Tecuci | Cimec    |
|      | Oală                                 | Datare: Sec. IV p.Chr Descoperit: jud. Galați, com. Barcea, BARCEA Material: lut, modelare la roată                                                                                                 | Oală modelată la roată, pastă fină cenușie, fund inelar, corp globular, turtit. | Muzeul Orășenesc Tecuci, Tecuci | Cimec    |
|      | Cană                                 | Datare: Sec. IV p.Chr Descoperit: jud. Galați, com. Barcea, BARCEA Material: lut, modelare la roată                                                                                                 | Cană modelată la roată, pastă fină cenușie-gălbuie, cu angobă mai închisă, cu gura trilobată, cu o toartă, fund inelar. | Muzeul Orășenesc Tecuci, Tecuci | Cimec    |
|      | Cană                                 | Datare: Sec. IV p.Chr Descoperit: jud. Galați, com. Barcea, BARCEA Material: lut, modelare la roată                                                                                                 | Cană modelată la roată, pastă fină cenușie, cu o toartă ce pornește orizontal din buză și se oprește deasupra diametrului maxim, fund inelar și un inel în relief deasupra diametrului maxim. | Muzeul Orășenesc Tecuci, Tecuci | Cimec    |
|      | Castron                              | Datare: Sec. IV p.Chr Descoperit: jud. Galați, com. Barcea, BARCEA Material: lut, modelare la roată                                                                                                 | Castron modelat la roată, pastă fină cenușie, fund profilat și drept. | Muzeul Orășenesc Tecuci, Tecuci | Cimec    |
|      | Oală                                 | Datare: Sec. IV p.Chr Descoperit: jud. Galați, com. Barcea, BARCEA Material: lut, modelare la roată                                                                                                 | Oală modelată la roată, pastă zgrunțuroasă cenușie, cu multe pietricele, fund drept. | Muzeul Orășenesc Tecuci, Tecuci | Cimec    |
|      | Cană                                 | Datare: Sec. IV p.Chr Descoperit: jud. Galați, com. Barcea, BARCEA Material: lut, modelare la roată                                                                                                 | Cană modelată la roată, pastă fină cenușie cu urme de angobă cenușie, cu o toartă, gura în formă de pâlnie și fundul la fel, cu decor are un inel în relief sub gură și unul la baza gâtului, decorat cu linii oblice realizate cu rotița. | Muzeul Orășenesc Tecuci, Tecuci | Cimec    |
|      | Castron                              | Datare: Sec. IV p.Chr Descoperit: jud. Galați, com. Barcea, BARCEA Material: lut, modelare la roată                                                                                                 | Castron modelat la roată, pastă fină cenușie, cu angobă negricioasă la interior și exterior, buza evazată, ușor îngroșată și rotunjită, fundul inelar. | Muzeul Orășenesc Tecuci, Tecuci | Cimec    |
|      | Pandantiv                            | Datare: Sec. IV p.Chr Descoperit: jud. Galați, com. Barcea, BARCEA Material: scoică, perforare | Pandantiv din Murex (melc de mare), cu orificiu de prindere. | Muzeul Orășenesc Tecuci, Tecuci | Cimec    |
|      | Calculi                              | Datare: Sec. IV p.Chr Descoperit: jud. Galați, com. Barcea, BARCEA Material: sticlă, șlefuire | Calculi, douăzeci și șapte bucăți de sticlă din care: șase din sticlă albă, ușor deteriorate, de formă sferică; douăzeci și unu din sticlă neagră, de formă semisferică. | Muzeul Orășenesc Tecuci, Tecuci | Cimec    |
|      | Castron                              | Datare: Sec. IV p.Chr Descoperit: jud. Galați, com. Barcea, BARCEA Material: lut, modelare la roată                                                                                                 | Castron modelat la roată, pastă fină cenușie, fundul inelar. | Muzeul Orășenesc Tecuci, Tecuci | Cimec    |
|      | Oală                                 | Datare: Sec. IV p.Chr Descoperit: jud. Galați, com. Barcea, BARCEA Material: lut, modelare cu mâna                                                                                                  | Oală modelată cu mâna din pastă prost frământată cu pietriș, de culoare cărămiziu-gălbuie, cu puternice urme de afumare în interior, gura largă cu buza mult subțiată și evazată. | Muzeul Orășenesc Tecuci, Tecuci | Cimec    |
|      | Închizătoare                         | Datare: Sec. IV p.Chr Descoperit: jud. Galați, com. Barcea, BARCEA Material: argint | Posibil închizătoare de casetă. | Muzeul Orășenesc Tecuci, Tecuci | Cimec    |
|      | Pandantiv                            | Datare: Sec. IV p.Chr Descoperit: jud. Galați, com. Barcea, BARCEA Material: argint | Argint, puternic oxidat, culoare cenușie datorită oxidului, este rotund, alcătuit din două plăci lipite cu verigă de prindere. | Muzeul Orășenesc Tecuci, Tecuci | Cimec    |
|      | Oală                                 | Datare: Sec. IV p.Chr Descoperit: jud. Galați, com. Barcea, BARCEA Material: lut, modelare la roată                                                                                                 | Oală modelată la roată, pastă zgrunțuroasă cu pete mai deschise, fund drept. | Muzeul Orășenesc Tecuci, Tecuci | Cimec    |
|      | Vas bitronconic                      | Datare: 4400-4000 a.Chr. Descoperit: jud. Galați, com. Suceveni, Suceveni, Stoborăni Material: lut; modelare cu mâna; ardere                                                                        | Vas miniatural, de formă bitronconică, din pastă grosieră; decor plastic antropomorf, reprezentând schematic o siluetă umană. | Muzeul de Istorie, Galați       | Cimec    |
|      | Cupă                                 | Datare: 2900-2500 a.Chr. Descoperit: jud. Galați, com. Grivița, Grivița Material: lut; modelare cu mâna; ardere                                                                                     | Cupă cu picior trilobat; decor imprimat cu șnurul, realizat pe buză și în interiorul cupei; urme de ardere secundară. | Muzeul de Istorie, Galați       | Cimec    |
|      | Vas cu capac în formă de locuință    | Datare: 4400-4000 a.Chr. Descoperit: jud. Galați, Galați, Cartierul Dunărea Material: lut; modelare cu mâna; ardere                                                                                 | Vas bitronconic, lucrat din pastă fină; decorat cu motive incizate și pictate, partea superioară reprezentând un model de locuință. | Muzeul de Istorie, Galați       | Cimec    |
|      | Vas bitronconic                      | Datare: 4500-4400 a.Chr. Descoperit: jud. Galați, com. Suceveni, Suceveni, Stoborăni Material: lut; modelare cu mâna; ardere                                                                        | Vas miniatural, de tip vas-rucsac, de formă bitronconică; patru tortițe, dispuse două câte două - sub buză și deasupra fundului; decor incizat cu motive spiralice, dispus în metope. | Muzeul de Istorie, Galați       | Cimec    |
|      | Vas globular                         | Datare: 4600-3700 î.Chr. Descoperit: jud. Galați, com. Brăhășești Material: lut, lucrat cu mâna | Vas realizat din pastă semifină, cu cioburi pisate în compoziție, ars secundar. Gât înalt, corp globular, picior elegant, evazat la bază. Conține trei registre decorative, separate de benzi albe, bordate cu brun. Decorat cu spirale înfășurate, albe, bordate cu brun. Interspațiul pictat cu culoare roșie. | Muzeul Orășenesc Tecuci, Tecuci | Cimec    |
|      | Capac                                | Datare: 4600-3700 î.Chr. Descoperit: jud. Galați, com. Brăhășești Material: lut, lucrat cu mâna | Capac realizat din pastă semifină cu cioburi pisate în compoziție, ars secundar. Conține trei registre decorative, separate de benzi albe, bordate cu brun. Decorat cu spirale înfășurate, albe, bordate cu brun. Interspațiul picat cu culoare roșie. Are un buton plat, corpul este globular, baza evazată. | Muzeul Orășenesc Tecuci, Tecuci | Cimec    |
|      | Măciucă-sceptru                      | Descoperit: jud. Galați, Galați, Balta Cătușa Material: bazalt; șlefuire | Măciucă de bazalt, culoare brun-verzuie, formă tronconică, este finisată în partea superioară printr-o proeminență, sub care sunt despuși patru butoni dispuși simetric. | Muzeul de Istorie, Galați       | Cimec    |
|      | Cavalerii Danubieni                  | Datare: secolele II-II Descoperit: jud. Galați, Bărboși, Tirighina Material: marmură | Tăbliță votivă pentagonală, din marmură albă, reprezentând Cavalerii danubieni. Iconografia este împărțită în două registre inegale: a) registrul superior, de formă triunghiulară prezintă o triadă simbolică - o femeie încadrată de doi bărbați, în lateral sunt conturate figurile personificate ale unor divinități astrale - Sol (stânga) și Luna (dreapta). Deasupra acestor reprezentări - toate bust - apare o acvilă cu aripile întinse; b) registrul inferior, rectangular, este dominat de figura centrală a unei zeități feminine, având în în față trepiedul ritual pe care e află un pește. Zeița este flancată de doi Cavaleri danubieni, călare, reprezentați din profil. Ambii sunt însoțiți de câte un personaj pedestru, iar la picioarele cailor sunt redați câte doi oameni, întinși la pământ. În partea dreaptă ar mai fi de menționat prezența unei forme ilizibile, poate un cap de berbec. | Muzeul de Istorie, Galați       | Cimec    |
|      | Pandantiv romboidal                  | Datare: 2/2 mil. V a.Chr. Descoperit: , com. Suceveni, Stoborăni Material: piatră; lustruire; incizare                                                                                              | Pandantiv rombic lucrat din piatră de culoare albăstruie; la cele patru capete este perforat, iar la una din cele patru perforații se mai păstrează un fragment de sârmă de cupru; pe una din fețe sunt incizate mai multe motive liniare în formă de cercuri concentrice întretăiate cu o rețea de linii orizontale și verticale. | Muzeul de Istorie, Galați       | Cimec    |
|      | Vas antropomorf                      | Datare: secolele II-II Descoperit: Bărboși, Tirighina Material: lut; modelare | Piesa are pereții subțiri, lucrați din pastă fină, de bună calitate, de culoare roșcată. Deși se păstrează în stare fragmentară a putut fi reconstituită fără să-i fi afectat registrul principal, cele trei mici fragmente care lipseau provenind din partea opusă figurii umane. Vasul are gura largă, ovală, și gâtul scurt. Partea sa inferioară, ovală în secțiune, ușor evazată, creează impresia că ar fi sprijinit pe un postament - de fapt este gâtul figurii umane. Cele două toarte, decorate cu caneluri verticale sunt prinse sub buza și pe umărul vasului, în semicerc. Figura umană, aproape rotundă, precis conturată anatomic, este încadrată de părul bogat, pieptănat „cu cărare pe mijloc” în suvițe ce cad pe frunte și urechi. În partea opusă figurii umane suprafața vasului este acoperită în întregime de păr, dispus în șuvițe lungi, ce ajung până în regiunea gâtului. | Muzeul de Istorie, Galați       | Cimec    |
|      | Fibulă cu butoni în formă de ceapă   | Datare: secolele III-IV Descoperit: Bărboși, Tirighina Material: aur, turnare | Fibulă de aur, în greutate de 21 g, încadrată tipologic în categoria fibulelor „cu capetele în formă de bulbi de ceapă”. Pe cantul arcului port-agrafei apare inscripția „INNOCENS”. | Muzeul de Istorie, Galați       | Cimec    |
|      | Hora de la Berești                   | Datare: 2/2 mil. V a. Chr. Descoperit: Târgu Berești, Dealul Bulgarului Material: lut; modelare cu mâna                                                                                             | Vasul-suport este lucrat din pastă de culoare cărămizie, are formă cilindrică, fiind finisat în partea superioară sub forma unei fructiere evazate, ce depășește cu mult circumferința piciorului. Partea inferioară a suportului este formată din patru siluete feminine, prinse în horă și lipite între ele în zona umerilor și a picioarelor, într-o poziție dorsală. Cele patru mari deschideri ovale dintre siluetele figurinelor, sunt prevăzute în partea superioară cu unghiuri drepte, cu vârfurile dispuse în jos, simbolizând prinderea mâinilor în horă. Se păstreaza 3/4 din corp. | Muzeul de Istorie, Galați       | Cimec    |
|      | Sceptru cilindric                    | Descoperit: , com. Țepu Material: bazalt; lustruire | Sceptru din bazalt, obținut prin lustruire, formă tronconică, ușor îngroșat la bază, partea superioară ușor evazată. | Muzeul de Istorie, Galați       | Cimec    |

## Fond
| Foto | Informații generale                          | Detalii tehnice | Descriere | Deținător                       | Legături |
| ---- | -------------------------------------------- | --- | --- | ------------------------------- | -------- |
|      | Vârf de os                                   | Datare: sfârșitul mileniului II a. Chr. Descoperit: jud. GALAȚI, com. NEGRILEȘTI, NEGRILEȘTI, Sector topo C3 Material: os, metapod cal, fasonare, abraziune | Vârf realizat probabil pe metapod lateral de cal. Debitajul este absent, iar fasonarea a urmărit amenajarea părții active prin cioplire cu securea sau cuțitul și abraziune multidirecțională aplicată pe fețe și margini. Urme de utilizare: tocire, lustru slabe produse la nivelul părții active. Piesa a fost probabil un perforator pentru piei. Piesa este întreagă cu depuneri de concrețiuni calcaroase masive compacte pe fața inferioară la nivelul părții proximale. | Muzeul de Istorie, Galați       | Cimec    |
|      | Rază de corn de cerb- eboșă                  | Datare: sfârșitul mileniului II a. Chr. Descoperit: jud. GALAȚI, com. NEGRILEȘTI, NEGRILEȘTI, Sector topo C3 Material: os, debitare, fasonare | Eboșă/Materie primă în curs de procesare; rază de corn de cerb, realizat prin debitaj și percuție directă/cioplire pentru detașarea axului. Piesa a fost fasonată prin raclaj axial pentru înlăturarea completă a perlurii. Starea de conservare: mediocră; rozeta are diametrul (perlura) incomplet, fisuri transversale și axiale, fractură produsă în vechime la nivelul părții meziale și lipire, baza axului fracturată parțial recent. Urme de utilizare: nu are. Rol funcțional: posibil eboșă de mâner. | Muzeul de Istorie, Galați       | Cimec    |
|      | Vârf de os                                   | Datare: sfârșitul mileniului II a. Chr. Descoperit: jud. GALAȚI, com. NEGRILEȘTI, NEGRILEȘTI, Sector topo C3 Material: os, ulnă de ovicaprină, debitaj, percuție, fasonare | Vârf realizat pe ulnă de ovicaprine prin debitaj ce a fost realizat prin percuție directă/fracturare aplicată la nivelul părții distale; înlăturarea epifizei proximale prin directă/fracturare; fasonarea a urmărit amenajarea părții active prin abraziune multidirecțională aplicată pe fețe și margini; secțiuni ovale asimetrice și poligonale asimetrice. Urme de utilizare: tocire, lustru intense produse la nivelul părții active; priza directă – în mână. Piesa a fost probabil perforator pentru piei. | Muzeul de Istorie, Galați       | Cimec    |
|      | Vârf de os                                   | Datare: sfârșitul mileniului II a. Chr. Descoperit: jud. GALAȚI, com. NEGRILEȘTI, NEGRILEȘTI, Sector topo C3 Material: os, ulnă de porc, percuție, fasonare | Vârf realizat pe ulna de porc din care lipsesc mici sectoare al părți proximale și al extremității proximale, fracturate recent. Debitajul a fost realizat prin percuție directă/fracturare aplicată la nivelul părții distale; înlăturarea epifizei proximale prin cioplire cu securea; fasonarea a urmărit amenajarea părții active prin cioplire cu securea și abraziune multidirecțională aplicată pe fețe și margini; secțiuni ovale asimetrice și poligonale asimetrice. Urme de utilizare: tocire, lustru superficiale produse la nivelul părții active; priza directă – în mână. Piesa a fost probabil perforator pentru piei. | Muzeul de Istorie, Galați       | Cimec    |
|      | Vârf de os                                   | Datare: sfârșitul mileniului II a. Chr. Descoperit: jud. GALAȚI, com. NEGRILEȘTI, NEGRILEȘTI, Sector topo C3 Material: os, debitare, fasonare | Vârf realizat pe fragment de corp costal, probabil de ovicaprine. Piesa este fragmentară, lipsește partea proximală, fracturată recent. Debitajul a fost realizat probabil prin percuție directă/despicare și percuție directă/fracturare, iar fasonarea a urmărit amenajarea părții active prin abraziune multidirecțională aplicată pe fețe și margini, obțindu-se secțiuni rectangulare, ovale asimetrice și poligonale asimetrice. Urme de utilizare: tocire, lustru intense produse la nivelul părții active; priza directă – în mână. Piesa a fost probabil perforator pentru piei. | Muzeul de Istorie, Galați       | Cimec    |
|      | Vârf de os                                   | Datare: sfârșitul mileniului II a. Chr. Descoperit: jud. GALAȚI, com. NEGRILEȘTI, NEGRILEȘTI, Sector topo C3 Material: os, tibie ovicaprine, percuție, fasonare, abraziune | Vârf realizat pe tibia de ovicaprine. Din piesă lipsește extremitatea distală, fracturată în vechime. Debitajul a fost realizat prin percuție directă/fracturare aplicată la nivelul diafizei. Fasonarea a urmărit amenajarea părții active prin abraziune multidirecțională aplicată pe fețe. Partea activă a fost fracturată în vechime și reamenajată prin abraziune multidirecțională; secțiuni anatomice, convex-concave și poligonale asimetrice. Pe vârf apar urme de utilizare: fracturarea părții active; tocire, lustru intense produse la nivelul părții active și a fețelor la nivelul părții meziale și părții proximale prin priza directă – în mână. Piesa a fost probabil perforator pentru piei. | Muzeul de Istorie, Galați       | Cimec    |
|      | Vârf de os                                   | Datare: sfârșitul mileniului II a. Chr. Descoperit: jud. GALAȚI, com. NEGRILEȘTI, NEGRILEȘTI, Sector topo C3 Material: os, fibulă de porc, fasonare | Vârf realizat pe fibula de porc. Fasonarea a urmărit amenajarea părții active prin percuție directă/fracturare aplicată la nivelul diafizei și prin abraziune multidirecțională aplicată pe fețe și margini obținundu-se secțiuni ovale asimetrice și poligonale asimetrice. Urme de utilizare: tocire, lustru intens produs la nivelul părții active; priza directă – în mână. Din vârf lipsește partea proximală, fracturată în vechime. Vârful a fost utilizat probabil ca perforator pentru piei. | Muzeul de Istorie, Galați       | Cimec    |
|      | Vârf de os                                   | Datare: sfârșitul mileniului II a. Chr. Descoperit: jud. GALAȚI, com. NEGRILEȘTI, NEGRILEȘTI, Sector topo C3 Material: os, debitaj, percuție, abraziune | Vârf realizat pe fragment diafizar de os lung. Debitajul a fost realizat prin percuție directă/fracturare, iar fasonarea a urmărit amenajarea părții active prin cioplire cu securea sau cuțitul. Abraziune multidirecțională a creat un aspect fațetat cu secțiuni de formă rectangulară. Urme de utilizare prin tocire, lustru la nivelul părții active. Vârful a fost probabil perforator pentru piei. | Muzeul de Istorie, Galați       | Cimec    |
|      | Netezitor - ompolat crestat                  | Datare: sfârșitul mileniului II a. Chr. Descoperit: jud. GALAȚI, com. NEGRILEȘTI, NEGRILEȘTI, Sector topo C3 Material: os, percuție, fasonare | Netezitor pe segment de omoplat (omoplat crestat). Debitajul a fost realizat prin percuție directă/fracturare și despicare cu securea. Fasonarea a urmărit amenajarea părții active prin crestarea bilaterală a marginii cavității glenoide cu ajutorul cuțitului; au fost obținute crestături cu profilul în V asimetric. Se păstrează 14 crestături și 14 dinți. Netezitorul prezintă urme de utilizare, tocire, lustru la nivelul părții active, respectiv a dinților. Suprafața exterioară a unora dintre aceștia a fost afectată de abraziune în timpul utilizării, dobândind un aspect fațetat. Netezitorul a fost utilizat pentru procesarea (curățarea) pieilor. | Muzeul de Istorie, Galați       | Cimec    |
|      | Tub de os                                    | Datare: secolul IV p. Chr. Descoperit: jud. GALAȚI, com. NEGRILEȘTI, NEGRILEȘTI, Sector topo C3 Material: os, debitaj | Tub de os pentru ace realizat din os lung de pasăre de talie mare. Piesă fragmentară sau neterminată, fracturată din vechime. Debitaj prin tăiere transversală precisă, cu ajutorul cuțitului, pe circumferință și fracturare; urmele se păstrează la una dintre extremități. | Muzeul de Istorie, Galați       | Cimec    |
|      | Vârf                                         | Datare: începutul mileniului patru a. Chr. Descoperit: jud. GALAȚI, com. FOLTEȘTI, STOICANI, Cetățuia Dimensiuni: L 64,05; EP 16,33/9,87; PM 8,82/6; CD 5,65/4,29; LPA cca 16 Material: os | Vârf amenajat pe fibulă distală de porc; extremitatea proximală păstrată. Debitaj prin percutie directă/despicare și fracturare. Fasonare sumară a părtii active (partea distală) prin percuție directă/cioplire pe fața inferioară. Urme de utilizare: nu se observă. Piesă fragmentară. Stare de conservare mediocră; sectoare fracturate recent la extremitatea distală; coroziune. | Muzeul de Istorie, Galați       | Cimec    |
|      | Vârf de os                                   | Datare: sfârșitul mileniului II a. Chr. Descoperit: jud. GALAȚI, com. NEGRILEȘTI, NEGRILEȘTI, Sector topo C3 Material: os, debitare, fasonare | Vârf realizat pe fragment diafizar de os lung. Debitajul a fost realizat prin percuție directă/fracturare; fasonarea a urmărit regularizarea marginilor prin cioplire cu securea sau cuțitul; amenajarea părții active s-a realizat pe margini prin abraziune multidirecțională; aspect fațetat; secțiuni de formă rectangulară. Urme de utilizare: tocire, lustru produse la nivelul părții active; tocire, lustru localizate la nivelul marginilor părții meziale și ale părții proximale, probabil prin aplicarea prizei directe în mână. Vârful a fost probabil un perforator pentru piei. | Muzeul de Istorie, Galați       | Cimec    |
|      | Netezitor                                    | Datare: sfârșitul mileniului II a. Chr. Descoperit: jud. GALAȚI, com. NEGRILEȘTI, NEGRILEȘTI, Sector topo C3 Material: os, percuție, fasonare | Netezitor realizat pe fragment diafizar de os lung. Debitajul a fost realizat probabil prin percuție directă/fracturare; fasonarea a urmărit amenajarea marginilor și a extremității proximale prin cioplire cu securea și abraziune; extremitatea proximală are formă convexă asimetrică; amenajarea bilaterală a părții active prin abraziune multidirecțională intensă aplicată pe fețe și margini; secțiuni rectangulare; extremitatea distală are formă convexă asimetrică. Apar urme de folosire: tocire, lustru superficiale produse la nivelul părții active pe ambele fețe; îngustarea părții proximale s-a realizat probabil în scopul fixării în mâner (priza indirectă). Netezitorul a fost utilizat pentru pentru procesarea (curățarea) pieilor. | Muzeul de Istorie, Galați       | Cimec    |
|      | Vârf de os                                   | Datare: sfârșitul mileniului II a. Chr. Descoperit: jud. GALAȚI, com. NEGRILEȘTI, NEGRILEȘTI, Sector topo C3 Material: os, tibie de pasăre, percuție, fasonare | Vârf realizat pe tibia de pasăre. Debitajul a fost realizat prin percuție directă/fracturare aplicată la nivelul diafizei; fasonarea a urmărit amenajarea părții active prin cioplire cu securea sau cuțitul și abraziune multidirecțională aplicată pe fețe și margini; aspect fațetat; secțiuni anatomice, convex-concave și poligonale asimetrice. Urme de utilizare: tocire, lustru intense produse la nivelul părții active și a fețelor la nivelul părții meziale, părții proximale și extremității proximale prin priza directă - în mână. Vârful a fost folosit probabil ca perforator pentru piei. | Muzeul de Istorie, Galați       | Cimec    |
|      | Vârf de os                                   | Datare: sfârșitul mileniului II a. Chr. Descoperit: jud. GALAȚI, com. NEGRILEȘTI, NEGRILEȘTI, Sector topo C3 Material: os, percuție, fasonare, abraziune | Vârf realizat pe fragment diafizar de os lung. Debitajul a fost realizat prin percuție directă/fracturare; fasonarea a urmărit regularizarea marginilor prin cioplire cu securea sau cuțitul și prin abraziune axială; amenajarea părții active s-a realizat pe fețe și margini prin cioplire cu securea sau cuțitul și prin abraziune multidirecțională; fasonarea feței inferioare s-a realizat prin cioplire; secțiuni de formă rectangulară. Urme de utilizare: tocire, lustru produse la nivelul părții active; tocire, lustru localizate la nivelul marginilor părții meziale și ale părții proximale, probabil prin aplicarea prizei directe în mână. Vârful a fost utilizat probabil ca perforator pentru piei. | Muzeul de Istorie, Galați       | Cimec    |
|      | Vârf de os                                   | Datare: sfârșitul mileniului II a. Chr. Descoperit: jud. GALAȚI, com. NEGRILEȘTI, NEGRILEȘTI, Sector topo C3 Material: os, tibie de ovicaprine, percuție, fasonare, abraziune | Vârf pe tibie de ovicaprine, realizat prin percuție directă/fracturare aplicată la nivelul diafizei și a epifizei, care a fost înlăturată. Fasonarea a urmărit amenajarea părții active prin cioplire cu securea sau cuțitul și abraziune multidirecțională aplicată pe fețe și margini, obținundu-se un aspect fațetat cu secțiuni anatomice, convex-concave și poligonale asimetrice. Apar urme de utilizare precum tocirea și lustru produse la nivelul părții active și a fețelor la nivelul părții meziale, părții proximale și extremității proximale prin priza directă - în mână. Vârful a fost probabil perforator pentru piei. | Muzeul de Istorie, Galați       | Cimec    |
|      | Patină fragmentară                           | Datare: sfârșitul mileniului II a. Chr. Descoperit: jud. GALAȚI, com. NEGRILEȘTI, NEGRILEȘTI, Sector topo C3 Material: os, os lung de cal, fasonare, abraziune | Patină amenajată pe os lung de cal. Fasonarea a urmărit amenajarea feței inferioare (partea activă, în contact cu gheața) oblice la extremitatea distală și plane în rest prin cioplire cu securea și abraziune. Suprafața plană este oblică în raport cu axul transversal al piesei, indicând fixarea pe piciorul stâng. Fața superioară (în contact cu încălțămintea) a fost amenajată prin cioplirea cu securea a condililor epifizari. Fixarea de picior se făcea probabil prin legare cu ajutorul unor șireturi-meșe de piele. Fragmentul de patină prezintă urme de utilizare. | Muzeul de Istorie, Galați       | Cimec    |
|      | Vas piriform                                 | Datare: mileniul III a. Chr. Descoperit: jud. GALAȚI, com. BEREȘTI-MERIA, BEREȘTI-MERIA, Dealul Bâzanu Material: lut fin; modelare cu mâna; pictare; ardere | Vasul este realizat din pastă bună, pictat cu spirale în alb și negru, pe fond roșu. Vasul este sferoidal, are o canelură pe umăr și a fost reconstituit. | Muzeul de Istorie, Galați       | Cimec    |
|      | Cupă                                         | Datare: mileniul III a. Chr. Descoperit: jud. GALAȚI, com. ORAȘ BEREȘTI, BEREȘTI, Dealul Bâzanu Material: lut fin; modelare cu mâna; pictare; ardere | | Muzeul de Istorie, Galați       | Cimec    |
|      | Figurină                                     | Datare: mileniul III a. Chr. Descoperit: jud. GALAȚI, com. BEREȘTI-MERIA, BEREȘTI-MERIA, Dealul Bâzanu Dimensiuni: 26cm/36 m Material: lut ars; modelare cu mâna; ardere | Figurină antropomorfă feminină, realizată din lut ars, de culoare cenușiu-cărămizie. Figurina este fusiformă, îi lipsește capul, are picioarele lipite și posteriorul proeminent. | Muzeul de Istorie, Galați       | Cimec    |
|      | Figurină                                     | Datare: mileniul III a. Chr. Descoperit: jud. GALAȚI, com. BEREȘTI-MERIA, BEREȘTI-MERIA, Dealul Bâzanu Material: lut ars; modelare cu mâna; ardere | Fragment de figurină feminină realizată din lut ars. Bustul este ornamentat cu linii oblice, incizate, pe întreaga suprafață. | Muzeul de Istorie, Galați       | Cimec    |
|      | Figurină                                     | Datare: mileniul III a. Chr. Descoperit: jud. GALAȚI, com. BEREȘTI-MERIA, BEREȘTI-MERIA, Dealul Bâzanu Material: lut ars; modelare cu mâna; ardere | Fragment de figurină feminină realizată din lut ars, de culoare cărămizie, ornamentată cu decor meandric, incizat. Din figurină se păstrează piciorul stâng și bazinul. Piesa este de culoare roșu-cărămiziu, cu slip aplicat peste nucleu. | Muzeul de Istorie, Galați       | Cimec    |
|      | Figurină                                     | Datare: mileniul III a. Chr. Descoperit: jud. GALAȚI, com. ORAȘ BEREȘTI, BEREȘTI Material: lut ars; modelare cu mâna; ardere | Figurină antropomorfă feminină, realizată din lut ars, de culoare cărămizie. Figurinei îi lipsește capul, are picioarele lipite și posteriorul proeminent. Partea din spate a bazinului este ornamentată cu incizii. | Muzeul de Istorie, Galați       | Cimec    |
|      | Spatulă                                      | Datare: mileniul III a. Chr. Descoperit: jud. GALAȚI, com. BEREȘTI-MERIA, BEREȘTI-MERIA, Dealul Bâzanu Material: os | Netezitor pe fragment diafizar de os lung, probabil de vită, realizat prin debitaj percuție directă/cioplire, despicare și fracturare. Piesa este întreagă și se află în stare de conservare foarte bună. | Muzeul de Istorie, Galați       | Cimec    |
|      | Defensă de mistreț                           | Datare: mileniul III a. Chr. Descoperit: jud. GALAȚI, com. ORAȘ BEREȘTI, BEREȘTI, Dealul Bulgarului Dimensiuni: L (LCE) 152; EP 20,19/10,22; PM 19,09/10,06; LPA (uzură anatomică) 24,15; lăț PA anatomică 7,98. Material: os | Defensă stângă (canin inferior) de mistreț fragmentară. Probabil materie primă. Piesă fragmentară. Stare de conservare mediocră; fracturare recentă, fisură axială și lipire. | Muzeul de Istorie, Galați       | Cimec    |
|      | Cupă                                         | Datare: mileniul III a. Chr. Descoperit: jud. GALAȚI, com. ORAȘ BEREȘTI, BEREȘTI, Dealul Bulgarului Material: lut fin; modelare cu mâna; pictare; ardere | Vasul este realizat din pastă roșie cărămizie. Este sferoidal cu gâtul scurt și drept fundul mic. Cupa este pictată bicrom cu spirale. | Muzeul de Istorie, Galați       | Cimec    |
|      | Vas globular                                 | Datare: mileniul III a. Chr. Descoperit: jud. GALAȚI, com. ORAȘ BEREȘTI, BEREȘTI, Dealul Bulgarului Material: lut fin; modelare cu mâna; pictare; ardere | Vasul este realizat din pastă roșie cărămizie. Este sferoidal cu o canelură pe umăr, torți false, gura mică și fundul concav. Stratul de pictură este șters. | Muzeul de Istorie, Galați       | Cimec    |
|      | Castron                                      | Datare: mileniul III a. Chr. Descoperit: jud. GALAȚI, com. ORAȘ BEREȘTI, BEREȘTI, Dealul Bulgarului Material: lut fin; modelare cu mâna; pictare; ardere | Castronul este realizat din pastă roșie-cărămizie, are formă tronconică, gura mică și fundul concav. Stratul de pictură este șters. | Muzeul de Istorie, Galați       | Cimec    |
|      | Protomă                                      | Datare: mileniul III a. Chr. Descoperit: jud. GALAȚI, com. ORAȘ BEREȘTI, BEREȘTI, Dealul Bulgarului Material: lut fin; modelare cu mâna; pictare; ardere | Protomă antropomorfă, realizată din lut ars, de culoare roșie-cărămiziu. Protoma reprezintă un cap de bărbat cu "mărul lui Adam" redat proeminent sub bărbie. | Muzeul de Istorie, Galați       | Cimec    |
|      | Figurină                                     | Datare: mileniul III a. Chr. Descoperit: jud. GALAȚI, com. ORAȘ BEREȘTI, BEREȘTI, Dealul Bulgarului Material: lut fin; modelare cu mâna; pictare; ardere | Partea inferioară a unei figurine feminine executată din pastă roșie-cărămizie. Figurina este ornamentată cu linii spiralice și puncte incizate. | Muzeul de Istorie, Galați       | Cimec    |
|      | Figurină                                     | Datare: mileniul III a. Chr. Descoperit: jud. GALAȚI, com. ORAȘ BEREȘTI, BEREȘTI, Dealul Bulgarului Material: lut fin; modelare cu mâna; pictare; ardere | Figurină feminină din pastă roșie-cărămizie. Lipsește capul și partea superioară a bustului. Bazinul și picioarele neornamentate, șoldurile proeminente. | Muzeul de Istorie, Galați       | Cimec    |
|      | Figurină                                     | Datare: mileniul III a. Chr. Descoperit: jud. GALAȚI, com. ORAȘ BEREȘTI, BEREȘTI, Dealul Bulgarului Material: lut fin; modelare cu mâna; pictare; ardere | Figurină feminină de mici dimensiuni, confecționată din pastă roșie-cărămizie, cu capul și brațele rotunjite și picioarele lipite. | Muzeul de Istorie, Galați       | Cimec    |
|      | Figurină                                     | Datare: mileniul III a. Chr. Descoperit: jud. GALAȚI, com. ORAȘ BEREȘTI, BEREȘTI, Dealul Bulgarului Material: lut fin; modelare cu mâna; pictare; ardere | Figurină feminină realizată din pastă roșie-cărămizie. Se păstrează doar jumătatea stângă care nu este ornamentată și prezintă o steatopagie pronunțată. | Muzeul de Istorie, Galați       | Cimec    |
|      | Corn de cerb/materie primă                   | Datare: mileniul III a. Chr. Descoperit: jud. GALAȚI, com. ORAȘ BEREȘTI, BEREȘTI, Dealul Bulgarului Dimensiuni: L 280; EP 38,73/36,50; PM 47,27/38,02 Material: os | Segment de ax drept distal, prelevat sub coroană prin percuție directă/cioplire și fracturare. Păstrează la partea distală bazele a trei raze de coroană, fracturate recent. Urme de utilizare: nu se observă. Probabil materie primă. | Muzeul de Istorie, Galați       | Cimec    |
|      | Corn de cerb/materie primă/scurmator         | Datare: mileniul III a. Chr. Descoperit: jud. GALAȚI, com. ORAȘ BEREȘTI, BEREȘTI, Dealul Bulgarului Dimensiuni: Ltot 274; EP 46,75/10,59; PM 43,23/32,69; ED 9,37/9,04 Material: os | Rază de coroană de corn de cerb, masivă. Debitaj la partea proximală prin percuție directă/fracturare pe cca jumătate din circumferință. Fără alte urme tehnice. Urme de utilizare: nu se observă. Materie primă. | Muzeul de Istorie, Galați       | Cimec    |
|      | Corn de cerb/deșeu/scurmator                 | Datare: mileniul III a. Chr. Descoperit: jud. GALAȚI, com. ORAȘ BEREȘTI, BEREȘTI, Dealul Bulgarului Dimensiuni: Ltot 223; EP 26,84/9,49; PM 22,70/22,40; ED 8,68/4,28 Material: os | Deșeu din segment de rază deformat natural, detașat prin percuție directă/cioplire pe cca. jumătate din circumferință și fracturare la extremitatea proximală. Segment inutilizabil ca materie primă datorită deformării. Probabil rest de debitaj. Fără alte urme tehnice observabile. | Muzeul de Istorie, Galați       | Cimec    |
|      | Corn de cerb/deșeu/scurmator                 | Datare: mileniul III a. Chr. Descoperit: jud. GALAȚI, com. ORAȘ BEREȘTI, BEREȘTI, Dealul Bulgarului Dimensiuni: Ltot 213; EP 43,82/33,22; PM 37,99/27,35; ED 8,58/8,17 Material: os | Deșeu din segment de rază de coroană. Debitaj prin percuție directă/cioplire și fracturare. Extremitatea distală neafectată prin intervenție tehnică (anatomică). Urme de utilizare: nu se observă. | Muzeul de Istorie, Galați       | Cimec    |
|      | Corn de cerb/deșeu/scurmator                 | Datare: mileniul III a. Chr. Descoperit: jud. GALAȚI, com. ORAȘ BEREȘTI, BEREȘTI, Dealul Bulgarului Dimensiuni: L (LCE) 179; EP 18,19/8,87; L plan fractură 50,81; lăț max plan fractură 22; PM 20,46/19; ED 5,60/5,33 Material: os | Deșeu din segment mezial-distal de rază. Debitaj la extremitatea proximală prin percuție directă/cioplire și fracturare; planuri de fractură. Extremitatea distală anatomică. Urme de utilizare: nu se observă. | Muzeul de Istorie, Galați       | Cimec    |
|      | Corn de cerb/deșeu/scurmator                 | Datare: mileniul III a. Chr. Descoperit: jud. GALAȚI, com. ORAȘ BEREȘTI, BEREȘTI, Dealul Bulgarului Material: os | Deșeu de la un segment de rază de coroană. Debitaj la extremitatea proximală prin percuție directă/cioplire și fracturare; plan lung de fractură. Extremitatea distală anatomică. | Muzeul de Istorie, Galați       | Cimec    |
|      | Corn de cerb/deșeu/scurmator                 | Datare: mileniul III a. Chr. Descoperit: jud. GALAȚI, com. ORAȘ BEREȘTI, BEREȘTI, Dealul Bulgarului Dimensiuni: Ltot 124,91; EP 42/26,16; PM 32,17/19,29; ED 14,24/12,32 Material: os | Deșeu din segment de rază de coroană. Debitaj prin percuție directă/cioplire și fracturare. Extremitatea distală fracturată în vechime (taphonomic). | Muzeul de Istorie, Galați       | Cimec    |
|      | Corn de cerb/deșeu/scurmator                 | Datare: mileniul III a. Chr. Descoperit: jud. GALAȚI, com. ORAȘ BEREȘTI, BEREȘTI, Dealul Bulgarului Dimensiuni: L 102,59; EP 24,34/18,18; PM 17,28/16,22; alveolă 23,30/12,90; ED 5,22/3,30 Material: os | Deșeu din segment distal de rază. Debitaj la extremitatea proximală prin percuție directă/cioplire și fracturare. La partea mezială/fața posterioară se observă o alveolă. Extremitatea distală anatomică. | Muzeul de Istorie, Galați       | Cimec    |
|      | Corn de cerb/deșeu/scurmator                 | Datare: mileniul III a. Chr. Descoperit: jud. GALAȚI, com. ORAȘ BEREȘTI, BEREȘTI, Dealul Bulgarului Dimensiuni: L tot 98,12; PM 18,76/17,85; ED 5,21/4,90; L plan de fractură pe FS 24,50; L plan de fractură pe FI 24,75; lăț max plan fractură pe FS 12,92; lăț max plan fractură pe FI 15,05 Material: os                                                              | Deșeu din segment distal de rază. Debitaj prin percuție directă/cioplire și fracturare. Planuri de fractură bilaterale, quasisimetrice. Urme de impact produse recent cu o unealtă metalică la extremitatea distală anatomică (la descoperire). | Muzeul de Istorie, Galați       | Cimec    |
|      | Corn de cerb/deșeu/scurmator                 | Datare: mileniul III a. Chr. Descoperit: jud. GALAȚI, com. ORAȘ BEREȘTI, BEREȘTI, Dealul Bulgarului Material: os | Deșeu din rază de coroană deformată natural, detașată prin percuție directă/cioplire și fracturare la extremitatea proximală. Prezintă urme de ardere la partea proximală. Segment inutilizabil ca materie primă datorită afectării suprafețelor prin roadere. Probabil rest de debitaj. Fără alte urme tehnice observabile. | Muzeul de Istorie, Galați       | Cimec    |
|      | Corn de cerb/materie primă                   | Datare: mileniul III a. Chr. Descoperit: jud. GALAȚI, com. ORAȘ BEREȘTI, BEREȘTI, Dealul Bulgarului Dimensiuni: Ltot 245; EP 43,19/32,28; PM 37,74/32,40; ED 29,91/25,84 Material: os | Rază de corn de cerb de pe segmentul bazal (raza 1 ax drept?) folosit ca materie primă. Segment proximal-distal. Debitaj la partea proximală prin percuție directă/fracturare. La extremitatea distală s-a aplicat tăierea transversală precisă cu ajutorul unei lame litice pe întreaga circumferință și grosime a compactei, până la spongiosa; detașare prin percuție directă/fracturare. La partea proximală/partea antero-mediană se observă urmele tocirii perlurii, care s-au produs probabil în timpul vieții animalului. Fără alte urme tehnice. | Muzeul de Istorie, Galați       | Cimec    |
|      | Eboșă                                        | Datare: mileniul III a. Chr. Descoperit: jud. GALAȚI, com. ORAȘ BEREȘTI, BEREȘTI, Dealul Bulgarului Dimensiuni: L tot 178; EP 28,75/13,92; șanț de tăiere transversală lăț 1,5-2; ad 1,5; L plan de fractură 39,60; lăț max 32,50; PM 25,52/26,63; ED 14,64/14,11; L sector raclaj axial intens cca 15; L șanț axial 60; lăț max șanț axial 3,5; ad 1 Material: os        | Eboșă de mâner amenajată pe segment mezial-distal de rază. Rază prelevată de pe segmentul bazal al axului. Debitaj aplicat la extremitatea proximală prin tăiere transversală pe cca 2/3 din circumferință și fracturare; plan de fractură generat pe fața opusă. Pe suprafața părții proximale, a părții mezial și a părții distale s-a aplicat raclajul axial în sens proximal-distal pentru estomparea/eliminarea reliefului anatomic (perlura). | Muzeul de Istorie, Galați       | Cimec    |
|      | Corn de cerb/materie primă                   | Datare: mileniul III a. Chr. Descoperit: jud. GALAȚI, com. ORAȘ BEREȘTI, BEREȘTI, Dealul Bulgarului Dimensiuni: Ltot 258; EP 28,13/14,94; PM 34,95/30,30; ED 24,74/17,40. Material: os | Segment proximal-distal de rază prelevat de pe segmentul bazal al axului (raza 1 - raza 2 - raza 3). Debitaj prin tăiere transversală aplicată la extremitatea proximală pe cca 2/3 din circumferință și detașare prin fracturare. Extremitatea distală a fost fracturată în vechime, probabil în timpul purtării coarnelor prin activitatea animalului. Fără alte urme tehnice observabile. | Muzeul de Istorie, Galați       | Cimec    |
|      | Vârf oblic                                   | Datare: mileniul III a. Chr. Descoperit: jud. GALAȚI, com. ORAȘ BEREȘTI, BEREȘTI, Dealul Bulgarului Dimensiuni: L (LCE) 272; EP 23,64/10,26; PM 27,52/29,18; ED 18,13/18,02; L plan de fractură/cioplire 45 Material: os | Vârf oblic pe segment proximal-distal de rază de corn de cerb; rază prelevată de pe jumătatea inferioară a axului (raza 1 - raza 2 - raza 3); detașată de pe ax prin percuție directă/cioplire și fracturare; urme specifice păstrate la extremitatea proximală, pe fața mediană/fața laterală; pe aceeași față se păstrează urme de roadere produse probabil înainte de procesare. Amenajare oblică a părții active/distale prin percuție directă/cioplire și abraziune. Urme de utilizare: tocire și lustru, striuri axiale marcate, plasate la extremitatea distală. Posibilă utilizare ca plantator. | Muzeul de Istorie, Galați       | Cimec    |
|      | Corn de cerb/materie primă                   | Datare: mileniul III a. Chr. Descoperit: jud. GALAȚI, com. ORAȘ BEREȘTI, BEREȘTI, Dealul Bulgarului Dimensiuni: L tot (LCE) 252; EP 26,86/16,21; PM 33,40/29,13; ED 23,08/24,85; suprafața arsă 38/23,40 Material: os | Segment proximal-distal de rază prelevat de pe segmentul bazali al axului (raza 1 - raza 2 - raza 3), folosit ca materie primă. Debitaj prin percuție directă/cioplire și fracturare. Partea distală a fost detașată prin aceleași procedee tehnice. La partea proximală, pe fața anterioară se observă o suprafață ovală asimetrică având urme de ardere. Urme de utilizare: nu se observă. | Muzeul de Istorie, Galați       | Cimec    |
|      | Vârf oblic                                   | Datare: mileniul III a. Chr. Descoperit: jud. GALAȚI, com. ORAȘ BEREȘTI, BEREȘTI, Dealul Bulgarului Dimensiuni: Ltot (LCE) 223; EP 35,62/32,12; PM 35,33/31,58; ED 15,14/7,11 Material: os | Vârf oblic pe segment mezial de rază. Rază prelevată de pe segmentul bazai al axului (raza 1 - raza 2 - raza 3). Debitaj aplicat la extremitatea proximală prin percuție directă/cioplire și fracturare. Extremitatea distală conservă urme superficiale de percuție directă/cioplire. | Muzeul de Istorie, Galați       | Cimec    |
|      | Eboșă - vârf oblic - corn de cerb            | Datare: mileniul III a. Chr. Descoperit: jud. GALAȚI, com. ORAȘ BEREȘTI, BEREȘTI, Dealul Bulgarului Dimensiuni: Ltot 187; EP 14,71/9,55; lăț șanț tăiere transversală 2,83; ad șanț tăiere transversală 2,71; PM 34,74/27,99; ED 9,96/4,95 Material: os | Eboșă de vârf oblic pe rază perforat. Segment proximal-mezial de rază prelevat de pe segmentul bazal al axului (raza 1 sau raza 2). Debitaj prin tăiere transversală aplicată la extremitatea proximală pe întreaga circumferință și detașare prin fracturare. La extremitatea distală urme de percuție directă/cioplire pe jumătate din circumferință și fracturare, rezultând un plan lung de fractură, cu morfologie specifică. Urme de roadere (mușcături) produse probabil de câine, plasate pe fața superioară/marginea stângă. Porțiune arsă intens, de culoare neagră, rezultată în urma aplicării tratamentului termic localizat, probabil în vederea facilitării perforării. | Muzeul de Istorie, Galați       | Cimec    |
|      | Corn de cerb/deșeu                           | Datare: mileniul III a. Chr. Descoperit: jud. GALAȚI, com. ORAȘ BEREȘTI, BEREȘTI, Dealul Bulgarului Dimensiuni: L 114,13; EP 27,45/27,21; PM 30,04/23,66; ED 23,72/18,12; Lplan fractură 49,53; lăț max plan fractură 23,66 Material: os | Deșeu din corn de cerb realizat pe segment bazal (proximal) de rază. Debitaj prin percuție directă/cioplire și fracturare; urme specifice păstrate la baza razei. Extremitatea distală (partea mezială anatomic) conservă urme de detașare a segmentului mezial-distal prin aceleași procedee tehnice. | Muzeul de Istorie, Galați       | Cimec    |
|      | Corn de cerb/materie primă                   | Datare: mileniul III a. Chr. Descoperit: jud. GALAȚI, com. ORAȘ BEREȘTI, BEREȘTI, Dealul Bulgarului Dimensiuni: L 116,70; EP 30,12/22,24; PM 28,31/23,33; ED 28,94/23,40 Material: os | Materie primă probabil pentru un vârf oblic; rază detașată de pe ax prin percuție directă/cioplire și fracturare; urme specifice păstrate la una dintre extremități, cealaltă fiind fracturată recent. | Muzeul de Istorie, Galați       | Cimec    |
|      | Patină                                       | Datare: sfârșitul mileniului II a. Chr. Descoperit: jud. GALAȚI, com. NEGRILEȘTI, NEGRILEȘTI, Sector topo C3 Material: os, fasonare, abraziune, perforare | Patină amenajată pe os lung de vită sau cal. Piesa este fragmentară, din ea se păstrează partea proximală cu circa două treimi din lățimea sa inițială, fracturată axial și oblic în vechime. Piesa prezintă urme de ardere. Fasonarea a urmărit amenajarea feței inferioare (partea activă, în contact cu gheața) plane prin cioplire cu securea și abraziune. Suprafața plană este oblică în raport cu axul transversal al piesei, indicând fixarea pe piciorul drept. Fața superioară (în contact cu încălțămintea) a fost amenajată prin cioplire cu securea. Fixarea de picior se făcea probabil prin legare cu ajutorul unor șireturi-meșe de piele. Piesa prezintă urme de utilizare. | Muzeul de Istorie, Galați       | Cimec    |
|      | Vârf oblic                                   | Datare: mileniul III a. Chr. Descoperit: jud. GALAȚI, com. ORAȘ BEREȘTI, BEREȘTI, Dealul Bulgarului Dimensiuni: L tot 212; diam cep 23,42/22,31; L cep 14; diam rozetă 46,60/40,95; Material: os | Vârf oblic realizat pe ax drept de căprior, detașat de pe craniu cu cep; rozetă conservată. Detașare prin percuție directă/cioplire și fracturare. Raza 1 detașată prin percuție directă/cioplire și fracturare. Raza 2 amenajată bilateral ca parte activă oblică prin abraziune. Raza 3 are extremitatea detașată prin percuție directă/cioplire și fracturare. Urme de utilizare: tocire, lustru la extremitatea razei 2 - parte activă. | Muzeul de Istorie, Galați       | Cimec    |
|      | Eboșă - corn de căprior                      | Datare: mileniul III a. Chr. Descoperit: jud. GALAȚI, com. ORAȘ BEREȘTI, BEREȘTI, Dealul Bulgarului Dimensiuni: L 148; diam cep 22,64/20,89; rozetă 31,21/24,60; PM 22,16/17,32 Material: os | Eboșă din ax drept de căprior, detașat de pe craniu, rozeta dislocată în proporție de 3/4. Raza 1 și baza razelor 2 și 3 fracturate intenționat în vechime. | Muzeul de Istorie, Galați       | Cimec    |
|      | Figurină                                     | Datare: mileniul III a. Chr. Descoperit: jud. GALAȚI, com. ORAȘ BEREȘTI, BEREȘTI, Dealul Bulgarului Material: lut ars; modelare cu mâna; ardere | Figurină feminină din lut ars, de culoare gălbuie-cenușie, fără cap și labele picioarelor. Figurina este ornamentată cu incizii meandrice pe ambele părți. | Muzeul de Istorie, Galați       | Cimec    |
|      | Figurină                                     | Datare: mileniul III a. Chr. Descoperit: jud. GALAȚI, com. ORAȘ BEREȘTI, BEREȘTI, Dealul Bulgarului Material: lut ars; modelare cu mâna; ardere | Figurină feminină din lut ars, de culoare gălbuie-cărămizie, fără cap și labele picioarelor. Figurina este ornamentată cu linii incizate pe ambele părți. | Muzeul de Istorie, Galați       | Cimec    |
|      | Figurină                                     | Datare: mileniul III a. Chr. Descoperit: jud. GALAȚI, com. ORAȘ BEREȘTI, BEREȘTI, Dealul Bulgarului Material: lut ars; modelare cu mâna; ardere | Figurină feminină din lut ars, de culoare gălbuie, fără cap. Ornamentată numai pe față cu incizii meandrice. | Muzeul de Istorie, Galați       | Cimec    |
|      | Figurină                                     | Datare: mileniul III a. Chr. Descoperit: jud. GALAȚI, com. ORAȘ BEREȘTI, BEREȘTI, Dealul Bulgarului Material: lut ars; modelare cu mâna; ardere | Figurină feminină din lut ars, de culoare gălbuie-cenușie, fără cap și labele picioarelor. Figurina este ornamentată cu incizii meandrice pe ambele părți. | Muzeul de Istorie, Galați       | Cimec    |
|      | Figurină                                     | Datare: mileniul III a. Chr. Descoperit: jud. GALAȚI, com. ORAȘ BEREȘTI, BEREȘTI, Dealul Bulgarului Material: lut ars; modelare cu mâna; ardere | Figurină feminină din lut ars, de culoare cenușie, fără cap. Partea superioară este de formă conică, cu două pastile în dreptul genunchilor. Figurina nu este ornamentată. | Muzeul de Istorie, Galați       | Cimec    |
|      | Figurină                                     | Datare: mileniul III a. Chr. Descoperit: jud. GALAȚI, com. ORAȘ BEREȘTI, BEREȘTI, Dealul Bulgarului Material: lut ars; modelare cu mâna; ardere | Partea inferioară a unei figurine feminine realizată din lut ars, de culoare gălbuie-cărămizie. Figurina nu este ornamentată. | Muzeul de Istorie, Galați       | Cimec    |
|      | Vârf                                         | Datare: mileniul III a. Chr. Descoperit: jud. GALAȚI, com. ORAȘ BEREȘTI, BEREȘTI, Dealul Bulgarului Dimensiuni: L (LCE) 166; EP 24,15/3,36; PM 17,62/4,64; ED 4,02/1,60; CD 8,30/5,76 Material: os; defensă de mistreț | Vârf amenajat pe fragment de defensă stângă (canin inferior) de mistreț. Debitaj prin percuție directă/fracturare la extremitatea proximală și cea distală. La extremitatea distală se păstrează o mică porțiune a suprafeței de uzură anatomică. Tot la extremitatea distală se observă o suprafață de fractură cu urme de tocire și lustru intense, localizate, generate de utilizarea ca vârf pentru perforare (probabil piele). | Muzeul de Istorie, Galați       | Cimec    |
|      | Vas                                          | Datare: mileniul III a. Chr. Descoperit: jud. GALAȚI, com. ORAȘ BEREȘTI, BEREȘTI, Dealul Bulgarului Material: lut fin; modelare cu mâna; pictare; ardere | Vasul este realizat din pastă roșie-cărămizie, sferoidal, cu gura larg deschisă și este pictat tricrom cu motive spiralice. | Muzeul de Istorie, Galați       | Cimec    |
|      | Vas                                          | Datare: mileniul III a. Chr. Descoperit: jud. GALAȚI, com. ORAȘ BEREȘTI, BEREȘTI, Dealul Bulgarului Material: lut fin; modelare cu mâna; pictare; ardere | Vasul este realizat din pastă roșie-cărămizie, sferoidal, gura dreaptă și prevăzut cu două tortițe pe umăr. Vasul este pictat tricrom cu ove și spirale în formă de „S”. | Muzeul de Istorie, Galați       | Cimec    |
|      | Cupă                                         | Datare: mileniul III a. Chr. Descoperit: jud. GALAȚI, com. ORAȘ BEREȘTI, BEREȘTI, Dealul Bulgarului Material: lut fin; modelare cu mâna; ardere | Cupă sferoidală realizată din pastă fină cărămizie, vopsită cu roșu și cu o proeminență laterală. | Muzeul de Istorie, Galați       | Cimec    |
|      | Cupă                                         | Datare: mileniul III a. Chr. Descoperit: jud. GALAȚI, com. ORAȘ BEREȘTI, BEREȘTI, Dealul Bulgarului Material: lut fin; modelare cu mâna; pictare; ardere | Cupă sferoidală realizată din pastă roșie și cu gura larg deschisă. Vasul este ornamentat cu spirale în formă de „S”, la exterior și ove în interior. | Muzeul de Istorie, Galați       | Cimec    |
|      | Cupă                                         | Datare: mileniul III a. Chr. Descoperit: jud. GALAȚI, com. ORAȘ BEREȘTI, BEREȘTI, Dealul Bulgarului Material: lut fin; modelare cu mâna; pictare; ardere | Cupă sferoidală realizată din pastă roșie-cărămizie și cu gura ușor ovalizată. Vasul este ornamentat cu spirale în formă de „S”. | Muzeul de Istorie, Galați       | Cimec    |
|      | Cupă                                         | Datare: mileniul III a. Chr. Descoperit: jud. GALAȚI, com. ORAȘ BEREȘTI, BEREȘTI, Dealul Bulgarului Material: lut fin; modelare cu mâna; pictare; ardere | Cupă sferoidală realizată din pastă roșie-cărămizie și cu gura larg deschisă. Vasul este pictat tricrom cu spirale în formă de „S”. | Muzeul de Istorie, Galați       | Cimec    |
|      | Capac                                        | Datare: mileniul III a. Chr. Descoperit: jud. GALAȚI, com. ORAȘ BEREȘTI, BEREȘTI, Dealul Bulgarului Material: lut fin; modelare cu mâna; pictare; ardere | Capacul este realizat din pastă roșie-cărămizie, în formă de clopot, pictat tricrom cu spirale. | Muzeul de Istorie, Galați       | Cimec    |
|      | Castron                                      | Datare: mileniul III a. Chr. Descoperit: jud. GALAȚI, com. ORAȘ BEREȘTI, BEREȘTI, Dealul Bulgarului Material: lut fin; modelare cu mâna; ardere | Castronul este realizat din pastă semifină, culoare cărămizie, are forma tronconică și o tortiță falsă pe umăr. | Muzeul de Istorie, Galați       | Cimec    |
|      | Castron                                      | Datare: mileniul III a. Chr. Descoperit: jud. GALAȚI, com. ORAȘ BEREȘTI, BEREȘTI, Dealul Bulgarului Material: lut fin; modelare cu mâna; pictare; ardere | Strachină din pastă bună, culoarea roșie-cărămizie, cu marginile întoarse spre interior și pictat cu spirale continuă pe ambele fețe. | Muzeul de Istorie, Galați       | Cimec    |
|      | Strachină                                    | Datare: mileniul III a. Chr. Descoperit: jud. GALAȚI, com. ORAȘ BEREȘTI, BEREȘTI, Dealul Bulgarului Material: lut fin; modelare cu mâna; pictare; ardere | Strachină din pastă bună de culoarea roșie-cărămizie, tronconică și ovalizată în procesul producerii. Vasul este pictat în exterior cu ove și în interior cu spirală continuă tricromă. | Muzeul de Istorie, Galați       | Cimec    |
|      | Castron                                      | Datare: mileniul III a. Chr. Descoperit: jud. GALAȚI, com. ORAȘ BEREȘTI, BEREȘTI, Dealul Bulgarului Material: lut fin; modelare cu mâna; pictare; ardere | Castron din pastă bună, roșie-cărămizie, în formă de semicalotă sferică și cu o toartă spartă. Vasul este pictat tricrom, în exterior cu ove și în interior cu spirală continuă. | Muzeul de Istorie, Galați       | Cimec    |
|      | Castron                                      | Datare: mileniul III a. Chr. Descoperit: jud. GALAȚI, com. ORAȘ BEREȘTI, BEREȘTI, Dealul Bulgarului Material: lut fin; modelare cu mâna; pictare; ardere | Castron din pastă bună, roșie-cărămizie, în formă de semicalotă sferică și prevăzut cu o toartă. Vasul este pictat tricrom, pe ambele fețe cu ove. | Muzeul de Istorie, Galați       | Cimec    |
|      | Castron                                      | Datare: mileniul III a. Chr. Descoperit: jud. GALAȚI, com. ORAȘ BEREȘTI, BEREȘTI, Dealul Bulgarului Material: lut fin; modelare cu mâna; pictare; ardere | Vasul este realizat din pastă inferioară sferoidal, cu o mică proeminență pe umăr. Vasul este ars secundar și nu este ornamentat. | Muzeul de Istorie, Galați       | Cimec    |
|      | Polonic                                      | Datare: mileniul III a. Chr. Descoperit: jud. GALAȚI, com. ORAȘ BEREȘTI, BEREȘTI, Dealul Bulgarului Material: lut fin; modelare cu mâna; ardere | Polonic din pastă brună roșie-cărămizie, pictat în unghiuri tricrome, cu căușul spart și cu două găuri laterale | Muzeul de Istorie, Galați       | Cimec    |
|      | Suport de vas                                | Datare: mileniul III a. Chr. Descoperit: jud. GALAȚI, com. ORAȘ BEREȘTI, BEREȘTI, Dealul Bulgarului Material: lut fin; modelare cu mâna; pictare; ardere | Suport de vas din pastă bună, roșie-cărămizie, de formă bitronconică. Vasul este pictat tricrom cu ove pe ambele fețe. | Muzeul de Istorie, Galați       | Cimec    |
|      | Suport de vas                                | Datare: mileniul III a. Chr. Descoperit: jud. GALAȚI, com. ORAȘ BEREȘTI, BEREȘTI, Dealul Bulgarului Material: lut fin; modelare cu mâna; pictare; ardere | Suport de vas din pastă bună, roșie-cărămizie, în formă de picior și cu două găuri la partea superioară. Vasul are pictura corodată. | Muzeul de Istorie, Galați       | Cimec    |
|      | Suport de vas                                | Datare: mileniul III a. Chr. Descoperit: jud. GALAȚI, com. ORAȘ BEREȘTI, BEREȘTI, Dealul Bulgarului Material: lut fin; modelare cu mâna; pictare; ardere | Suport de vas din pastă bunăm cărămizie, în formă de picior și cu două găuri la partea superioară. Vasul este pictat spiralat tricrom Pictura este corodată. | Muzeul de Istorie, Galați       | Cimec    |
|      | Suport de vas                                | Datare: mileniul III a. Chr. Descoperit: jud. GALAȚI, com. ORAȘ BEREȘTI, BEREȘTI, Dealul Bulgarului Material: lut fin; modelare cu mâna; pictare; ardere | Suport de vas din pastă bună, roșie-cărămizie, în formă de picior și cu două găuri la partea superioară. Vasul are pictura corodată. | Muzeul de Istorie, Galați       | Cimec    |
|      | Corn de cerb/materie primă/scurmător         | Datare: eneolitic Descoperit: jud. GALAȚI, com. ORAȘ BEREȘTI, BEREȘTI, Dealul Bulgarului Dimensiuni: L:120 L 17,5, l gr.4,1, 1, 2,6, 1,2 Material: os | Rază de coroană detașată prin percuție directă/cioplire și fracturare la extremitatea proximală. Prezintă urme de ardere la partea mezială, care se datorează probabil intervenției tehnice. Fără alte urme observabile. | Muzeul de Istorie, Galați       | Cimec    |
|      | Corn de cerb/materie primă/scurmător         | Datare: mileniul III a. Chr. Descoperit: jud. GALAȚI, com. ORAȘ BEREȘTI, BEREȘTI, Dealul Bulgarului Dimensiuni: Ltot 186; EP 25,42/14,42; PM 33,83/22,90; ED 11,93/7,74 Material: os | Rază de coroană de corn de cerb, segment proximal-distal. Debitaj la extremitatea proximală prin percuție directă/cioplire; detașare prin percuție directă/fracturare. La partea distală pe fața lateral-mediană se păstrează urme fine de roadere. Urme de utilizare: nu se observă. Materie primă probabil pentru confecționarea unui plantator. | Muzeul de Istorie, Galați       | Cimec    |
|      | Corn de cerb/materie primă/scurmător         | Datare: mileniul III a. Chr. Descoperit: jud. GALAȚI, com. ORAȘ BEREȘTI, BEREȘTI, Dealul Bulgarului Dimensiuni: Ltot 178; EP 25,64/14,26; PM 20,44/19,85; ED 12,98/12,33 Material: os | Rază de corn de cerb, segment proximal-distal. Debitaj la extremitatea proximală prin tăiere transversală; detașare prin percuție directă/fracturare. Urme de utilizare: nu se observă. Materie primă probabil pentru confecționarea unui plantator. | Muzeul de Istorie, Galați       | Cimec    |
|      | Vârf oblic                                   | Datare: mileniul III a. Chr. Descoperit: jud. GALAȚI, com. ORAȘ BEREȘTI, BEREȘTI, Dealul Bulgarului Dimensiuni: Ltot 198; EP 26,70/24,86; PM 24,40/22,30; ED 5,39/5,31 Material: os | Vârf oblic amenajat pe segment mezio-distal de rază de corn de cerb. Debitaj la extremitatea proximală prin percuție directă/cioplire; detașare prin percuție directă/fracturare. La partea distală s-a aplicat percuția directă/cioplirea și abraziunea pentru amenajarea părții active. Urme de utilizare: nu se observă. Probabil plantator. | Muzeul de Istorie, Galați       | Cimec    |
|      | Corn de cerb/materie primă/scurmător         | Datare: mileniul III a. Chr. Descoperit: jud. GALAȚI, com. ORAȘ BEREȘTI, BEREȘTI, Dealul Bulgarului Dimensiuni: L 229; EP (actuală); 32,28/25,26; PM 29,28/23,47; ED 20,69/19,91 Material: os | Rază de corn de cerb, segment mezial-distal. Debitaj prin percuție directă/fracturare. Fără alte urme tehnice. Urme de utilizare: nu se observă. Materie primă. | Muzeul de Istorie, Galați       | Cimec    |
|      | Corn de cerb/materie primă/scurmător         | Datare: mileniul III a. Chr. Descoperit: jud. GALAȚI, com. ORAȘ BEREȘTI, BEREȘTI, Dealul Bulgarului Dimensiuni: L283; EP 29,46/2,96; PM 35,87/28,80; ED 12,81/11,18 Material: os | Rază de corn de cerb detașată de pe segmentul bazai al axului. Segment proximal-distal, rază aproape întreagă. Debitaj prin percuție directă/cioplire aplicată pe cca 1/3 din circumferință și detașare prin percuție directă/fracturare pe un plan oblic. Fără alte urme tehnice. Urme de utilizare: nu se observă. | Muzeul de Istorie, Galați       | Cimec    |
|      | Figurină                                     | Datare: mileniul III a. Chr. Descoperit: jud. GALAȚI, com. ORAȘ BEREȘTI, BEREȘTI, Dealul Bulgarului Material: lut ars; modelare cu mâna; ardere | Partea inferioară a unei figurini feminine realizată din lut ars. Figurina are picioarele lipite și nu este ornamentată. | Muzeul de Istorie, Galați       | Cimec    |
|      | Figurină                                     | Datare: mileniul III a. Chr. Descoperit: jud. GALAȚI, com. ORAȘ BEREȘTI, BEREȘTI, Dealul Bulgarului Material: lut ars; modelare cu mâna; ardere | Figurină din lut ars reprezentând un bust feminin, de culoare cărămizie, cu capul realizat prin ciupire și brațele ușor rotunjite. Figurina nu este ornamentată. | Muzeul de Istorie, Galați       | Cimec    |
|      | Figurină                                     | Datare: mileniul III a. Chr. Descoperit: jud. GALAȚI, com. ORAȘ BEREȘTI, BEREȘTI, Dealul Bulgarului Material: lut ars; modelare cu mâna; ardere | Picior de figurină feminină, de culoare cărămizie, realizat din lut ars și neornamentat. | Muzeul de Istorie, Galați       | Cimec    |
|      | Figurină                                     | Datare: mileniul III a. Chr. Descoperit: jud. GALAȚI, com. ORAȘ BEREȘTI, BEREȘTI, Dealul Bulgarului Material: lut ars; modelare cu mâna; ardere | Picior de figurină feminină, de culoare gălbuie, realizat din lut ars și neornamentat. | Muzeul de Istorie, Galați       | Cimec    |
|      | Figurină                                     | Datare: mileniul III a. Chr. Descoperit: jud. GALAȚI, com. ORAȘ BEREȘTI, BEREȘTI, Dealul Bulgarului Material: lut ars; modelare cu mâna; ardere | Picior de figurină feminină, de culoare cărămizie, realizat din lut ars și neornamentat. | Muzeul de Istorie, Galați       | Cimec    |
|      | Figurină                                     | Datare: mileniul III a. Chr. Descoperit: jud. GALAȚI, com. ORAȘ BEREȘTI, BEREȘTI, Dealul Bulgarului Material: lut ars; modelare cu mâna; ardere | Picior de figurină feminină, de culoare cărămizie, realizat din lut ars. Figurina este ornamentată cu linii incizate. | Muzeul de Istorie, Galați       | Cimec    |
|      | Figurină                                     | Datare: mileniul III a. Chr. Descoperit: jud. GALAȚI, com. ORAȘ BEREȘTI, BEREȘTI, Dealul Bulgarului Material: lut ars; modelare cu mâna; ardere | Picior de figurină feminină, de culoare cărămizie, realizat din lut ars. Figurina este ornamentată linii incizate. | Muzeul de Istorie, Galați       | Cimec    |
|      | Figurină                                     | Datare: mileniul III a. Chr. Descoperit: jud. GALAȚI, com. ORAȘ BEREȘTI, BEREȘTI, Dealul Bulgarului Material: lut ars; modelare cu mâna; ardere | Picior de figurină feminină, de culoare cenușie, realizat din lut ars și neornamentat. | Muzeul de Istorie, Galați       | Cimec    |
|      | Figurină                                     | Datare: mileniul III a. Chr. Descoperit: jud. GALAȚI, com. ORAȘ BEREȘTI, BEREȘTI, Dealul Bulgarului Material: lut ars; modelare cu mâna; ardere | Figurină masculină, de culoare cărămizie, realizat din lut ars. Figurina are picioarele depărtate și o centură la mijloc. | Muzeul de Istorie, Galați       | Cimec    |
|      | Strachină                                    | Datare: mileniul III a. Chr. Descoperit: jud. GALAȚI, com. ORAȘ BEREȘTI, BEREȘTI, Dealul Bulgarului Material: lut fin; modelare cu mâna; pictare; ardere | Strachină tronconică, de culoare cărămiziu-roșcată, din lut ars și cu o mică tortiță marginală. | Muzeul de Istorie, Galați       | Cimec    |
|      | Cupă                                         | Datare: mileniul III a. Chr. Descoperit: jud. GALAȚI, com. ORAȘ BEREȘTI, BEREȘTI, Dealul Bulgarului Material: lut fin; modelare cu mâna; ardere | Cupă din pastă bună, cărămizie, de formă sferoidală și cu gâtul înalt. Vasul nu este ornamentat. | Muzeul de Istorie, Galați       | Cimec    |
|      | Capac                                        | Datare: mileniul III a. Chr. Descoperit: jud. GALAȚI, com. ORAȘ BEREȘTI, BEREȘTI, Dealul Bulgarului Material: lut fin; modelare cu mâna; ardere | Capac din lut ars, cărămiziu, de formă semisferică și prevăzut cu un buton scurt perforat central. | Muzeul de Istorie, Galați       | Cimec    |
|      | Figurină                                     | Datare: mileniul III a. Chr. Descoperit: jud. GALAȚI, com. ORAȘ BEREȘTI, BEREȘTI, Dealul Bulgarului Material: lut ars; modelare cu mâna; ardere | Figurina reprezintă un bust feminin realizat din lut ars și are culoarea roșu-cărămiziu. Gâtul este alugit și fața îngustă, realizată prin ciupire. Nu este ornamentată. | Muzeul de Istorie, Galați       | Cimec    |
|      | Figurină                                     | Datare: mileniul III a. Chr. Descoperit: jud. GALAȚI, com. ORAȘ BEREȘTI, BEREȘTI, Dealul Bulgarului Material: lut ars; modelare cu mâna; ardere | Partea inferioară a unei figurini feminine realizate din lut ars. Figurina are culoarea cenușiu-gălbuie cu decor meandric incizat și cu picioarele lipite. | Muzeul de Istorie, Galați       | Cimec    |
|      | Patină                                       | Datare: mileniul II a. Chr. Descoperit: jud. GALAȚI, com. NEGRILEȘTI, NEGRILEȘTI, Curtea Școlii Dimensiuni: L 171,51; ED 47,79/29,08; PM 33,64/23,14; lăț max suprafața amenajată 12,50; lăț max suprafața cioplită PD 39,43; L pf 17,00; diam pf 6,18/5,59. Material: os; tăiere; abraziune; fasonare                                                                    | Patină de os, fragmentară – lipsește cca 1/3 proximală, fracturată în vechime și metacarpul IV, fracturat recent. Urme de ardere superficiale. La extremitatea distală (epifiza distală) se păstrează urme fine de tăiere transversale și oblice (de dezarticulare). Fasonarea – amenajarea părții active pe fața dorsală prin cioplire și abraziune. S-a obținut o suprafață lisă, lucioasă (fața superioară), acoperită cu striuri fine grupate în fascicule axiale. Urme de cioplire marcate păstrate la partea distală pe fața superioară, neafectate de abraziune; morfologia oblică a părții distale. La partea distală pe fața plantară (anatomic) și inferioară (tehnic), la baza reliefului intermediar s-a amenajat bilateral în sens transversal o perforație prin rotație alternativă; formă ovală neregulată; destinată atașării ligaturii de fixare a patinei pe picior. Urme de utilizare: striuri fine, dispuse aleatoriu pe fața superioară, orientate oblic și transversal; generate de contactul cu gheața și particule abrazive (nisip?); pe fața inferioară se observă urme de tocire și lustru produse de talpa încălțămintei de piele. | Muzeul de Istorie, Galați       | Cimec    |
|      | Patină                                       | Datare: mileniul II a. Chr. Descoperit: jud. GALAȚI, com. NEGRILEȘTI, NEGRILEȘTI, Curtea Școlii Dimensiuni: L 217,21; EP 55,19/29,58; PM 31,76/11,42; ED 36,55/10,37 Material: os; tăiere; abraziune; fasonare | Patină de os din care lipsesc partea distală și fața inferioară, fracturate în vechime. Se păstrează partea proximală cu extremitatea proximală. Stare de conservare a suprafețelor foarte bună. Materia primă: metapod de cal. Fasonarea: la extremitatea proximală, pe suprafața articulară a fost amenajată în sens axial o perforație de mari dimensiuni, având formă ovală; realizată prin cioplire și scobire. Pe fața inferioară la partea proximală a fost amenajată prin tăiere transversală și cioplire o perforație ovală de mari dimensiuni, având conturul păstrat parțial (cca jumătate); împreună cu perforația axială forma un dispozitiv de fixare a patinei pe picior cu ligatură. Pe fața inferioară la extremitatea proximală se păstrează urme superficiale de cioplire pentru regularizarea suprafeței destinate a se fixa pe talpă. Pe fața superioară s-au amenajat în unghi diedru două suprafețe lise prin abraziune axială, formând fața activă (superioară) a patinei; suprafețe acoperite cu striuri grupate în fascicule. Urme de utilizare: striuri fine, dispuse aleatoriu pe fața superioară, orientate oblic și transversal; generate de contactul cu gheața și particule abrazive (nisip?); pe fața inferioară se observă urme de tocire și lustru produse de talpa încălțămintei de piele; tocire și lustru margini perforații datorită contactului cu ligatura textilă sau de piele. | Muzeul de Istorie, Galați       | Cimec    |
|      | Patină                                       | Datare: mileniul II a. Chr. Descoperit: jud. GALAȚI, com. NEGRILEȘTI, NEGRILEȘTI, Curtea Școlii Dimensiuni: L 199; extremitatea 1 (convențional) 16,20/5,55; PM 30,47/9,22; extremitatea 2 – ascuțită (convențional) 8,42/4,80; lăț porțiunii amenajate prin abraziune 1 16,23; lăț porțiunii amenajate prin abraziune 2 16,20. Material: os; tăiere; abraziune; fasonare | Patină de os din care se păstrează o parte a feței superioare, fracturată axial în vechime. Stare de conservare a suprafețelor foarte bună. Materia primă: probabil metapod de cal. Fasonarea: fața superioară prezintă două suprafețe lise prin abraziune axială, formând fața activă a patinei; suprafețe acoperite cu striuri grupate în fascicule. O margine pare amenajată prin fracturare/retușare, iar o extremitate prezintă urme de cioplire pentru ascuțire; acestea sunt indicii ale tentativei de reamenajare a fragmentului. Urme de utilizare: striuri fine, dispuse aleatoriu pe fața superioară, orientate oblic și transversal; generate de contactul cu gheața și particule abrazive (nisip?). | Muzeul de Istorie, Galați       | Cimec    |
|      | Corn de cerb - rază                          | Datare: mileniul II a. Chr. Descoperit: jud. GALAȚI, com. NEGRILEȘTI, NEGRILEȘTI, Curtea Școlii Dimensiuni: Ltot 100,24; EP 20/21,11; PM 20,24/16,30; ED 5,90/5,24 Material: os; tăiere; cioplire | Segment distal de rază de coroană. Stare de conservare bună. Detașare prin cioplire. Urme de ardere superficiale. Nu prezintă urme de utilizare. Rest de debitaj (deșeu). | Muzeul de Istorie, Galați       | Cimec    |
|      | Corn de cerb - rază                          | Datare: mileniul II a. Chr. Descoperit: jud. GALAȚI, com. NEGRILEȘTI, NEGRILEȘTI, Curtea Școlii Dimensiuni: Ltot (CE) 270; EP 34/27,78; PD 24,83/23,85; ED 4,75/4,34. Material: os; fracturare | Segment mezio-distal de rază. Detașare la nivelul părții meziale prin fracturare. Probabil materie primă pregătită pentru procesare. Stare de conservare mediocră – suprafața acoperită parțial de concrețiuni. | Muzeul de Istorie, Galați       | Cimec    |
|      | Vârf                                         | Datare: mileniul VI a. Chr. Descoperit: jud. GALAȚI, com. NEGRILEȘTI, NEGRILEȘTI, La Punte Dimensiuni: L 44,18; PP 3,97/5,56; PM 4,18/3,20; CD 3,02/2,65; LPA cca 13 Material: os; debitare; percuție; abraziune; fasonare | Vârf pe metapod distal de ovicaprine; debitaj realizat probabil prin percuție directă/despicare sau șănțuire axială și abraziune (urmele au fost eliminate prin fasonare); fasonare parțială realizată prin abraziune transversală/abraziune oblică pe margini la partea proximală/partea mezial, pe fețe și margini la partea distală/partea activă. Piesa este scurtă, ceea ce ar sugera reamenajarea după fracturare. Partea activă are morfologie fațetată. Modelarea specială prin abraziune simetrică în vederea îngustării părții distale, amenajare specifică vârfurilor folosite la împletit fibre fine (in, cânepă, lână). Secțiuni poligonale asimetrice. Urme de utilizare: tocirea, lustrul părții active; unealtă de împletit, un caz rar de identificare sigură a acestui tip. | Muzeul de Istorie, Galați       | Cimec    |
|      | Vârf                                         | Datare: mileniul VI a. Chr. Descoperit: jud. GALAȚI, com. NEGRILEȘTI, NEGRILEȘTI, La Punte Dimensiuni: L 29,85; PM 3,89/3,26; CD 2,83/2,53; LPA cca 13,70 Material: os; debitare; percuție; abraziune; fasonare | Vârf pe metapod distal de ovicaprine; debitaj realizat probabil prin percuție directă/despicare sau șănțuire axială și abraziune (urmele au fost eliminate prin fasonare); fasonare integrală realizată prin abraziune transversală/abraziune oblică pe margini la partea proximală/partea mezial, pe fețe și margini la partea distală/partea activă. Posibilă reamenajare a părții active. Secțiuni poligonale și ovale asimetrice. Urme de utilizare: tocirea, lustrul părții active; unealtă de perforat piei sau materiale textile dense. | Muzeul de Istorie, Galați       | Cimec    |
|      | Lingură - spatulă                            | Datare: mileniul VI a. Chr. Descoperit: jud. GALAȚI, com. NEGRILEȘTI, NEGRILEȘTI, La Punte Dimensiuni: L 60,35; EP 5,62/3,75; PP 8,63/8,19; PM 8,50/7,54 Material: os; debitare; percuție; abraziune; fasonare | Lingură-spatulă având partea proximală (mânerul) cilindrică, îngustată spre extremitatea proximală; extremitatea proximală de formă convexă alungită asimetrică: Partea mezială avea probabil morfologie simplă (neprofilată), iar partea distală (căușul) era de formă trapezoidală alungită. Debitaj realizat probabil prin percuție directă/despicare sau șănțuire axială și abraziune (urmele au fost eliminate prin fasonare); fasonare integrală realizată prin abraziune transversală/abraziune oblică, punând în evidență țesutul spongios pe întreaga lungime a părții proximale; fațete de abraziune. Finisare (polizare cu o bucată de piele sau material textil) pentru eliminarea/estomparea striurilor de abraziune. Secțiuni circulare și ovale. Urme de utilizare: tocirea, lustrul părții proximale; probabil lingură-spatulă pentru mâncat. | Muzeul de Istorie, Galați       | Cimec    |
|      | Vârf de săgeată                              | Datare: mileniul II a. Chr. Descoperit: jud. GALAȚI, com. NEGRILEȘTI, NEGRILEȘTI, La Punte Dimensiuni: L tot 64,31; EP (convențional) 2,36/1,60; PP 4,05/3,18; PM 5,12/3,49; PD 4,52/3,01; ED (convențional) 2,25/1,28 Material: os; debitare; abraziune; fasonare | Vârf de săgeată de tip simetric (dublu) amenajat pe fragment diafizar de os lung; o extremitate constituia partea activă, cea opusă servea (ca peduncul) la fixarea în tija săgeții; nu se poate preciza de o manieră certă distincția dintre cele două părți, morfologia lor pretându-se la ambele atribuiri; debitaj realizat prin percuție directă/despicare; pe fețe se păstrează parțial suprafețele anatomice nemodificate tehnic; fasonarea marginilor, a extremităților și parțială a fețelor realizată prin abraziune multidirecțională (transversală, abraziune oblică); suprafețe fațetate, conservând urmele de abraziune. | Muzeul de Istorie, Galați       | Cimec    |
|      | Netezitor                                    | Datare: mileniul VI a.Chr. Descoperit: jud. GALAȚI, com. NEGRILEȘTI, NEGRILEȘTI, La Punte Dimensiuni: L 96,60; PM/PD 38,10/10,49; LPA/FI 41,70; LPA/FS 7; lăț PA 26,92; gros ED 1,48. Material: os; debitare; abraziune; fasonare | Netezitor pe segment de corp costal de vită; debitaj realizat prin percuție directă/cioplire și percuție directă/fracturare; partea activă este bilaterală asimetrică spre dreapta; a fost amenajată prin abraziune axială; fasonarea este parțială, localizată la nivelul părții active; morfologia asimetrică a fost accentuată prin utilizare; pe fața inferioară s-a produs distrugerea totală a țesutului compact, ca și fracturarea compactei pe marginile părții active. Unealtă pentru prepararea (curățirea de grăsime) pieilor. | Muzeul de Istorie, Galați       | Cimec    |
|      | Lingură - spatulă                            | Datare: mileniul VI a.Chr. Descoperit: jud. GALAȚI, com. NEGRILEȘTI, NEGRILEȘTI, La Pin Dimensiuni: L 57,05; PM 11,15/5,94; PD 14,89/4,44; ED 15/3,55; LPA/FI cca 9. Material: os; debitare; percuție; fasonare | Lingură-spatulă, realizată din metapod de vită, având foarte probabil partea proximală (mânerul) cilindrică, îngustată spre extremitatea proximală; partea mezială avea morfologie simplă (neprofilată); partea distală (căușul) este de formă trapezoidală alungită, cu secțiuni triunghiulare aplatizate, cu vârfuri rotunjite; fața superioară este ușor convexă iar fața inferioară convexă; extremitatea distală este convexă asimetrică spre stânga în plan, amenajată bilateral, mai pronunțat pe fața inferioară; marginea este rotunjită. Pe fața inferioară/partea mezială-distală se păstrează țesutul spongios, ca și un sector al cavității medulare. | Muzeul de Istorie, Galați       | Cimec    |
|      | Omoplat crestat                              | Datare: mileniul II a. Chr. Descoperit: jud. GALAȚI, com. NEGRILEȘTI, NEGRILEȘTI, La Pin Dimensiuni: L tot 116; EP 29,77/19,12; PM 36,26/24,14; Material: os; debitare; fracturare; raclaj | Omoplat de vită în stare fragmentară, fracturată în vechime și recent. Partea activă se păstrează integral. Fracturare intenționată (tehnică) în vechime pe o direcție oblică la nivelul corpului scapular – partea mezială (debitaj); fracturarea accidentală recentă (la descoperire) a marginii toracice, de la nivelul corpului scapular aproape pe întreaga lungime păstrată a marginii respective (distanța dintre marginea fosei articulare și fractură: 15 mm); fracturare integrală intenționată (tehnică) în vechime a spinei scapulare păstrate pe segmentul respectiv; fracturarea s-a produs pe două planuri, eliminând spina și acromionul (fasonare pentru facilitarea prizei în mână). | Muzeul de Istorie, Galați       | Cimec    |
|      | Corn de cerb                                 | Datare: mileniul II a. Chr. Descoperit: jud. GALAȚI, com. NEGRILEȘTI, NEGRILEȘTI, La Pin Dimensiuni: L tot 99,93; EP 22,49/19,44; PM 19,79/19,10; ED 8,98/8,26. Material: os; debitare; percuție; fasonare | Deșeu de corn de cerb constituit de partea distală/terminală a unei raze probabil de coroană; debitaj: detașare prin fracturare prin percuție directă/cioplire – percuție directă/fracturare. Rest de debitaj; s-a urmărit prelevarea părții proximale-distale a razei pentru confecționarea unui mâner sau a plăcuțelor. | Muzeul de Istorie, Galați       | Cimec    |
|      | Vârf                                         | Datare: mileniul VI a. Chr. Descoperit: jud. GALAȚI, com. NEGRILEȘTI, NEGRILEȘTI, Curtea Școlii Dimensiuni: L tot 90,49; EP 9,82/2,49; PM 15,64/6,04; PD 15,32/6,21; CD 10,27/4,91; LPA cca 35 Material: os; debitare; percuție; fasonare | Vârf pe fragment diafizar de os lung; debitaj realizat probabil prin percuție directă/despicare, percuție directă/cioplire și percuție directă/fracturare; fasonare parțială realizată prin abraziune transversală/abraziune oblică la partea distală/partea activă. Partea activă este simetrică în plan și convex-concavă în secțiune, cu extremitatea distală rotunjită; marginile au fost regularizate prin percuție directă/cioplire pentru a dobândi o morfologie cu margini relativ paralele, probabil pentru fixarea piesei într-un mâner de lemn. Urme de utilizare: tocirea, lustruirea părții active; probabil unealtă pentru perforarea pieilor groase sau folosită la țesut. | Muzeul de Istorie, Galați       | Cimec    |
|      | Medalion                                     | Datare: secolul II-III p. Chr. Descoperit: jud. GALAȚI, GALAȚI, Bărboși-Tirighina Material: lut; modelare la roată | Medalionul este realizat dintr-o pastă fină, compactă și bine arsă, de culoare cărămizie. Pe față are un firnis brun-roșcat cu reflexe metalice și cu luciu slab. Două linii în relief, încadrează scena centrală cu o reprezentare a zeului Sol. Într-o quadrigă stă un bărbat avînd capul încununat cu raze, întors spre dreapta, cu cele două brațe ridicate la înălțimea umerilor și ținând în mâini o lance și un glob. Stare bună, din patru fragmente. | Muzeul de Istorie, Galați       | Cimec    |
|      | Medalion                                     | Datare: secolul II-III p. Chr. Descoperit: jud. GALAȚI, GALAȚI, Bărboși-Tirighina Material: lut; modelare la roată | Lucrat dintr-o pastă cu multe impurități, medalionul are marginea rotunjită, înaltă, despărțită în două printr-o incizie. Reversul plat nu prezintă urmele vreunei finisări. Din scena ce figura pe avers, fragmentul mai păstrează un zid, din spatele căruia apar capetele a patru cai, în stânga, sus, iar la capătul zidului stă un bărbat cu capul descoperit, întors spre stânga. | Muzeul de Istorie, Galați       | Cimec    |
|      | Opaiț                                        | Datare: secolele III-IV p. Chr. Descoperit: jud. GALAȚI, GALAȚI, Bărboși-Tirighina Material: lut ars; modelare în tipar | Opaiț cu toarta plină și fundul mic cu ramă inelară, lucrat din pastă fină, arsă la cărămiziu, cu sporadice urme de vopsea roșie. Bordura opaițului este decorată cu două ghirlande concentrice de trandafiri, reprezentând chenarul discului. Ciocul prezintă urme de afumare. | Muzeul de Istorie, Galați       | Cimec    |
|      | Signum                                       | Datare: secolele II-III p. Chr. Descoperit: jud. GALAȚI, GALAȚI, Bărboși-Tirighina Dimensiuni: I:75 Material: lut ars; modelare în tipar | Replică în ceramică a unei signia militara reprezentată de o aquilae romană. Acvila apare cu capul întors spre stânga iar suportul cilindric este perforat. | Muzeul de Istorie, Galați       | Cimec    |
|      | Signum                                       | Datare: secolul II-III p. Chr. Descoperit: jud. GALAȚI, GALAȚI, Bărboși-Tirighina Dimensiuni: L:60 Material: bronz; turnare | Piesa reprezintă o acvilă romană de bronz, în zbor, gata de atac, cu capul spre dreapta și aripile desfăcute. Poziția strânsă a ghearelor formează un dispozitiv de prindere a emblemei, deteriorată încă din antichitate. | Muzeul de Istorie, Galați       | Cimec    |
|      | Amforă                                       | Datare: secolele III-IV p. Chr. Descoperit: jud. GALAȚI, GALAȚI, Bărboși-Tirighina Material: lut ars; modelare la roată | Recipientul este de formă piriformă, are toarta lată, canelată longitudinal, buza profilată, și fundul mic, prevăzut cu umbo. O toartă lipsește. Este realizată din pastă roz-gălbuie, pigmentată cu fire de nisip. Pe corp are caneluri orizontale, iar pe umăr titulii picti. | Muzeul de Istorie, Galați       | Cimec    |
|      | Țiglă                                        | Datare: secolele II - III p. Chr. Descoperit: jud. GALAȚI, GALAȚI, Bărboși-Tirighina Material: lut ars; modelare în tipar | Din argilă, bine arsă, realizată în tipar cu ștampila "COH II MAT". | Muzeul de Istorie, Galați       | Cimec    |
|      | Amforă                                       | Datare: secolele III-IV p. Chr. Descoperit: jud. GALAȚI, GALAȚI, Bărboși-Tirighina Material: lut ars; modelare la roată | Recipientul este de formă piriformă, are toarte late, canelate longitudinal, buza profilată, și fundul mic, prevăzut cu umbo. Este realizată din pastă gălbuie, pigmentată cu fire de nisip, iar pe corp are caneluri orizontale. | Muzeul de Istorie, Galați       | Cimec    |
|      | Amforă                                       | Datare: secolele III-IV p. Chr. Descoperit: jud. GALAȚI, GALAȚI, Bărboși-Tirighina Material: lut ars; modelare la roată | Recipientul este de formă piriformă, are toarta lată, canelată longitudinal, buza profilată, și fundul mic, prevăzut cu umbo. Este realizată din pastă roz-gălbuie, pigmentată cu fire de nisip. Pe corp are caneluri orizontale și pe gât titulii picti. | Muzeul de Istorie, Galați       | Cimec    |
|      | Ceașcă dacică                                | Datare: secolele III-IV p. Chr. Descoperit: jud. GALAȚI, GALAȚI, Bărboși-Tirighina Material: lut ars; modelare cu mâna | Cățuie geto-dacică, în stare fragmentară, reconstituită, cu toartă, din pastă poroasă, gălbui-cărămizie, cu urme de ardere secundară. | Muzeul de Istorie, Galați       | Cimec    |
|      | Tub de corn                                  | Datare: secolele III-IV p. Chr. Descoperit: jud. GALAȚI, GALAȚI, Bărboși-Tirighina Material: os | Tubul este confecționat din corn, are forma tronconică, corodat și știrbit la unul din capete. | Muzeul de Istorie, Galați       | Cimec    |
|      | Cuțit                                        | Datare: secolele III-IV p. Chr. Descoperit: jud. GALAȚI, GALAȚI, Bărboși-Tirighina Material: fier; batere la cald | Lamă de cuțit din fier, în stare fragmentară, cu peduncul la mâner și nituri pentru plăsele. A fost restaurat. | Muzeul de Istorie, Galați       | Cimec    |
|      | Bentiță                                      | Datare: secolele III-IV p. Chr. Descoperit: jud. GALAȚI, GALAȚI, Bărboși-Tirighina Material: bronz; batere | Accesoriu pentru sandalele romane, bentița este realizată din două plăcuțe din bronz, fixate cu nituri și ornamentată cu fațete marginale. | Muzeul de Istorie, Galați       | Cimec    |
|      | Vas antopomorf - Kopfgefass-Sarapis          | Datare: secolele II-III p. Chr. Descoperit: jud. GALAȚI, Bărboși-Tirighina Material: bronz; turnare; cizelare | Vasul statuetă reprezintă un bust de bărbat (zeitatea egipteană Sarapis), redat într-o ipostază hieratică. Are fața ovală, precis conturată anatomic, fruntea înaltă, ochii mari cu sprincene proeminente, nasul drept în prelungirea frunții, obrajii cu pomeții ușor reliefați și gura mică, cu buzele subțiri, înconjurate de mustăți mari, stufoase, lăsate în prelungirea bărbii ce-i ajunge până la piept. Capul este acoperit cu păr bogat, dispus în șuvițe lungi, torsionate, ce pornesc din creștet, după moda orientală, prelungindu-se în mod uniform pe umeri și pe spatele figurinei. Umărul stâng este acoperit de un chiton ce cade în falduri drapate, diagonale, lăsând dezgolit umărul drept al divinității. Brațul drept îndoit din cot este adus cu palma în dreptul inimii, simbolizând o ipostază din iconografia creștină. Gura vasului cu orificiul de scurgere strâmt, are formă de kalathos. Lateral, la baza kalathosului sunt fixate două mici tortițe, puternic ovalizate din cauza folosirii îndelungate. Vasul-statuetă este acoperit pe întreaga suprafață exterioară cu o patină nobilă, verde închis și are fundul lipsă din vechime. Vasul a fost ușor lovit în momentul descoperiri la nas, barbă și palma mâinii drepte. | Muzeul de Istorie, Galați       | Cimec    |
|      | Netezitor dublu                              | Datare: sfârșitul mileniului II a. Chr. Descoperit: jud. GALAȚI, com. NEGRILEȘTI, NEGRILEȘTI, Sector topo C3 Material: os, mandibulă de vită sau cal, debitaj, percuție, fasonare | Netezitor dublu realizat pe fragment de mandibulă. Debitajul a fost realizat prin percuție directă/fracturare și cioplire cu securea. Fasonarea a urmărit decuparea peretelui interior al mandibulei; partea activă este amenajată axial (lateral) și este dublă (partea activă 1 = marginea peretelui exterior; partea activă 2 = marginea peretelui interior); au fost amenajate prin cioplire axială. Piesa a fost un netezitor axial dublu pentru procesarea (curățarea) pieilor. | Muzeul de Istorie, Galați       | Cimec    |
|      | Netezitor                                    | Datare: sfârșitul mileniului II a. Chr. Descoperit: jud. GALAȚI, com. NEGRILEȘTI, NEGRILEȘTI, Sector topo C3 Material: os, debitaj, percuție, fasonare, abraziune | Netezitor realizat pe fragment diafizar de os lung. Debitajul a fost realizat probabil prin percuție directă/fracturare; fasonarea a urmărit amenajarea marginilor și a extremității proximale prin cioplire cu securea și abraziune; amenajarea bilaterală a părții active prin abraziune multidirecțională intensă aplicată pe fețe și margini; secțiuni rectangulare și biconvexe asimetrice. Urme de utilizare: tocire, lustru intense produse la nivelul părții active conservate pe fața superioară. Piesa a fost utilizată ca netezitor pentru procesarea (curățarea) pieilor. | Muzeul de Istorie, Galați       | Cimec    |
|      | Împungător                                   | Datare: eneolitic Descoperit: jud. GALAȚI, com. SUCEVENI, SUCEVENI, Stoborani Dimensiuni: Ltot 105,16; EP 25,31/7,93; PM 12,38/8,95; LPAcca 25; CD 5,03. Material: os | Vârf fasonat integral amenajat pe fragment de os lung de vită. Debitaj prin percuție directă/cioplire și despicare. Regularizarea fețelor, a marginilor și a extremității proximale prin abraziune intensă; partea proximală păstrează orificiul anatomic al metapodului transformat în orificiu funcțional al unui vârf folosit la cusut; plasat excentric spre marginea dreaptă. Urme de utilizare: tocire, lustru observabile pe suprafețe, extremități și la nivelul orificiului pentru fir. Unealtă pentru cusut sau țesut. | Muzeul de Istorie, Galați       | Cimec    |
|      | Vârf                                         | Datare: eneolitic Descoperit: jud. GALAȚI, com. SUCEVENI, SUCEVENI, Stoborani Dimensiuni: Ltot 101/99,72; EP 23,17/17,86; PM 13,62/10,52; LPA cca 28,75/27,50; CD 6,92/3,71 Material: os | Vârf amenajat pe segment de tibie de ovicaprine. Debitaj prin percuție directă/fracturare la nivelul diafizei. Regularizarea diafizei prin abraziune superficială. Amenajarea părții active prin abraziune aplicată pe fețe și marginea inferioară. Urme de utilizare: tocire, lustru. Piesă fragmentară. Stare de conservare bună a suprafețelor; extremitatea distală fracturată recent; fisuri. | Muzeul de Istorie, Galați       | Cimec    |
|      | Vârf                                         | Datare: eneolitic Descoperit: jud. GALAȚI, com. SUCEVENI, SUCEVENI, Stoborani Dimensiuni: Ltot 145; EP 10,36/5,54; PM 6,30/5,52; LPA cca 25; CD 3,30/3,20. Material: os | Vârf amenajat pe fibula de porc. Păstrează curbura anatomică. Debitaj prin percuție directă/fracturare pentru înlăturarea epifizei; despicare la partea proximală. Amenajarea părții active prin raclaj axial și abraziune; fațetare. Urme de utilizare: tocire, lustru. Piesă fragmentară. Stare de conservare bună a suprafețelor; extremitatea distală fracturată în vechime. | Muzeul de Istorie, Galați       | Cimec    |
|      | Vârf                                         | Datare: eneolitic Descoperit: jud. GALAȚI, com. SUCEVENI, SUCEVENI, Stoborani Dimensiuni: L tot 127/ 125; EP 14,68/9,88; PM 8,67/8,03; LPA cca 22; CD 6,02/2,58. Material: os | Vârf amenajat pe tibiotars proximal de pasăre acvatică. Debitaj prin percuție directă/despicare și fracturare. Amenajarea părții active prin abraziune pe patru fețe. Urme de utilizare: tocire, lustru. Piesă fragmentară. Stare de conservare foarte bună a suprafețelor; extremitatea distală fracturată în vechime. | Muzeul de Istorie, Galați       | Cimec    |
|      | Vârf                                         | Datare: eneolitic Descoperit: jud. GALAȚI, com. SUCEVENI, SUCEVENI, Stoborani Dimensiuni: L tot 76,46; EP 4,78/5,17; PM 12,99/8,08; LPA 20,47; CD 5,26/4,85. Material: os | Vârf fasonat integral amenajat pe compacta de corn de cerb. Debitaj prin percuție directă/cioplire și despicare. Fasonare prin cioplire și raclaj intens pe fața inferioară, margini și extremități; fațetarea părții active. Fața superioară a păstrat parțial morfologia anatomică a compactei. Fațete de cioplire pe margini. Urme de utilizare: tocire, lustru intense, rotunjirea extremității distale. Aceste urme indică utilizarea ca perforator pentru piele a vârfului respectiv și nu funcționalitatea de armătură de proiectil, cum ar putea sugera morfologia și materia primă folosită. | Muzeul de Istorie, Galați       | Cimec    |
|      | Sulă de os                                   | Datare: eneolitic Descoperit: jud. GALAȚI, com. SUCEVENI, SUCEVENI, Stoborani Dimensiuni: Ltot 109,78/97,90; EP 14,60/10,57; PM 7,86/7,72; LPA34,57/22,69; CD 5,82/2,19 Material: os | Vârf amenajat pe segment de tibia de iepure. Debitaj prin percuție directă/fracturare la nivelul diafizei. Amenajarea părții active prin percuție directă/fracturare pentru crearea unui plan oblic. Partea activă fasonată prin abraziune pe laturi. Urme de utilizare: tocire, lustru. Piesă fragmentară. Stare de conservare bună a suprafețelor; extremitatea distală fracturată în vechime. | Muzeul de Istorie, Galați       | Cimec    |
|      | Vârf                                         | Datare: eneolitic Descoperit: jud. GALAȚI, com. SUCEVENI, SUCEVENI, Stoborani Dimensiuni: L 68,14; PM 7,22/7,13; CD 4,40/4,20. Material: os | Vârf de os fasonat integral. Debitaj probabil prin percuție directă/cioplire și despicare. Fasonare prin cioplire și abraziune intensă; secțiuni ovale și poligonale (fațetare). Urme de utilizare: tocire, lustru intense care au determinat eliminarea striurilor de abraziune specific. Fragment diafizar de os lung de ierbivor nedeterminabil. Piesă fragmentară. Stare de conservare bună; se păstrează partea distală, fracturată în vechime. | Muzeul de Istorie, Galați       | Cimec    |
|      | Vârf                                         | Datare: eneolitic Descoperit: jud. GALAȚI, com. SUCEVENI, SUCEVENI, Stoborani Dimensiuni: Ltot 78,41; EP 18,50/18,20; PM 14,27/12,01; LPA cca 23; CD 7,67/4,34. Material: os | Vârf amenajat pe segment distal de metapod de ovicaprine. Debitaj prin percuție directă/fracturare la nivelul diafizei. Amenajarea părții active prin abraziune aplicată pe fețe și margini. Urme de utilizare: tocire, lustru. Piesă întreagă. Stare de conservare relativ bună; coroziune. | Muzeul de Istorie, Galați       | Cimec    |
|      | Vârf                                         | Datare: eneolitic Descoperit: jud. GALAȚI, com. SUCEVENI, SUCEVENI, Stoborani Dimensiuni: L tot 78,78; EP 10,87/4,27; PM 6,90/4,70; CD 4,12/3,22; LPA cca 20 Material: os | Vârf amenajat pe fragment de os lung de ovicaprine. Debitaj prin percuție directă/cioplire și despicare. Fasonarea marginilor și a extremității proximale prin abraziune. Amenajarea părții active prin abraziune; fațetare. Probabil fixarea piesei în mâner de lemn. Urme de utilizare: tocire, lustru. Piesă întreagă. Stare de conservare bună; urme de ardere. | Muzeul de Istorie, Galați       | Cimec    |
|      | Vârf                                         | Datare: eneolitic Descoperit: jud. GALAȚI, com. SUCEVENI, SUCEVENI, Stoborani Dimensiuni: L tot 125; EP 14,70/9,80; PM 8,70/8,30; LPA cca 22; CD 6,00/2,80 Material: os | Vârf amenajat pe tibiotars proximal de pasăre acvatică. Debitaj prin percuție directă/despicare și fracturare. Amenajarea părții active prin abraziune pe fețe și margini. Fracturare și reamenajare prin același procedeu tehnic. Urme de utilizare: tocire, lustru, fracturarea părții active. Piesă întreagă. Stare de conservare relativ bună; coroziune; urme de ardere. | Muzeul de Istorie, Galați       | Cimec    |
|      | Vârf                                         | Datare: eneolitic Descoperit: jud. GALAȚI, com. SUCEVENI, SUCEVENI, Stoborani Dimensiuni: Ltot 55,20; EP 13,86/10,53; PM 7,69/6,46; LPA cca 18; CD 6,21/3,65. Material: os | Vârf amenajat pe segment de humerus de iepure. Eboșă. Debitaj prin percuție directă/despicare și fracturare. Abandonat după debitaj. Nefasonat. Urme de utilizare: nu se observă. Piesă întreagă. Stare de conservare bună a suprafețelor; urme de ardere. | Muzeul de Istorie, Galați       | Cimec    |
|      | Pandantiv                                    | Datare: eneolitic Descoperit: jud. GALAȚI, com. SUCEVENI, SUCEVENI, Stoborani Dimensiuni: L tot (LCE) 82; EP 8,47/9,80; PM 7,94/8,56; EP 4,30/2,97; diam ext perf FS 6,39/5,38; diam int perf FS 3,93/3,36; dist EP-perf 1,25. Material: os | Pandantiv pe fragment de defensă de mistreț. Canin inferior drept. Formă generală curbă (anatomică), cu perforație la o extremitate. Debitaj: prelevarea unui fragment de defensă prin percuție directă/despicare și fracturare; tăiere transversală la extremitatea proximală pe două planuri. Piesa are trei fețe; planul de despicare, regularizat prin abraziune; alte două fețe sunt anatomice, păstrând smalțul. Secțiuni triunghiulare asimetrice. Fragment prelevat din partea distală a caninului, fără extremitatea distală. Fasonare prin abraziune pe una dintre fețe și la extremitatea convexă asimetrică. Extremitatea proximală este rectilinie. La partea proximală pe suprafața fără smalț s-a amenajat o perforație ovală prin rotație continuă, deformată prin utilizare; pe una dintre fețe a fost alezată. Urme de utilizare: tocirea și lustrul suprafețelor; rotunjire contur perforație. Piesă întreagă. Stare de conservare relativ bună; fisurat longitudinal; fracturat și lipit; un sector al părții proximale/fața inferioară dislocat recent. | Muzeul de Istorie, Galați       | Cimec    |
|      | Pandantiv                                    | Datare: eneolitic Descoperit: jud. GALAȚI, com. SUCEVENI, SUCEVENI, Stoborani Dimensiuni: L tot 49,76; extremitate 1 9,17/2,50; extremitate 2 5,17/2,58; Material: os | Plăcuță confecționată din fragment de defensă de mistreț cu perforații la extremități. Formă rectangulară cu margini și extremități convexe. Curbura anatomică în plan și secțiune. Debitaj: prelevarea unui fragment de defensă prin percuție directă/despicare și fracturare; tăiere transversală la extremități. Fasonare pe fața inferioară, margini și la extremități prin abraziune. Perforare la extremități prin rotație continuă de pe fața inferioară, fără alezare pe fața superioară. Realizarea perforațiilor a fost probabil anterioară fasonării marginilor. Urme de utilizare: tocirea și lustrul suprafețelor; rotunjire contur perforații. Piesă fragmentară. Stare de conservare mediocră; fisurat longitudinal recent; exfolieri; fisuri; urme de ardere. | Muzeul de Istorie, Galați       | Cimec    |
|      | Pandantiv                                    | Datare: eneolitic Descoperit: jud. GALAȚI, com. SUCEVENI, SUCEVENI, Stoborani Dimensiuni: L tot 30,99; extremitate 1 9,72/3,38; extremitate 2 8,48/3,15; Material: os | Plăcuță confecționată din fragment de scoică cu perforații la extremități. Formă rectangulară, cu margini convexe; o extremitate este convexă, cealaltă rectilinie. Curbura anatomică. Fața inferioară păstrează parțial suprafața concavă anatomică. Debitaj: prelevarea unui fragment de cochilie prin percuție directă/despicare și fracturare, abraziune. Tăiere transversală la extremități. Fasonare integrală (pe fețe, margini și la extremități) prin abraziune. Perforare la extremități prin rotație continuă; o perforație este realizată bilateral, cealaltă a fost realizată de pe fața inferioară și alezată pe fața superioară. Perforații circulare, plasate central. Realizarea perforațiilor a fost probabil anterioară fasonării marginilor. Urme de utilizare: tocirea și lustrul suprafețelor; rotunjire contur perforații. Piesă întreagă, din scoică mediteraneană (probabil Glycymeris sp.). Stare de conservare foarte bună. Dată cu lac. | Muzeul de Istorie, Galați       | Cimec    |
|      | Pandantiv                                    | Datare: eneolitic Descoperit: jud. GALAȚI, com. SUCEVENI, SUCEVENI, Stoborani Dimensiuni: L tot 26,90; EP 10,63/1,07;diam perf 1 3,21/2,70; diam perf 2 2,88 Material: scoică | Pandantiv confecționat din fragment de cochilie de scoică de apă dulce (probabil Unio sp.). Imitație geometrizată de canin rezidual de cerb. Piesă rară sau unicat. Formă generală hexagonală asimetrică. Fragment de cochilie de scoică obținut prin percuție directă/fracturare; regularizarea suprafețelor prin abraziune. Perforat bilateral prin percuție indirectă și alezare prin rotație alternativă; perforație plasată central, de formă ovală asimetrică, având contur neregulat. Fasonarea marginilor prin abraziune. Urme de utilizare: tocirea și lustrul suprafețelor; perforația nu prezintă urme clare de folosire; probabil piesă cusută de un suport textil sau de piele. Piesă fragmentară. Stare de conservare foarte bună a suprafețelor; un sector al părții proximale/fața superioară dislocat în vechime. | Muzeul de Istorie, Galați       | Cimec    |
|      | Harpon                                       | Datare: eneolitic Descoperit: jud. GALAȚI, com. SUCEVENI, SUCEVENI, Stoborani Dimensiuni: L 60,69; PP 9,60/7,02; EP 4,55/4,42; lăț/gros la nivelul protuberanțelor 19,50/7,70; L protuberanțelor 4,35; baza protuberanțelor 6,16/4,35. Material: os | Harpon cu protuberanțe confecționat din compacta de corn de cerb, fragment de ax. Se păstrează partea proximală cu protuberanțe laterale simetrice, având morfologie conică. Extremitatea distală este convexă simetrică. Fața inferioară este nefasonată, păstrând țesutul spongios. Debitaj: probabil extragerea unui segment de ax de corn de cerb prin percuție directă/cioplire și despicare. Fasonare: modelarea unei plăci de formă dreptunghiulară (eboșă) prin cioplirea fețelor și abraziune; spongiosa păstrată; relieful anatomic al feței superioare eliminat. Modelarea elementelor morfologice specifice harponului (extremitatea și partea proximală cu protuberanțe conice) prin tăiere transversală, tăiere oblică, scobire și raclaj axial. Urme de utilizare: probabil fracturarea la nivelul părții proximale a survenit prin utilizare; în acest caz segmentul respectiv a fost demontat din hampa (tija de lemn) a harponului și abandonat. Corn de cerb, segment proximal, fracturat în vechime. Stare de conservare relativ bună; urme de ardere. Dat cu lac. | Muzeul de Istorie, Galați       | Cimec    |
|      | Lustruitor/netezitor                         | Datare: eneolitic Descoperit: jud. GALAȚI, com. SUCEVENI, SUCEVENI, Stoborani Dimensiuni: L tot 148; EP 48,59/17,75; PM 21,54/12,55; ED 11,62/3,15; LPA FS 9; LPA FI 12,25. Material: os | Netezitor amenajat pe ulna de porc. Debitaj prin percuție directă/fracturare la extremitatea distală (anatomică), în scopul obținerii lățimii necesare amenajării părții active. Partea proximală prezervată. Amenajarea bilaterală asimetrică a părții active prin abraziune. Urme de utilizare: tocire, lustru. Piesă întreagă. Stare de conservare relativ bună. Urme de ardere. Urme de impact recente pe fața superioară. | Muzeul de Istorie, Galați       | Cimec    |
|      | Lustruitor/netezitor                         | Datare: eneolitic Descoperit: jud. GALAȚI, com. SUCEVENI, SUCEVENI, Stoborani Dimensiuni: Ltot 116,17; EP 38,86/15,90; PM 20,19/20,75; ED 12,52/4,20; LPA FS 12; LPA FI 15. Material: os | Netezitor amenajat pe ulna de porc. Debitaj prin percuție directă/fracturare la extremitatea distală (anatomică), în scopul obținerii lățimii necesare amenajării părții active. Partea proximală prezervată. Amenajarea bilaterală simetrică a părții active prin abraziune. Posibilă reamenajare a părții active, care prezintă două planuri de abraziune. Urme de utilizare: tocire, lustru. Piesă întreagă. Stare de conservare bună. | Muzeul de Istorie, Galați       | Cimec    |
|      | Lustruitor/netezitor                         | Datare: eneolitic Descoperit: jud. GALAȚI, com. SUCEVENI, SUCEVENI, Stoborani Dimensiuni: L tot 114; EP 15,53/5,42; PM 20,96/11,80; ED 6,94; LPA FS 25,54; LPA FI 21,02. Material: os | Netezitor amenajat pe ulna de porc. Debitaj prin percuție directă/fracturare pentru detașarea epifizei și înlăturarea părții proximale și obținerea lățimii necesare amenajării părții active. Fasonare: amenajarea părții active prin abraziune aplicată pe ambele fețe. Parte activă bilaterală asimetrică; formă convexă asimetrică în plan. Tratament termic sau ardere accidentală. Urme de utilizare: tocire, lustru, striuri de utilizare (abraziune funcțională). Piesă întreagă. Stare de conservare relativ bună; coroziune, urme de ardere. | Muzeul de Istorie, Galați       | Cimec    |
|      | Lustruitor/netezitor                         | Datare: eneolitic Descoperit: jud. GALAȚI, com. SUCEVENI, SUCEVENI, Stoborani Dimensiuni: Ltot 96,94; EP 15,96/12,34; PM 16,90/16,43; LPA FI 11,60. Material: os | Netezitor amenajat pe ulna de porc. Debitaj prin percuție directă/fracturare la extremitatea distală (anatomică), în scopul obținerii lățimii necesare amenajării părții active. Partea proximală prezervată. Amenajarea părții active nefinalizată. Amenajarea superficială a părții active prin abraziune; abandonată. Urme de utilizare: nu se observă. Piesă întreagă. Stare de conservare bună. Urme de ardere. | Muzeul de Istorie, Galați       | Cimec    |
|      | Lustruitor/netezitor                         | Datare: eneolitic Descoperit: jud. GALAȚI, com. SUCEVENI, SUCEVENI, Stoborani Dimensiuni: L tot 108,31; EP 21,34/12,85; PM 29,94/13,01; ED 11,82/3,14; LPA FS 12,70; LPA FI 12,51. Material: os | Netezitor amenajat pe ulna de porc. Debitaj prin percuție directă/fracturare la extremitatea distală (anatomică), în scopul obținerii lățimii necesare amenajării părții active. Partea proximală prezervată. Amenajarea bilaterală asimetrică a părții active prin abraziune; fațetare. Urme de utilizare: tocire, lustru, striuri fine la nivelul părții active. Probabil procesare piei. Piesă întreagă. Stare de conservare bună. Urme de ardere. | Muzeul de Istorie, Galați       | Cimec    |
|      | Lustruitor/netezitor                         | Datare: eneolitic Descoperit: jud. GALAȚI, com. SUCEVENI, SUCEVENI, Stoborani Dimensiuni: Ltot 97,79; EP 8,72/7,53; PM 21,46/12,84; ED 12,92/3,61; LPA FS 13,39; LPA FI 12,06. Material: os | Netezitor amenajat pe ulna de porc. Debitaj prin percuție directă/fracturare la extremitatea distală (anatomică), în scopul obținerii lățimii necesare amenajării părții active. Partea proximală prezervată. Fasonare sumară prin abraziune la extremitatea proximală. Urme de tăiere transversală la partea mezială/marginea stângă. Amenajarea bilaterală asimetrică a părții active prin abraziune; fațetare. Urme de utilizare: tocire, lustru la nivelul părții active; rotunjire. Probabil procesare piei. Piesă întreagă. Stare de conservare bună. | Muzeul de Istorie, Galați       | Cimec    |
|      | Lustruitor/netezitor                         | Datare: eneolitic Descoperit: jud. GALAȚI, com. SUCEVENI, SUCEVENI, Stoborani Dimensiuni: L tot 99,19; EP 20,38/13,13,67; PM 20,46/22,14; ED 13,10/3,39; LPA 6,60. Material: os | Netezitor amenajat pe ulna de porc. Debitaj prin percuție directă/fracturare la extremitatea distală (anatomică), în scopul obținerii lățimii necesare amenajării părții active. Partea proximală prezervată. Amenajarea bilaterală simetrică a părții active prin abraziune; fațetare. Urme de utilizare: tocire, lustru la nivelul părții active; rotunjire. Probabil procesare piei. Piesă întreagă. Stare de conservare bună. Urme de ardere. | Muzeul de Istorie, Galați       | Cimec    |
|      | Lustruitor/netezitor                         | Datare: eneolitic Descoperit: jud. GALAȚI, com. SUCEVENI, SUCEVENI, Stoborani Dimensiuni: L tot 96,73; EP 33,82/23,68; PM 23,66/13,30; ED 12,53/3,14; LPA cca 20. Material: os | Netezitor amenajat pe segment mezial-distal de ulna de porc. Debitaj prin percuție directă/fracturare la extremitatea proximală și distală (anatomice), în scopul obținerii lățimii necesare amenajării părții active. Amenajarea bilaterală simetrică a părții active prin abraziune; fațetare. Urme de utilizare: tocire, lustru intense la nivelul părții active; rotunjire. Probabil procesare piei. Piesă întreagă. Stare de conservare bună. | Muzeul de Istorie, Galați       | Cimec    |
|      | Lustruitor/netezitor                         | Datare: eneolitic Descoperit: jud. GALAȚI, com. SUCEVENI, SUCEVENI, Stoborani Dimensiuni: Ltot 90,35; EP 15,80/15,75; PM 19,39/13,74; ED 11,27/3; LPA FS 6,82; LPA FI 10,70. Material: os | Netezitor amenajat pe ulna de porc. Debitaj prin percuție directă/fracturare la extremitatea distală (anatomică), în scopul obținerii lățimii necesare amenajării părții active. Partea proximală prezervată. Amenajarea bilaterală asimetrică a părții active prin abraziune; fațetare. Urme de utilizare: tocire, lustru la nivelul părții active; rotunjire. Probabil procesare piei. Piesă întreagă. Stare de conservare bună. | Muzeul de Istorie, Galați       | Cimec    |
|      | Lustruitor/netezitor                         | Datare: eneolitic Descoperit: jud. GALAȚI, com. SUCEVENI, SUCEVENI, Stoborani Dimensiuni: L 152; EP 27,91/17,52; PM 26,12/14,44; ED 10,86/3,52; LPA FS 3,75; LPA FI 8,05. Material: os | Netezitor amenajat pe segment mezial-distal de ulna de porc. Debitaj prin percuție directă/fracturare la extremitatea proximală și distală (anatomice), în scopul obținerii lățimii necesare amenajării părții active. Amenajarea bilaterală asimetrică a părții active prin abraziune; fațetare. Urme de utilizare: tocire, lustru intense la nivelul părții active; rotunjire. Probabil procesare piei. Piesă fragmentară. Starea de conservare este relativ bună; partea proximală fracturată recent. | Muzeul de Istorie, Galați       | Cimec    |
|      | Lustruitor/netezitor                         | Datare: eneolitic Descoperit: jud. GALAȚI, com. SUCEVENI, SUCEVENI, Stoborani Dimensiuni: L 81,69; EP 29,40/15,16; PM 14,73/10,46; ED 7,86/3,14; LPA FI 3,75. Material: os | Netezitor amenajat pe segment mezial-distal de ulna de ovicaprine. Debitaj prin percuție directă/fracturare la extremitatea proximală și distală (anatomice), în scopul obținerii lățimii necesare amenajării părții active. Amenajarea unilaterală a părții active prin abraziune; fațetare. Urme de utilizare: tocire, lustru intense la nivelul părții active; rotunjire. Probabil procesare piei. Piesă întreagă. Stare de conservare relativ bună. | Muzeul de Istorie, Galați       | Cimec    |
|      | Lustruitor/netezitor                         | Datare: eneolitic Descoperit: jud. GALAȚI, com. SUCEVENI, SUCEVENI, Stoborani Dimensiuni: L 93,02; EP 19,88/15,63; PM 14,08/11,08; ED 5,41/2,38; LPA FI 19. Material: os | Netezitor amenajat pe segment mezial-distal de ulna de ovicaprine. Debitaj prin percuție directă/fracturare la extremitatea proximală și distală (anatomice), în scopul obținerii lățimii necesare amenajării părții active. Amenajarea bilaterală asimetrică a părții active prin abraziune; fațetare. Urme de utilizare: așchieri de impact (microfracturi, microretușe), tocire, lustru intense la nivelul părții active; rotunjire. Probabil procesare piei. Piesă fragmentară. Stare de conservare relativ bună; fracturat în vechime la extremitatea distală; urme de impact recente la partea distală. | Muzeul de Istorie, Galați       | Cimec    |
|      | Lustruitor/netezitor                         | Datare: eneolitic Descoperit: jud. GALAȚI, com. SUCEVENI, SUCEVENI, Stoborani Dimensiuni: L 87,80; EP 11,71/2,50; PM 15,47/12,15; ED 6,87/3,01; LPA FI 4,70; LPA FS 2. Material: os | Netezitor amenajat pe ulna de ovicaprine. Debitaj prin percuție directă/fracturare la extremitatea distală (anatomică), în scopul obținerii lățimii necesare amenajării părții active. Amenajarea bilaterală asimetrică a părții active prin abraziune; fațetare. Urme de utilizare: tocire, lustru intense la nivelul părții active; rotunjire. Probabil procesare piei. Piesă fragmentară. Stare de conservare relativ bună; fracturat în vechime la partea proximală. | Muzeul de Istorie, Galați       | Cimec    |
|      | Lustruitor/netezitor                         | Datare: eneolitic Descoperit: jud. GALAȚI, com. SUCEVENI, SUCEVENI, Stoborani Dimensiuni: Ltot 105,91; EP 17,91/14,60; PM 14,58/11,60; ED 7,13/2,12; LPA FI 10,22; LPA FS 7. Material: os | Netezitor amenajat pe segment probabil de radius de ovicaprine. Debitaj prin percuție directă/despicare și fracturare. Amenajarea bilaterală asimetrică a părții active prin abraziune; fațetare. Urme de utilizare: tocire, lustru intense la nivelul părții active; rotunjire. Probabil procesare piei. Piesă întreagă. Stare de conservare bună. | Muzeul de Istorie, Galați       | Cimec    |
|      | Lustruitor/netezitor                         | Datare: eneolitic Descoperit: jud. GALAȚI, com. SUCEVENI, SUCEVENI, Stoborani Dimensiuni: L 63,50; PM 17,60/11,60; ED 12,20/2,60; LPA FI 13,83; LPA FS 5,60; lăț max PA FI 11,30; lăț max PA FS 12,20. Material: os | Netezitor amenajat pe ulna de ovicaprine. Debitaj prin percuție directă/fracturare la extremitatea distală (anatomică), în scopul obținerii lățimii necesare amenajării părții active. Amenajarea bilaterală asimetrică a părții active prin abraziune; fațetare. Urme de utilizare: tocire, lustru intense la nivelul părții active; rotunjire. Probabil procesare piei. Piesă întreagă. Stare de conservare relativ bună; fracturat recent la partea mezială. | Muzeul de Istorie, Galați       | Cimec    |
|      | Lustruitor/netezitor                         | Datare: eneolitic Descoperit: jud. GALAȚI, com. SUCEVENI, SUCEVENI, Stoborani Dimensiuni: Ltot 77,70; EP 15,46/12,66; PM 12,55/10,59; ED 7,21/2,14; LPA FS 6,20; LPA FI 10,70. Material: os | Netezitor amenajat pe segment de radius de ovicaprine. Debitaj prin percuție directă/fracturare la extremitatea proximală pentru eliminarea epifizei; regularizarea formei extremității proximale astfel obținute prin abraziune. Amenajarea părții active prin percuție directă/fracturare la nivelul diafizei pentru crearea unui plan oblic; apoi percuție indirectă pentru despicare și îngustare parte activă; urme specifice de impact pe margini. Partea activă asimetrică, fasonată prin abraziune. Extremitatea distală convexă. Urme de utilizare: tocire, lustru, rotunjirea extremității distale. Piesă întreagă. Stare de conservare bună. | Muzeul de Istorie, Galați       | Cimec    |
|      | Lustruitor/netezitor                         | Datare: eneolitic Descoperit: jud. GALAȚI, com. SUCEVENI, SUCEVENI, Stoborani Dimensiuni: Ltot 69,52; EP 7,38/3,70; PM 11,41/5,32; ED 4,21/2,60; LPA FS 7,50; LPA FI 9,20. Material: os | Netezitor amenajat pe ulna de erbivor mic. Debitaj prin percuție directă/fracturare la extremitatea distală (anatomică), în scopul obținerii lățimii necesare amenajării părții active. Partea proximală prezervată. Amenajarea bilaterală asimetrică a părții active prin abraziune; fațetare. Urme de utilizare: tocire, lustru intense. Piesă întreagă. Stare de conservare relativ bună; urme de roadere produse de câine la extremitatea proximală. | Muzeul de Istorie, Galați       | Cimec    |
|      | Vârf oblic                                   | Datare: eneolitic Descoperit: jud. GALAȚI, com. ORAȘ BEREȘTI, BEREȘTI, Dealul Bulgarului Dimensiuni: L (LCE) 230; EP 32.26/27,72; PM 28/25,52; ED 13,16/7,21; LPA de fractură 19,04; L porțiune cu urme de tocire și lustru cca 50 Material: os | Vârf oblic (probabil) amenajat pe segment mezial-distal de rază; segment proximal-distal; rază detașată de pe ax prin percuție directă/cioplire și fracturare; urme specifice păstrate la extremitatea proximală. Amenajarea părții active (partea distală) prin percuție directă/cioplire și fracturare; se păstrează două planuri, unul de cioplire, altul de fractură. Lipsește extremitatea distală anatomică. Urme de utilizare: tocire și lustru intense, inclusiv pe planul de fractură, striuri axiale aleatorii. Posibilă utilizare ca plantator. Piesă întreagă. Stare de conservare bună. | Muzeul de Istorie, Galați       | Cimec    |
|      | Vârf oblic                                   | Datare: eneolitic Descoperit: jud. GALAȚI, com. ORAȘ BEREȘTI, BEREȘTI, Dealul Bulgarului Dimensiuni: L 126; PM 32,43/23,67; ED 15/5; LPA FS și FI 20; diam ext perf FS și FI 30/17; diam int perf FS și FI 20/13; lăț PA 14,30 Material: os | Vârf oblic dublu perforat pe rază. Segment de rază de coroană. Debitaj prin percuție directă/cioplire și detașare prin fracturare. Partea activă scurtă, a fost amenajată pe fața anterioară (superioară, convexă) și fața posterioară (inferioară, concavă) prin abraziune. Perforația are formă ovală asimetrică; amenajată bilateral prin percuție directă/cioplire în dublu sens, scobire spongiosa, rotație alternativă a unui vârf litic, alezare prin același procedeu tehnic. Urme de utilizare: tocire, lustru, fracturare la nivelul perforației. Piesă fragmentară. Stare de conserve relativ bună; fisuri; fracturare la nivelul perforației. | Muzeul de Istorie, Galați       | Cimec    |
|      | Pandantiv                                    | Datare: eneolitic Descoperit: jud. GALAȚI, com. ORAȘ BEREȘTI, BEREȘTI, Dealul Bulgarului Dimensiuni: L tot 57,52; EP 8,95/1,75; PM 24,47/3,84; ED 27,20/4,56; diam ext perf FS 5,44/5,23; diam int perf FS 4,86/4,65; diam ext perf FI 6,32/6,07; diam int perf FI 4,65/4,75; lăț/gros la nivelul perf 17,20/2,60; dist EP-perf pe FS 14,90. Material: os                 | Pandantiv pe fragment de defensă de mistreț de mari dimensiuni. Debitaj prin despicare, fracturare, marginile, extremitatea proximală, parțial fața inferioară regularizate prin abraziune; serii de striuri bine conservate pe fața inferioară. Fața superioară (cu smalț) conservă aspectul anatomic nemodificat. Perforarea la parte proximală prin rotație continuă de pe fața inferioară și alezare pe fața superioară. Formă ușor ovală, ușor excentrică spre marginea dreaptă. Urme de utilizare: tocire, lustru superficiale la nivelul perforației și pe suprafețe. Piesă fragmentară. Stare de conservare bună; fracturare recentă a unui mic fragment pe fața inferioară/extremitatea distală, colțul drept; fisură axială; lipire. | Muzeul de Istorie, Galați       | Cimec    |
|      | Pandantiv                                    | Datare: eneolitic Descoperit: jud. GALAȚI, com. ORAȘ BEREȘTI, BEREȘTI, Dealul Bulgarului Dimensiuni: L tot 22,98; EP 8,42/2,90; PM 12,49/8,56; ED 5,80/8,25; diam perf FS 4,25; diam ext perf FI 5,65; diam int perf FI 4,25; lăț/gros la nivelul perf 10,86/3,16; dist EP-perf pe FS 4,75; perf 1 (alveolă) diam 3,20. Material: os                                      | Pandantiv pe canin rezidual drept de cerb, mascul adult. Suprafețe ușor corodate. Amenajarea suprafeței rădăcinii pe ambele fețe prin abraziune în vederea perforării. Extremitatea proximală a fost regularizată prin abraziune, cu urme observabile mai ales pe fața inferioară. Perforarea de pe fața inferioară prin rotație continuă; perforație circulară, ușor excentrică spre marginea dreaptă/fața superioară, nealezată pe fața superioară (bombată). În partea stângă a perforației, întretăind conturul acesteia se păstrează o alveolă circulară umplută cu sediment, plasată excentric, dovedind existența unei tentative de perforare anterioare. Urme de utilizare: tocire, lustru la nivelul perforației și pe suprafețe. Piesă întreagă. Stare de conservare bună. | Muzeul de Istorie, Galați       | Cimec    |
|      | Spatulă                                      | Datare: eneolitic Descoperit: jud. GALAȚI, com. ORAȘ BEREȘTI, BEREȘTI, Dealul Bulgarului Dimensiuni: L 91,68; EP 6,12/4,74; PP 6/4,70; PM 9,82/3,78; PD 13,20/2,97; ED 14,50/2,50. Material: os | Spatulă amenajată pe fragment de metapod proximal de bovină; debitaj prin percuție directă/despicare și fracturare; fețele și marginile au fost fasonate prin raclaj axial intens, margini paralele, secțiune ovală asimetrică la partea proximală/partea mezială și convex-plane la partea distală, extremitatea distală anatomică. Marginile prezintă urme de derapaj produse de unealta litică folosită la fasonare. Posibil piesă abandonată înainte de a fi terminată fasonarea. Urme de utilizare: nu se conservă. Lipsește partea proximală, fracturată în vechime. Stare de conservare bună. | Muzeul de Istorie, Galați       | Cimec    |
|      | Vârf oblic                                   | Datare: eneolitic Descoperit: jud. GALAȚI, com. ORAȘ BEREȘTI, BEREȘTI, Dealul Bulgarului Dimensiuni: L 154; EP 26,32/15,86; PM (la nivelul perf) 24,03/17,60; ED 17,86/5,80; LPA scurtă 15,59; LPA lungă 36; diam ext perf FA (convexă) 20,76/18,11; diam int perf 11,5; diam ext perf FP (concavă) 18,92/18,65; diam int perf 12,60. Material: os                        | Vârf oblic perforat amenajat pe segment mezial-distal de rază de corn de cerb. La extremitatea proximală debitajul s-a aplicat prin tăiere transversală pe cca 1/3 a circumferinței, șanț adânc maxim de cca 5 mm și percuție directă/fracturare. Partea activă este bilaterală asimetrică, de formă convexă, amenajată în plan lateral/median (în raport de curbura razei). Partea activă amenajată prin percuție directă/fracturare și generarea unor planuri lungi, pe care s-a aplicat abraziunea. Extremitatea proximală este brută de debitaj. Perforația s-a amenajat în sens anterior-posterior prin percuție directă/cioplire în dublu sens și rotația unui vârf litic aplicată pe suprafața cioplită; formă ovală asimetrică, pereți oblici spre exterior. Striuri axiale rare de abraziune pe întreaga suprafață a părții distale, între perforație și extremitatea distală, produse înainte de amenajarea perforației și a părții active (rezultate probabil în perioada existenței coarnelor pe craniu). Urme de utilizare: tocirea și lustru pe suprafețele și marginile părții distale; exfoliere spongiosa la partea activă. Piesă fragmentară; fracturată recent la partea mezială (la nivelul perforației) și lipită. Stare de conservare relativ bună. | Muzeul de Istorie, Galați       | Cimec    |
|      | Manșon/sceptru/măciucă                       | Datare: eneolitic Descoperit: jud. GALAȚI, com. SUCEVENI, SUCEVENI, Stoborăni Dimensiuni: L tot 54,84; EP 58,92/57,84; PM 51,53/47,20; ED 49,23/47,28; perf la EP 17,49/16,27; perf la ED 18,40/18,37. Material: os | Piesă perforată (manșon sau „sceptru”?) realizată pe segment bazal de ax. Debitaj prin percuție directă/cioplire precisă și fracturare la extremitatea distală. Fasonare integrală realizată prin percuție directă/cioplire și abraziune intensă. Extremitatea proximală este convexă, oblică și constituită de medalionul fasonat prin cioplire și abraziune. Rozeta a fost fasonată parțial prin abraziune pe contur pentru eliminarea reliefului anatomic perlat; formă patrulateră cu colțuri rotunjite a extremității proximale, având secțiunea convexă. Suprafața axului și extremitatea distală au fost fasonate prin cioplire și abraziune. Perforația este plasată central; a fost realizată bilateral prin scobire și tăiere; formă aproape pătrată; la extremitatea proximală are marginile paralele cu marginile extremității respective; la extremitatea distală este dispusă oblic, „în romb”; este modelată astfel cca jumătate din adâncime, apoi pereții sunt orientați paralel cu marginile, ca la extremitatea proximală. Urme de utilizare: nu se observă. Posibil manșon pentru fixarea unor tije de lemn și a altor elemente sau piesă de prestigiu de tip „sceptru”. Piesă întreagă. Stare de conservare bună. | Muzeul de Istorie, Galați       | Cimec    |
|      | Opaiț                                        | Datare: secolele II-III p. Chr. Material: lut ars; modelare în tipar | Opaiț din lut ars, de culoare neagră, de formă circulară, prevăzut cu toartă, îmbibat cu ulei, ornamentat pe partea superioară cu un animal neidentificat. | Muzeul de Istorie, Galați       | Cimec    |
|      | Căniță                                       | Datare: secolele II-III p. Chr Material: lut; modelare la roată; ardere | Cupă de formă sferoidală cu gura larg deschisă, buza evazată, gâtul relativ înalt prevăzut la bază cu o dungă orizontală în relief și fundul plat. Partea superioară a vasului în interior și exterior este acoperită cu vopsea roșie, în mare parte corodată. | Muzeul de Istorie, Galați       | Cimec    |
|      | Opaiț                                        | Datare: secolele II-III p. Chr Material: lut; modelare în tipar; ardere | Opaiț cu ove pe bordură din argilă fină, roșie-cărămizie, îngrijit executat. Opaiț realizat din argilă fină, roșie-cărămizie, cu corpul circular și plat, discul concav, delimitat de bordură prin două cercuri incizate. Ciocul opaițului este semicircular, despărțit de corp de o linie dreaptă, toarta este inelară, cu două incizii longitudinale, iar fundul ușor concav. Bordura este decorată cu o bandă de ove întreruptă în dreptul ciocului. Opaițul are discul spart și este acoperit cu o angobă roșie-portocalie pe întergul corp. | Muzeul de Istorie, Galați       | Cimec    |
|      | Opaiț                                        | Datare: secolul III-II a. Chr Material: lut; modelare la roată; ardere | Opaiț lucrat la roată, din pastă bună, cărămizie, cu ciocul dezvoltat, discul ușor concav, mărginit de un cerc canelat și fundul plat. Lateral prezintă un mic apendice decorativ. Se înscrie în seria opaițelor așa-numite „delfiniforme“. Este acoperit pe întreaga suprafață exterioară cu angobă brun-cafenie, mată, ușor corodată. Urme de afumare în dreptul ciocului. | Muzeul de Istorie, Galați       | Cimec    |
|      | Opaiț                                        | Datare: secolele II-III p. Chr Material: lut; modelare în tipar; ardere | Opaiț cu ciocul cordiform, bine conservat realizat din pastă cărămizie, cu asperități, finisat neuniform. Ciocul scurt, cordiform, cu orificiul de ardere intrat pe jumătate în corpul opaițului. Discul concav, decorat cu strugure de viță, slab imprimat, prins de coardă și o frunză, delimitat de bordură prin două cercuri incizate. Fundul circular, plat și toarta inelară. Vopsit cu culoare roșie. Lateral prezintă urme de afumare. | Muzeul de Istorie, Galați       | Cimec    |
|      | Opaiț                                        | Datare: secolele II-III p. Chr Material: lut; modelare în tipar; ardere | Opaiț cu ciocul cordiform, din pastă cărămizie și finisat neuniform. Opaițul are ciocul scurt, cu orificiul de ardere intrat pe jumătate în corp. Discul este concav și decorat cu un taur în relief, slab imprimat, delimitat de bordură printr-un cerc proeminent. Fundul este circular, plat, iar toarta inelară. Opaițul este vopsit cu culoare roșie, iar la partea inferioară și bordură prezintă urme de ardere secundară. | Muzeul de Istorie, Galați       | Cimec    |
|      | Opaiț                                        | Datare: secolele II-III p. Chr Material: lut; modelare în tipar; ardere | Opaiț cu ciocul cordiform, din pastă cărămizie, lucrată neglijent, cu orificiul de ardere intrat pe jumătate în corp. Discul concav, decorat cu o pasăre, din care se păstrează numai coada și picioarele, delimitat de bordură prin două cercuri incizate. Are fundul ușor concav, mărginit de două cercuri incizate, iar toarta este inelară și bicanelată longitudinal. Partea superioară este vopsită cu roșu, iar ciocul prezintă urme de afumare. | Muzeul de Istorie, Galați       | Cimec    |
|      | Statuetă                                     | Datare: secolele IV-III a. Chr Material: argilă; modelare în tipar; ardere | Statueta ronde-bosse ce reprezintă probabil un Ephèbe sau pe zeul Hermes tânăr, în stare de repaus, cu piciorul drept ușor îndoit din genunchi, așa încât greutatea corpului se sprijină pe piciorul stâng, ipostază frecvent întâlnită în coroplastica de Tanagra. Piesa este realizată din pastă fină, bine arsă, roșie-cărămizie, cu slabe urme de vopsea roșie în zona inferioară a statuetei. | Muzeul de Istorie, Galați       | Cimec    |
|      | Opaiț                                        | Datare: secolele II-III p. Chr Material: lut; modelare în tipar; ardere | Opaiț cu ciocul cordiform din pastă gălbui-cărămizie, cu discul spart. Ciocul scurt, cordiform, cu orificiul de ardere intrat pe jumătate în corpul opaițului. Discul concav, decorat cu un crater sau cantharos în relief, din care se păstrează numai partea inferioară a piciorului, delimitat de bordură prin două cercuri concentrice incizate. Are fundul ușor concav, mărginit de două cercuri slab incizate și toarta inelară. Acoperit cu angobă gălbuie. Prezintă urme de ardere secundară pe întregul corp. | Muzeul de Istorie, Galați       | Cimec    |
|      | Opaiț                                        | Datare: secolele II-III p. Chr Material: lut; modelare în tipar; ardere | Opaiț circular cu ciocul și discul sparte, realizat din pastă gălbui-cărămizie. Discul mic, concav, mărginit de un cerc canelat. Bordura este decorată cu vrej și frunze slab imprimate, terminată în dreptul ciocului cu două cercuri. Ciocul este trapezoidal, toarta lamelară, perforată și fundul circular, reliefat ușor concav. Acoperit cu angobă galbui-portocalie, lucioasă, în cea mai mare parte corodată. | Muzeul de Istorie, Galați       | Cimec    |
|      | Opaiț                                        | Datare: secolele II-III p. Chr Material: lut; modelare în tipar; ardere | Opaiț cu ciocul cordiform, din pastă cărămizie, finisat neuniform, cu orificiul de ardere intrat pe jumătate în corpul opaițului. Discul concav, decorat cu un taur în relief, slab imprimat, delimitat de bordură printr-un cerc proeminent. Fundul circular, plat și toarta inelară, ușor lățită. Opaițul este vopsit în culoarea roșie. Pe cioc sunt puternice urme de afumare, iar pe corp unele pete de ardere secundară. | Muzeul de Istorie, Galați       | Cimec    |
|      | Opaiț                                        | Datare: secolele II-III p. Chr Material: lut; modelare în tipar; ardere | Opaiț cu ciocul cordiform realizat din pastă cărămizie, neglijent executat, de factură locală. Corpul circular, ciocul scurt, cordiform, cu orificiul de ardere intrat pe jumătate în corpul opaițului. Discul concav, decorat în relief cu gladiatori, slab imprimați, în poziție de apărare și bordura cu frunze aproape șterse. Are fundul plat și toarta inelară, canelată. Acoperit cu vopsea roșie-portocalie corodată. | Muzeul de Istorie, Galați       | Cimec    |
|      | Rondelă                                      | Datare: sfârșitul mileniului II a. Chr. Descoperit: jud. GALAȚI, com. CAVADINEȘTI, CAVADINEȘTI, Râpa Glodului Dimensiuni: diametrul perforației 3,94mm Material: os, debitaj, perforare, fasonare | Rondelă de os de formă circulară, convex-concavă în secțiune, cu o perforație centrală de formă circulară, păstrată pe circa jumătate din circumferință. Decor pe fața superioară constând din două cercuri gravate și (inițial) șase linii drepte gravate, plasate sub formă de raze. Piesa este în stare fragmentară; lipsește un sector însemnând circa jumătate din circumferință, fracturat în vechime. | Muzeul de Istorie, Galați       | Cimec    |
|      | Psalie os                                    | Datare: sfârșitul mileniului II a. Chr. Descoperit: jud. GALAȚI, com. NEGRILEȘTI, NEGRILEȘTI Dimensiuni: d: 27,70mm/18,44mm; 10,13mm Material: corn de cerb, rază, debitaj, cioplire, fasonare, raclaj, perforare, gravare | Psalia este realizată din segment proximal-distal de rază de corn de cerb, are o formă generală curbată anatomică. Debitajul s-a realizat prin cioplire și fracturare, fasonarea prin cioplire și raclaj. Prezintă trei perforații, realizate prin rotație și cioplire: o perforație este circulară și se află la partea proximală, iar alte două perforații sunt ovale și se găsesc în partea mezială. La partea proximală prezintă un decor liniar realizat prin gravare. Piesa se păstrează în stare fragmentară; lipsește circa o treime, reprezentând partea distală, fracturată în vechime, probabil în timpul utilizării. | Muzeul de Istorie, Galați       | Cimec    |
|      | Vărf de săgeată                              | Datare: sfârșitul mileniului II a. Chr. Descoperit: jud. GALAȚI, com. CAVADINEȘTI, CAVADINEȘTI, Râpa Glodului Material: os, debitare, fasonare, gravare | Vârf de săgeată din os ce s-a păstrat întreg. Partea proximală și mezială au formă cilindrică; partea distală este piramidală cu trei fețe, trei spini la bază și secțiuni triunghiulare; una dintre fețe păstrează țesutul spongios; pe fețe au fost gravate câte două șanțuri; extremitatea distală este ascuțită. Urme de utilizare: suprafețele prezintă lustru; extremitatea distală și extremitățile spinilor au aspect tocit, dobândit în timpul utilizării. | Muzeul de Istorie, Galați       | Cimec    |
|      | Netezitor - omoplat crestat                  | Datare: sfârșitul mileniului II a. Chr. Descoperit: jud. GALAȚI, com. CAVADINEȘTI, CAVADINEȘTI, Râpa Glodului Dimensiuni: diametrul extremității proximale (cavitatea glenoidă) 94/53 mm Material: os, debitaj, percuție, fasonare | Netezitor pe segment de omoplat (omoplat crestat) păstrat fragmentar. Lipsește un sector al părții active (cavitatea glenoidă), fracturat în vechime și dinții D13, D15, fracturați în vechime. Debitajul a fost realizat prin percuție directă/fracturare și despicare cu securea; fasonarea a urmărit amenajarea părții active prin crestarea bilaterală a marginii cavității glenoide cu ajutorul cuțitului; au fost obținute crestături lungi și largi, cu profilul în V asimetric; se păstrează 15 crestături, desemnate prin siglele C1-C15; dinți lungi, desemnați prin siglele D1-D15. Piesa a fost utilizată ca netezitor pentru procesarea (curățarea) pieilor. | Muzeul de Istorie, Galați       | Cimec    |
|      | Verigă                                       | Datare: Secolul I a. Chr. - I p. Chr. Descoperit: jud. Jud. GALAȚI, com. Com. POIANA, POIANA Material: argint; turnare | Verigă din argint cu capetele depășite și răsucite. | Muzeul Orășenesc Tecuci, Tecuci | Cimec    |
|      | Închizătoare                                 | Datare: Secolul I a. Chr. - I p. Chr. Descoperit: jud. Jud. GALAȚI, com. Com. POIANA, POIANA Material: argint; turnare; perforare | Închizătoare din argint, are un capăt semicircular cu marginile incizate și o perforație circulară pe mijloc, celălalt capăt este puțin ondulat și rupt. | Muzeul Orășenesc Tecuci, Tecuci | Cimec    |
|      | Fibulă                                       | Datare: Secolul I a. Chr. Descoperit: jud. Jud. GALAȚI, com. Com. POIANA, POIANA, Piroboridava Material: argint; turnare | Fibulă de argint cu corpul plat, romboidal și portagrafa lată: resort bilateral din patru spire cu coada exterioară. | Muzeul Orășenesc Tecuci, Tecuci | Cimec    |
|      | Brățară                                      | Datare: Secolul I a. Chr. - I p. Chr. Descoperit: jud. Jud. GALAȚI, com. Com. POIANA, POIANA Material: argint; turnare | Brățară din argint, formată din două fire răsucite. Unul dintre capete se termină cu o buclă de prindere iar celălalt cu un cârlig. | Muzeul Orășenesc Tecuci, Tecuci | Cimec    |
|      | Brățară                                      | Datare: Secolul I a.Chr. Descoperit: jud. Jud. GALAȚI, com. Com. POIANA, POIANA Material: argint; turnare | Brățară din sârmă de argint, răsucită și deformată. Unul dintre capete se termină cu un cârlig de prindere iar celălalt este rupt. | Muzeul Orășenesc Tecuci, Tecuci | Cimec    |
|      | Verigă                                       | Datare: Secolul I a. Chr. - I p. Chr. Descoperit: jud. Jud. GALAȚI, com. Com. POIANA, POIANA Material: argint; turnare | Verigă din argint cu două arcuri cu câte trei și patru spire înfășurate spre capetele verigii. | Muzeul Orășenesc Tecuci, Tecuci | Cimec    |
|      | Bară                                         | Datare: Secolul I a. Chr. - I p. Chr. Descoperit: jud. Jud. GALAȚI, com. Com. POIANA, POIANA Material: argint; turnare | Bară din argint, în curs de prelucrare, secțiune dreptunghiulară, îngroșată la mijloc și unul dintre capete puțin curbat. | Muzeul Orășenesc Tecuci, Tecuci | Cimec    |
|      | Bară                                         | Datare: Secolul I a. Chr. - I p. Chr. Descoperit: jud. Jud. GALAȚI, com. Com. POIANA, POIANA Material: argint; turnare | Bară din argint, în curs de prelucrare, secțiune dreptunghiulară, mijlocul îngroșat, un capăt ascuțit și unul lățit. | Muzeul Orășenesc Tecuci, Tecuci | Cimec    |
|      | Brățară                                      | Datare: Secolul III-II a.Chr. Descoperit: jud. Jud. GALAȚI, com. Com. POIANA, POIANA Material: argint; turnare | Brățară filiformă realizată dintr-un aliaj de argint și cupru, cu extremitățile prelungi, una din ele are capătul aplatizat în formă de cap de șarpe, iar celălalt capăt este rupt. | Muzeul Orășenesc Tecuci, Tecuci | Cimec    |
|      | Corn de căprior                              | Datare: secolul IV p. Chr. Descoperit: jud. GALAȚI, com. CAVADINEȘTI, CAVADINEȘTI, Râpa Glodului Material: os, corn de căprior, debitaj | Corn de căprior, bază de ax, ce constituia materie primă în curs de procesare. Piesa este în stare fragmentară; lipsește un sector al rozetei, însemnând circa o șesime din circumferință, fracturat recent; țesutul spongios a fost dislocat în vechime. Debitaj prin detașarea de pe ax a sectorului bazal (rozeta, medalionul, un sector al axului) prin percuție directă/cioplire cu securea aplicată pe circumferință la distanță de circa 10 mm de rozetă și fracturare; se conservă o urmă de impact reziduală lungă de 9,30 mm. Rol funcțional: posibil eboșă, piesă nedeterminabilă tipologic; posibil deșeu. | Muzeul de Istorie, Galați       | Cimec    |
|      | Rază corn cerb                               | Datare: sfârșitul mileniului II a. Chr. Descoperit: jud. GALAȚI, com. CAVADINEȘTI, CAVADINEȘTI, Râpa Glodului Material: os, rază de corn de cerb, debitaj, fasonare | Rază de corn de cerb ce constituia materie primă. S-a păstrat fragmentar, lipsește un sector al părții meziale, fracturat recent. Debitaj prin tăiere transversală pe circumferință cu ajutorul cuțitului și fracturare la nivelul părți proximale; fasonare prin cioplire cu securea aplicată pe circa jumătate din suprafața părții distale; aspect fațetat al părții distale; la nivelul părții proximale și meziale se observă urme superficiale de tăiere transversală cu ajutorul cuțitului. Rol funcțional: probabil eboșă de mâner. | Muzeul de Istorie, Galați       | Cimec    |
|      | Vârf                                         | Datare: începutul mileniului patru a. Chr. Descoperit: jud. GALAȚI, com. FOLTEȘTI, STOICANI, Cetățuia Dimensiuni: L tot 93; EP 14,04/8,46; PM 8,70/6,50; CD 4,83/4,32; LPA cca 25 Material: os | Vârf amenajat pe semimetapod proximal de ovicaprine. Debitaj prin șănțuire axială precisă de-a lungul șantuilui de coalescență; Fasonare prin abraziune aplicată pe margini și pentru amenajarea părții active; fațetare. Fața superioară a păstrat aspectul anatomic. Aplicarea probabilă a tratamentului termic; culoare brun-deschis. Urme de utilizare: tocire, lustru la nivelul părții active; tocirea părții meziale și proximale ca urmare a prizei directe (în mână). Piesă intreagă. Stare de conservare bună. | Muzeul de Istorie, Galați       | Cimec    |
|      | Vârf                                         | Datare: începutul mileniului patru a. Chr Descoperit: jud. GALAȚI, com. FOLTEȘTI, STOICANI, Cetățuia Material: os, debitaj, percuție, fasonare | Vârf amenajat pe tibia de iepure. Debitaj prin percuție directă/cioplire și fracturare. Fasonare prin abraziune aplicată pe margini și pe fețe; fațetare. Abraziune superficială la extremitatea proximală pentru regularizarea aspectului suprafeței. Urme de utilizare: tocire, lustru intense ale părții active și ale părții proximale/meziale, datorită prizei directe. Piesă intreagă. Stare de conservare foarte bună. | Muzeul de Istorie, Galați       | Cimec    |
|      | Vârf                                         | Datare: începutul mileniului patru a. Chr. Descoperit: jud. GALAȚI, com. FOLTEȘTI, STOICANI, Cetățuia Dimensiuni: Ltot 100,50; EP 10,79/4,33; PM 18,23/8; CD 6,60/5,09; LPA cca 30. Material: os | Vârf amenajat pe ulnă probabil de porc. Fragmentar lipsește cca. jumătatea marginii ângi, fracturată recent. Debitaj prin percuție directă/cioplire și fracturare. Fasonare prin abraziune superficială aplicată la partea distală. Urme de utilizare: nu se observă. Stare de conservare mediocră; coroziune, depuneri concrețiuni, urme de ardere, deformat de foc la partea distală, fracturi recente. | Muzeul de Istorie, Galați       | Cimec    |
|      | Vârf                                         | Datare: începutul mileniului patru a. Chr. Descoperit: jud. GALAȚI, com. FOLTEȘTI, STOICANI, Cetățuia Dimensiuni: L tot 75,04; EP 4,63/4,23; PM 10,60/5,20; CD 4,45/4,23; LPA cca 40. Material: os | Vârf fasonat proximal și distal amenajat pe fragment diafizar de os lung de ierbivor. Debitaj prin percuție directă/cioplire și fracturare. Fasonare prin abraziune aplicată superficial pe margini, la extremitatea proximală și intens pentru amenajarea părții active; fațetare, Morfologia părții proximale-meziale sugerează fixarea în măner de lemn. Urme de utilizare: tocire, lustru la nivelul părții active. Piesă intreagă. Stare de conservare mediocră; sector fracturat pe fața superioară/partea distală; dat cu lac; urme de impact recente produse la descoperire. | Muzeul de Istorie, Galați       | Cimec    |
|      | Vârf                                         | Datare: începutul mileniului patru a. Chr. Descoperit: jud. GALAȚI, com. FOLTEȘTI, STOICANI, Cetățuia Dimensiuni: L108; EP 19,92/14,65; PM 10,82/7,85; CD 5,53/4,58; LPA cca 22. Material: os | Vârf amenajat pe fibulă de porc; epifiza întreagă. Debitaj prin percuție directă/despicare. Fasonare prin percuție directă/cioplire și abraziune aplicată la partea distală; fațetare. Morfologia părții proximale-meziale sugerează fixarea în mâner de lemn. Urme de utilizare: nu se observă. Piesă fragmentară. Stare de conservare mediocră; fracturarea recentă a părții distale, coroziune, exfolieri. | Muzeul de Istorie, Galați       | Cimec    |
|      | Amforă romană                                | Datare: secolele II-III p. Chr. Descoperit: jud. Tulcea, com. MAHMUDIA, MAHMUDIA Material: lut ars; modelare la roată | Din pastă bună, arsă la roșu - cărămiziu, acoperită cu o angobă gălbuie. Are corpul cilindric, gâtul scurt, buza profilată, fundul conic, ascuțit, prevăzută cu două torți mici arcuite, prinse de sub buză și pe umărul amforei. Întreaga suprafață exterioară a recipientului este ornamentată cu caneluri orizontale. | Muzeul de Istorie, Galați       | Cimec    |
|      | Amforă romană                                | Datare: secolele II-IV p. Chr. Descoperit: jud. Tulcea, com. MAHMUDIA, MAHMUDIA Material: lut ars; modelare la roată | Din pastă de bună calitate, bine arsă, de culoare gălbuie, cu firișoare de nisip în compoziție. Este de tip piriform, cu piciorul scurt și inel de susținere. Are gâtul îngust, buza profilată, cu două torți nervurate, ușor arcuite, prinse de sub buză și pe baza umărului amforei. | Muzeul de Istorie, Galați       | Cimec    |
|      | Dolia roman                                  | Datare: secolele II-III p. Chr. Descoperit: jud. Tulcea, com. MAHMUDIA, MAHMUDIA Material: lut; cărămidă pisată; ardere | Vasul este mari proporții, cu pereții groși, de formă aproape sferică, cu buza plan orizontală, profilata unghiular și mult îngroșată. Are gura larg deschisă și fundul semisferoidal, prevăzut cu o proeminență circulară, mult aplatizată. Este confecționat dintr-o pastă amestecată cu multă cărămidă pisată, bine arsă, de culoare roșie-cărămizie. Suprafața sa exterioară este îngrijit lustruită și parțial coșcovită din cauza intemperiilor. Recipientul este un pithoi pentru păstrat provizii. | Muzeul de Istorie, Galați       | Cimec    |
|      | Dolia                                        | Datare: secolele II-III p. Chr. Descoperit: jud. Tulcea, com. MAHMUDIA, MAHMUDIA Material: lut; cărămidă pisată; ardere | Vasul are pereții masivi, de formă aproape sferică, cu buza plan orizontală, profilata unghiular și mult îngroșată. Are gura larg deschisă și fundul semisferoidal, prevăzut cu o proeminență circulară, mult aplatizată. Este confecționat dintr-o pastă amestecată cu multă cărămidă pisată, bine arsă, de culoare roșie-cărămizie. Suprafața exterioară este parțial acoperită cu o crustă subțire de calcar. Pithoi pentru păstrat provizii. Recipientul este un pithoi pentru păstrat provizii. Restaurat în zona sa inferioară. | Muzeul de Istorie, Galați       | Cimec    |
|      | Oală-borcan                                  | Datare: secolul IV p. Chr. Descoperit: jud. Galați, com. JORĂȘTI, LUNCA, "Râpa cu oale"("Râpa Grozești") Material: lut ars; modelare la roată; ardere în cuptor | Borcan din pastă grosieră, lucrat cu mâna, gălbui-cărămizie, cu pereții ușor arcuiți, buza evazată, gura larg deschisă, fundul plat, profilat. Partea superioară a vasului prezintă puternice urme de afumare. | Muzeul de Istorie, Galați       | Cimec    |
|      | Oală-borcan                                  | Datare: secolul IV p. Chr. Descoperit: jud. Galați, com. JORĂȘTI, LUNCA, "Râpa cu oale"("Râpa Grozești") Material: lut ars; modelare la roată; ardere în cuptor | Borcan din pastă zgrunțuroasă, cenușie, cu pietricele și nisip în compoziție, lucrat la roată, sferoidal, cu buza evazată și profilată, gura largă, fundul plat cu marginea reliefată, canelată, ornamentat cu șase incizii orizontale, dispuse bandat pe umăr, ars secundar. | Muzeul de Istorie, Galați       | Cimec    |
|      | Strachină                                    | Datare: secolul IV p. Chr. Descoperit: jud. Galați, com. JORĂȘTI, LUNCA, "Râpa cu oale"("Râpa Grozești") Material: lut ars; modelare la roată; ardere în cuptor | Strachină lucrată la roată, din pastă fină, gris, tronconică, cu buza evazată, profilată, gura largă, umărul canelat, fundul cu ramă inelară, reconstituit. Sub buză, în două puncte, sunt perforate câte două găuri. | Muzeul de Istorie, Galați       | Cimec    |
|      | Strachină                                    | Datare: secolul IV p. Chr. Descoperit: jud. Galați, com. JORĂȘTI, LUNCA, "Râpa cu oale"("Râpa Grozești") Material: lut ars; modelare la roată; ardere în cuptor | Strachină din pastă fină, cenușie, lucrată la roată, cu buza răsfrântă, profilată, gura larg deschisă, gâtul canelat, umărul proeminent, fundul plat, ușor concav. | Muzeul de Istorie, Galați       | Cimec    |
|      | Oală-borcan                                  | Datare: secolul IV p. Chr. Descoperit: jud. Galați, com. JORĂȘTI, LUNCA, "Râpa cu oale"("Râpa Grozești") Material: lut ars; modelare la roată; ardere în cuptor | Borcan lucrat la roată, din pastă zgrunțuroasă, roșie – cărămizie, sferoidal – aplatizat, cu buza răsfrântă, profilată, gura largă, fundul mic concav, reconstituit. Prezintă urme de ardere secundară în interior și exterior. | Muzeul de Istorie, Galați       | Cimec    |
|      | Oală                                         | Datare: secolul IV p. Chr. Descoperit: jud. Galați, com. JORĂȘTI, LUNCA, "Râpa cu oale"("Râpa Grozești") Material: lut ars; modelare la roată; ardere în cuptor | Oală din pastă grosieră, gălbui-cărămizie, lucrată cu mâna, cu pereții aproape drepți, cilindrică, buza subțiată, ușor evazată, gura largă, fundul plat, cu marginea profilată, prezintă urme de afumare la partea sa superioară. | Muzeul de Istorie, Galați       | Cimec    |
|      | Oală-borcan                                  | Datare: secolul IV p. Chr. Descoperit: jud. Galați, com. JORĂȘTI, LUNCA, "Râpa cu oale"("Râpa Grozești") Material: lut ars; modelare la roată; ardere în cuptor | Borcan mic din pastă grosieră, gălbuie, lucrat cu mâna, sferoidal, cu buza evazată, ușor știrbită, gura largă, fundul plat, prezintă puternice urme de ardere secundară. | Muzeul de Istorie, Galați       | Cimec    |
|      | Strachină                                    | Datare: secolul IV p. Chr. Descoperit: jud. Galați, com. JORĂȘTI, LUNCA, "Râpa cu oale"("Râpa Grozești") Material: lut ars; modelare la roată; ardere în cuptor | Strachină din pastă fină, neagră lucioasă, lucrată la roată, bitronconică, puternic carenată, gura largă, buza profilată, fundul inelar, concav, ornamentată cu o canelură sub buză. | Muzeul de Istorie, Galați       | Cimec    |
|      | Oală-borcan                                  | Datare: secolul IV p. Chr. Descoperit: jud. Galați, com. JORĂȘTI, LUNCA, "Râpa cu oale"("Râpa Grozești") Material: lut ars; modelare la roată; ardere în cuptor | Borcan mic din pastă zgrunțuroasă, cenușie, lucrat la roată, sferoidal, cu buza evazată și îngroșată, gura largă, fundul plat, profilat marginal, ornamentat cu două incizii adânc imprimate pe umăr, prezintă puternice urme de ardere secundară. | Muzeul de Istorie, Galați       | Cimec    |
|      | Strachină                                    | Datare: secolul IV p. Chr. Descoperit: jud. Galați, com. JORĂȘTI, LUNCA, "Râpa cu oale"("Râpa Grozești") Material: lut ars; modelare la roată; ardere în cuptor | Strachină din pastă fină, gris, lucrată la roată, tronconică, cu buza ușor evazată, profilată, gâtul drept, gura largă, fundul cu ramă inelară. | Muzeul de Istorie, Galați       | Cimec    |
|      | Oală-borcan                                  | Datare: secolul IV p. Chr. Descoperit: jud. Galați, com. JORĂȘTI, LUNCA, "Râpa cu oale"("Râpa Grozești") Material: lut ars; modelare la roată; ardere în cuptor | Oală – borcan, din pastă grosieră, lucrată cu mâna, gălbui – cărămizie, cu pereții ușor arcuiți, asimetrică, buza evazată, știrbită, gura largă, fundul plat, prezintă urme de ardere secundară în interior și exterior. | Muzeul de Istorie, Galați       | Cimec    |
|      | Oală-borcan                                  | Datare: secolul IV p. Chr. Descoperit: jud. Galați, com. JORĂȘTI, LUNCA, "Râpa cu oale"("Râpa Grozești") Material: lut ars; modelare la roată; ardere în cuptor | Oală mică – borcan, din pastă grosieră, gălbuie, lucrată cu mâna, cu pereții ușor bombați, asimetrică, buza evazată, gura largă, fundul plat, profilat, prezintă urme de ardere secundară în interior și exterior. | Muzeul de Istorie, Galați       | Cimec    |
|      | Oală-borcan                                  | Datare: secolul IV p. Chr. Descoperit: jud. Galați, com. JORĂȘTI, LUNCA, "Râpa cu oale"("Râpa Grozești") Material: lut ars; modelare la roată; ardere în cuptor | Oală lucrată cu mâna, din pastă grosieră, gălbui-cărămizie, sferoidală, cu buza evazată, ușor știrbită, gura largă și fundul plat, prezintă puternice urme de ardere secundară, în interior și exterior. | Muzeul de Istorie, Galați       | Cimec    |
|      | Strachină                                    | Datare: secolul IV p. Chr. Descoperit: jud. Galați, com. JORĂȘTI, LUNCA, "Râpa cu oale"("Râpa Grozești") Material: lut ars; modelare la roată; ardere în cuptor | Strachină din pastă fină, gris, lucrată la roată, tronconică, cu gâtul drept, buza profilată, răsfrântă, gura larg deschisă, fundul plat ușor concav, ornamentată cu o nervură proeminentă pe umăr. | Muzeul de Istorie, Galați       | Cimec    |
|      | Farfurie                                     | Datare: secolul IV p. Chr. Descoperit: jud. Galați, com. JORĂȘTI, LUNCA, "Râpa cu oale"("Râpa Grozești") Material: lut ars; modelare la roată; ardere în cuptor | Farfurie mică, lucrată la roată, din pastă fină, gris-cenușie, tronconic-aplatisată, cu buza evazată, ușor profilată, în formă de “S”, gâtul canelat, gura larg deschisă și fundul mic cu ramă inelară. | Muzeul de Istorie, Galați       | Cimec    |
|      | Oală-borcan                                  | Datare: secolul IV p. Chr. Descoperit: jud. Galați, com. JORĂȘTI, LUNCA, "Râpa cu oale"("Râpa Grozești") Material: lut ars; modelare la roată; ardere în cuptor | Borcan mic din pastă grosieră, lucrat cu mâna, ars la roșu-cărămiziu, cu pereții aproape drepți, buza evazată, subțiată, gura largă și fundul plat, ornamentat cu patru proeminențe conice, aplicate pe umăr. Prezintă urme de ardere secundară. | Muzeul de Istorie, Galați       | Cimec    |
|      | Oală-borcan                                  | Datare: secolul IV p. Chr. Descoperit: jud. Galați, com. JORĂȘTI, LUNCA, "Râpa cu oale"("Râpa Grozești") Material: lut ars; modelare la roată; ardere în cuptor | Borcan – urnă de incinerație, lucrat la roată, din pastă zgrunțuroasă, cenușie, sferoidal, cu buza profilată și răsfrântă, gura largă, fundul plat, ornamentat cu două caneluri, ușor adâncite, dispuse pe umăr, reconstituit. | Muzeul de Istorie, Galați       | Cimec    |
|      | Oală-borcan                                  | Datare: secolul IV p. Chr. Descoperit: jud. Galați, com. JORĂȘTI, LUNCA, "Râpa cu oale"("Râpa Grozești") Material: lut ars; modelare la roată; ardere în cuptor | Borcan lucrat la roată, din pastă zgrunțuroasă, cenușie, sferoidal, cu buza evazată, profilată, canelată în interior, parțial știrbită, gura largă, fundul plat, ușor concav, ornamentat cu patru incizii fine, dispuse bandat pe umăr, prezintă puternice urme de ardere secundară. | Muzeul de Istorie, Galați       | Cimec    |
|      | Oală-borcan                                  | Datare: secolul IV p. Chr. Descoperit: jud. Galați, com. JORĂȘTI, LUNCA, "Râpa cu oale"("Râpa Grozești") Material: lut ars; modelare la roată; ardere în cuptor | Borcan – urnă de incinerație, din pastă grosieră, gălbui-cenușie, lucrat cu mâna, sferoidal, cu gâtul scurt, cilindric, buza dreaptă, gura larg deschisă, fundul plat, reconstituit. Prezintă ușoare urme de ardere secundară. | Muzeul de Istorie, Galați       | Cimec    |
|      | Oală-borcan                                  | Datare: secolul IV p. Chr. Descoperit: jud. Galați, com. JORĂȘTI, LUNCA, "Râpa cu oale"("Râpa Grozești") Material: lut ars; modelare la roată; ardere în cuptor | Borcan de mici proporții, din pastă grosieră, gălbui-cărămizie, lucrat cu mâna, cu pereții drepți, buza ușor evazată, gura largă, deformată, cu fundul plat. | Muzeul de Istorie, Galați       | Cimec    |
|      | Amforă                                       | Datare: secolul IV p. Chr. Descoperit: jud. Galați, com. JORĂȘTI, LUNCA, "Râpa cu oale"("Râpa Grozești") Material: lut ars; modelare la roată; ardere în cuptor | Amforă romană de tip burduf din pastă bună, roșie-cărămizie, lucrată la roată, cu gâtul scurt, cilindric, buza profilată, știrbită, gura mică, fundul terminat printr-o proeminență conică, prevăzută cu două torți mici, arcuite, canelate longitudinal, prinse de sub buză pe umăr, dintre care una lipsă, ornamentată cu caneluri ușor adâncite pe întreaga suprafață. | Muzeul de Istorie, Galați       | Cimec    |
|      | Strachină                                    | Datare: secolul IV p. Chr. Descoperit: jud. Galați, com. JORĂȘTI, LUNCA, "Râpa cu oale"("Râpa Grozești") Material: lut ars; modelare la roată; ardere în cuptor | Strachină lucrată la roată, din pastă fină, gălbuie, tronconică, cu buza răsfrântă, gura larg deschisă, umărul arcuit, ornamentată cu două incizii fine, situate sub buză, cu fundul inelar. | Muzeul de Istorie, Galați       | Cimec    |
|      | Borcan                                       | Datare: secolul IV p. Chr. Descoperit: jud. Galați, com. JORĂȘTI, LUNCA, "Râpa cu oale"("Râpa Grozești") Material: lut ars; modelare la roată; ardere în cuptor | Borcan lucrat la roată, din pastă zgrunțuroasă, cenușie, sferoidal, cu umerii proeminenți, buza evazată, gura larg deschisă, fundul plat, ornamentat sub buză cu o canelură, ușor adâncită, reconstituit. | Muzeul de Istorie, Galați       | Cimec    |
|      | Borcan                                       | Datare: secolul IV p. Chr. Descoperit: jud. Galați, com. JORĂȘTI, LUNCA, "Râpa cu oale"("Râpa Grozești") Material: lut ars; modelare la roată; ardere în cuptor | Borcan lucrat la roată, din pastă compactă de aspect cimentos, gălbuie, sferoidal, cu buza răsfrântă, profilată, gura largă, fundul plat, decorat cu ușoare incizii orizontale, dispuse pe umăr, reconstituit. Prezintă evidente urme de ardere secundară în exterior și interior, probabil, a aparținut unui mormânt de incinerație. | Muzeul de Istorie, Galați       | Cimec    |
|      | Cană                                         | Datare: secolul IV p. Chr. Descoperit: jud. Galați, com. JORĂȘTI, LUNCA, "Râpa cu oale"("Râpa Grozești") Material: lut ars; modelare la roată; ardere în cuptor | Cană din pastă fină, neagră-cenușie, lucrată la roată, bitronconică, cu gâtul înalt, tronconic, format pâlnie, gura ovalizată, fundul cu ramă inelară, prevăzută cu o toartă rectangulară în secțiune, prinsă de sub buză pe partea carenată, descriind un unghi drept. La baza gâtului este ornamentată cu o nervură, ușor reliefată, reconstituită. | Muzeul de Istorie, Galați       | Cimec    |
|      | Cană                                         | Datare: secolul IV p. Chr. Descoperit: jud. Galați, com. JORĂȘTI, LUNCA, "Râpa cu oale"("Râpa Grozești") Material: lut ars; modelare la roată; ardere în cuptor | Cană mică, lucrată la roată, din pastă fină, de culoare neagră, bitronconică, puternic carenată, cu gâtul înalt cilindric, gura mică și fundul plat, prevăzută cu o toartă lată, rectangulară în secțiune, prinsă de sub buză pe umăr, ornamentată cu o nervură ușor reliefată, aplicată la baza gâtului. Are buza știrbită și carena parțial roasă. | Muzeul de Istorie, Galați       | Cimec    |
|      | Strachină                                    | Datare: secolul IV p. Chr. Descoperit: jud. Galați, com. JORĂȘTI, LUNCA, "Râpa cu oale"("Râpa Grozești") Material: lut ars; modelare la roată; ardere în cuptor | Strachină din pastă fină, gris-cenușie, lucrată la roată, bitronconică, carenată, cu buza răsfrântă, profilată, gura largă, fundul cu ramă inelară, ușor concav, corodată în interior. | Muzeul de Istorie, Galați       | Cimec    |
|      | Farfurie                                     | Datare: secolul IV p. Chr. Descoperit: jud. Galați, com. JORĂȘTI, LUNCA, "Râpa cu oale"("Râpa Grozești") Material: lut ars; modelare la roată; ardere în cuptor | Farfurie din pastă fină, lucrată la roată, de culoare cenușie, tronconică, cu buza mult răsfrântă și profilată, gura larg deschisă, gâtul adânc canelat, fundul plat, ușor concav. În interior, sub buză, farfuria este canelată. | Muzeul de Istorie, Galați       | Cimec    |
|      | Strachină                                    | Datare: secolul IV p. Chr. Descoperit: jud. Galați, com. JORĂȘTI, LUNCA, "Râpa cu oale"("Râpa Grozești") Material: lut ars; modelare la roată; ardere în cuptor | Strachină din pastă fină, gris, lucrată la roată, tronconică, carenată, cu buza evazată, plat-orizontală, gura larg deschisă și fundul cu ramă inelară, prevăzut cu umbo. Vasul are o largă canelură sub buză. | Muzeul de Istorie, Galați       | Cimec    |
|      | Oală-borcan                                  | Datare: secolul IV p. Chr. Descoperit: jud. Galați, com. JORĂȘTI, LUNCA, "Râpa cu oale"("Râpa Grozești") Material: lut ars; modelare la roată; ardere în cuptor | Borcan – urnă de incinerație, lucrat la roată, din pastă zgrunțuroasă, de culoare gri, sferoidal, cu buza evazată, profilată, gura largă, fundul mic și plat, ornamentat cu o incizie orizontală, ușor adâncită, situată pe umăr, reconstituit. | Muzeul de Istorie, Galați       | Cimec    |
|      | Amforă burduf                                | Datare: secolul IV p. Chr. Descoperit: jud. Galați, com. JORĂȘTI, LUNCA, "Râpa cu oale"("Râpa Grozești") Material: lut ars; modelare la roată; ardere în cuptor | Amforă romană de tip burduf, din pastă bună, roșie-cărămizie, lucrată la roată, cu gâtul scurt, cilindric, buza profilată, gura mică, fundul ascuțit, tronconic, prevăzută cu două torți late, arcuite, prinse de sub buză pe umăr, ornamentată pe întreaga suprafață cu caneluri, ușor adâncite, reîntregită. | Muzeul de Istorie, Galați       | Cimec    |
|      | Borcan                                       | Datare: secolul IV p. Chr. Descoperit: jud. Galați, com. JORĂȘTI, LUNCA, "Râpa cu oale"("Râpa Grozești") Material: lut ars; modelare la roată; ardere în cuptor | Borcan din pastă zgrunțuroasă, roșie-cărămizie, lucrat la roată, sferoidal, cu buza răsfrântă, ușor profilată și corodată, gura largă, fundul plat, evazat. | Muzeul de Istorie, Galați       | Cimec    |
|      | Oală-borcan                                  | Datare: secolul IV p. Chr. Descoperit: jud. Galați, com. JORĂȘTI, LUNCA, "Râpa cu oale"("Râpa Grozești") Material: lut ars; modelare la roată; ardere în cuptor | Borcan din pastă zgrunțuroasă, gălbuie, lucrat la roată, sferoidal, cu buza dreaptă, ușor profilată, gura largă, fundul plat, evazat. | Muzeul de Istorie, Galați       | Cimec    |
|      | Pandantiv                                    | Datare: secolul IV p. Chr. Descoperit: jud. Galați, com. JORĂȘTI, LUNCA, "Râpa cu oale"("Râpa Grozești") Material: os; corn de cerb; fasonare; incizare | Pandantiv piramidal din vârf de coarne de cerb, ornamentat pe fiecare fațetă cu câte trei cercuri concentrice punctate central, adânc imprimate, prevăzute la vârf cu orificii transversale pentru introdus inel de suspendat. | Muzeul de Istorie, Galați       | Cimec    |
|      | Brățară                                      | Datare: secolul IV p. Chr. Descoperit: jud. Galați, com. JORĂȘTI, LUNCA, "Râpa cu oale"("Râpa Grozești") Dimensiuni: d int:4cm/3,3cm Material: os; corn de cerb | Brățară în formă de rozetă inelară, din corn de cerb, baza capetelor proximale, de aspect spongios. Pe una dintre suprafețe se văd două pete roșii-cărămizii, probabil, urme de rășină. | Muzeul de Istorie, Galați       | Cimec    |
|      | Mărgea                                       | Datare: secolul IV p. Chr. Descoperit: jud. Galați, com. JORĂȘTI, LUNCA, "Râpa cu oale"("Râpa Grozești") Dimensiuni: d. int 0,6 cm Material: sticlă; suflare | Mărgea globulară, din sticlă albastră, poleită argintiu, ușor irizată. | Muzeul de Istorie, Galați       | Cimec    |
|      | Mărgea                                       | Datare: secolul IV p. Chr. Descoperit: jud. Galați, com. JORĂȘTI, LUNCA, "Râpa cu oale"("Râpa Grozești") Dimensiuni: d.int 0,4 cm Material: chihlimbar | Mărgea de chihlimbar, plat-inelară, roșie-portocalie, de mărime mijlocie, ușor corodată. | Muzeul de Istorie, Galați       | Cimec    |
|      | Cataramă ovală                               | Datare: secolul IV p. Chr. Descoperit: jud. Galați, com. JORĂȘTI, LUNCA, "Râpa cu oale"("Râpa Grozești") Dimensiuni: spin L 3,4 cm Material: fier; batere la cald | Cataramă mare de fier, oxidată, cu veriga ovală, hexagonală în secțiune, spinul fațetat și vârful arcuit, petrecut peste veriga cataramei. | Muzeul de Istorie, Galați       | Cimec    |
|      | Mărgea                                       | Datare: secolul IV p. Chr. Descoperit: jud. Galați, com. JORĂȘTI, LUNCA, "Râpa cu oale"("Râpa Grozești") Material: chihlimbar | Mărgea din chihlimbar, de formă dreptunghiulară, fațetată. | Muzeul de Istorie, Galați       | Cimec    |
|      | Verigă                                       | Datare: secolul IV p. Chr. Descoperit: jud. Galați, com. JORĂȘTI, LUNCA, "Râpa cu oale"("Râpa Grozești") Material: bronz; batere la cald | Verigă inelară, de bronz, cu capetele împreunate și nesudate, trecută prin foc. | Muzeul de Istorie, Galați       | Cimec    |
|      | Fibulă                                       | Datare: secolul IV p. Chr. Descoperit: jud. Galați, com. JORĂȘTI, LUNCA, "Râpa cu oale"("Râpa Grozești") Material: bronz; turnare; batere | Fibulă de bronz, cu piciorul întors pe dedesubt, descoperită pe partea dreaptă a toracelui. Are arcul format dintr-o lamă lată, de 0,005 m, răsfrântă în dreptul piciorului, alcătuind portagrafa ce se termină printr-o sârmă înfășurată pe corpul fibulei prin două spirale. Resortul este scurt, bilateral, prevăzut cu coardă. Este ornamentată cu patru segmente profilate, dispuse lateral, câte două pe arcul și piciorul fibulei. | Muzeul de Istorie, Galați       | Cimec    |
|      | Fibulă                                       | Datare: secolul IV p. Chr. Descoperit: jud. Galați, com. JORĂȘTI, LUNCA, "Râpa cu oale"("Râpa Grozești") Material: bronz; turnare; batere | Fibulă de bronz cu piciorul întors pe dedesubt, prevăzută cu resort scurt, bilateral și coardă. Are corpul îngust și piciorul lung, cu portagrafa terminată printr-o spirală înfășurată pe picior. Lateral, pe arcul fibulei, aproape de resort se află două crestături ornamentale. | Muzeul de Istorie, Galați       | Cimec    |
|      | Fibulă                                       | Datare: secolul IV p. Chr. Descoperit: jud. Galați, com. JORĂȘTI, LUNCA, "Râpa cu oale"("Râpa Grozești") Material: bronz; turnare; batere | Fibulă de bronz cu piciorul întors pe dedesubt, cu resortul scurt, bilateral, corpul îngust, corodat marginal, piciorul lung cu portagrafa terminată printr-o spirală înfășurată pe picior, având portagrafa lipsă din vechime. | Muzeul de Istorie, Galați       | Cimec    |
|      | Cataramă ovală                               | Datare: secolul IV p. Chr. Descoperit: jud. Galați, com. JORĂȘTI, LUNCA, "Râpa cu oale"("Râpa Grozești") Material: bronz; turnare; batere | Cataramă, de bronz, ovală, inegală în grosime, circulară în secțiune, spinul prevăzut cu șa la mijloc, semicircular în secțiune și vârful arcuit pe verigă. | Muzeul de Istorie, Galați       | Cimec    |
|      | Cuțitaș                                      | Datare: secolul IV p. Chr. Descoperit: jud. Galați, com. JORĂȘTI, LUNCA, "Râpa cu oale"("Râpa Grozești") Material: bronz; batere la cald | Cuțitaș de bronz, cu peduncul la mâner, lama și muchia curbate la vârf, oxidat, bine conservat. | Muzeul de Istorie, Galați       | Cimec    |
|      | Cataramă                                     | Datare: secolul IV p. Chr. Descoperit: jud. Galați, com. JORĂȘTI, LUNCA, "Râpa cu oale"("Râpa Grozești") Material: bronz; batere la cald | Cataramă de bronz cu veriga oval circulară, inegală în grosime, subțire în locul de prindere al spinului și mult îngroșată unde se sprijină spinul pe verigă. Spinul lipsă din vechime. | Muzeul de Istorie, Galați       | Cimec    |
|      | Cataramă ovală                               | Datare: secolul IV p. Chr. Descoperit: jud. Galați, com. JORĂȘTI, LUNCA, "Râpa cu oale"("Râpa Grozești") Dimensiuni: spin 2,2 cm Material: bronz; batere la cald | Cataramă, de formă oval-circulară, de bronz, în secțiune circulară, inegală în grosime, subțire la locul de prindere al spinului de verigă și groasă în rest, spinul cu prag înălțat la bază, fațetat lateral și vârful mult arcuit pe veriga cataramei. | Muzeul de Istorie, Galați       | Cimec    |
|      | Cuțitaș                                      | Datare: secolul IV p. Chr. Descoperit: jud. Galați, com. JORĂȘTI, LUNCA, "Râpa cu oale"("Râpa Grozești") Material: bronz; batere la cald | Cuțitaș de toaletă din bronz, cu muchia și lama curbate la vârf, cu pedunculul la mâner lipsă din vechime. | Muzeul de Istorie, Galați       | Cimec    |
|      | Fibulă                                       | Datare: secolul IV p. Chr. Descoperit: jud. Galați, com. JORĂȘTI, LUNCA, "Râpa cu oale"("Râpa Grozești") Material: bronz; batere la cald | Fibulă de bronz, de tipul cu piciorul întors pe dedesubt, cu resort scurt, bilateral și coardă, cu portagrafa terminată printr-o sârmă înfășurată de două ori pe corpul fibulei, ornamentată cu patru segmente profilate marginal, câte două pe arcul și piciorul fibulei. | Muzeul de Istorie, Galați       | Cimec    |
|      | Cataramă                                     | Datare: secolul IV p. Chr. Descoperit: jud. Galați, com. JORĂȘTI, LUNCA, "Râpa cu oale"("Râpa Grozești") Dimensiuni: spin 2,6 cm Material: bronz; batere la cald | Cataramă de bronz, de formă circulară, inegală în grosime, circulară în secțiune, subțire în locul de prindere al spinului și groasă unde se sprijină vârful spinului, patinată, de culoare verzuie. Spinul este prevăzut cu prag înalt la bază, semicircular în secțiune, cu vârful arcuit pe veriga cataramei. | Muzeul de Istorie, Galați       | Cimec    |
|      | Cataramă                                     | Datare: secolul IV p. Chr. Descoperit: jud. Galați, com. JORĂȘTI, LUNCA, "Râpa cu oale"("Râpa Grozești") Material: bronz; batere la cald | Cataramă mică de bronz, cu veriga ovală, circulară în secțiune, prevăzută cu plăcuță dublă de curea, rectangulară, prinsă în două nituri. Spinul lipsă din vechime. | Muzeul de Istorie, Galați       | Cimec    |
|      | Cataramă                                     | Datare: secolul IV p. Chr. Descoperit: jud. Galați, com. JORĂȘTI, LUNCA, "Râpa cu oale"("Râpa Grozești") Material: bronz; batere la cald | Cataramă de bronz cu veriga aproape circulară, inegală în grosime, subțire la locul de prindere al spinului și mult îngroșată unde se sprijină spinul pe veriga cataramei, circulară în secțiune. Spinul lipsește din vechime. | Muzeul de Istorie, Galați       | Cimec    |
|      | Fibulă                                       | Datare: secolul IV p. Chr. Descoperit: jud. Galați, com. JORĂȘTI, LUNCA, "Râpa cu oale"("Râpa Grozești") Material: bronz; batere la cald | Fibulă de bronz, cu piciorul întors pe dedesubt, cu resortul scurt bilateral și coardă, cu portagrafa lipsă din vechime. Este ornamentată cu patru segmente profilate marginal, câte două pe arcul și piciorul fibulei. | Muzeul de Istorie, Galați       | Cimec    |
|      | Cataramă                                     | Datare: secolul IV p. Chr. Descoperit: jud. Galați, com. JORĂȘTI, LUNCA, "Râpa cu oale"("Râpa Grozești") Dimensiuni: spin 2,2 cm Material: bronz; batere la cald | Cataramă de bronz cu veriga ovală, inegală în grosime, circulară în secțiune, și spinul prevăzut la bază cu prag înalt, fațetat longitudinal, cu vârful arcuit pe veriga cataramei. | Muzeul de Istorie, Galați       | Cimec    |
|      | Cataramă                                     | Datare: secolul IV p. Chr. Descoperit: jud. Galați, com. JORĂȘTI, LUNCA, "Râpa cu oale"("Râpa Grozești") Dimensiuni: spin 2cm/0,2cm Material: bronz; batere la cald | Cataramă de bronz, cu veriga ovală, circulară în secțiune, are spinul prevăzut cu prag la bază, șa la mijloc, fațetat lateral și vârful arcuit pe veriga cataramei. | Muzeul de Istorie, Galați       | Cimec    |
|      | Cuțitaș                                      | Datare: secolul IV p. Chr. Descoperit: jud. Galați, com. JORĂȘTI, LUNCA, "Râpa cu oale"("Râpa Grozești") Material: bronz; batere la cald | Cuțitaș de toaletă, de bronz, cu peduncul la mâner, muchia și lama ușor curbată la vârf, bine conservat. | Muzeul de Istorie, Galați       | Cimec    |
|      | Cataramă                                     | Datare: secolul IV p. Chr. Descoperit: jud. Galați, com. JORĂȘTI, LUNCA, "Râpa cu oale"("Râpa Grozești") Material: bronz; batere la cald | Cataramă de bronz, cu veriga circulară, inegală în grosime, circulară în secțiune, subțire la locul de prindere al spinului și mult îngroșată unde se sprijină spinul. Din spin se păstrează numai dispozitivul de prindere. | Muzeul de Istorie, Galați       | Cimec    |
|      | Fibulă                                       | Datare: secolul IV p. Chr. Descoperit: jud. Galați, com. JORĂȘTI, LUNCA, "Râpa cu oale"("Râpa Grozești") Material: bronz; batere la cald | Fibulă de bronz, cu piciorul întors pe dedesubt, resortul scurt, bilateral și coardă, corpul îngust, piciorul lung și portagrafa terminată prin trei spirale înfășurate pe picior. | Muzeul de Istorie, Galați       | Cimec    |
|      | Fibulă                                       | Datare: secolul IV p. Chr. Descoperit: jud. Galați, com. JORĂȘTI, LUNCA, "Râpa cu oale"("Râpa Grozești") Material: bronz; batere la cald | Fibulă de bronz, de tipul cu piciorul întors pe dedesubt, resortul scurt, bilateral, corpul îngust și piciorul lung, cu portagrafa terminată printr-o spirală înfășurată pe picior, având portagrafa lipsă din vechime. | Muzeul de Istorie, Galați       | Cimec    |
|      | Cataramă                                     | Datare: secolul IV p. Chr. Descoperit: jud. Galați, com. JORĂȘTI, LUNCA, "Râpa cu oale"("Râpa Grozești") Dimensiuni: spin 1,5cm/0,7cm; placuța 1,7cm/1,4cm Material: bronz; batere la cald | Cataramă de bronz, cu veriga ovală, inegală în grosime, circulară în secțiune, cu plăcuță dublă pentru curea, rectangulară, prinsă în două nituri, având spinul cu prag la bază, și la mijloc vârful arcuit, semicircular în secțiune. | Muzeul de Istorie, Galați       | Cimec    |
|      | Cataramă                                     | Datare: secolul IV p. Chr. Descoperit: jud. Galați, com. JORĂȘTI, LUNCA, "Râpa cu oale"("Râpa Grozești") Dimensiuni: spin 1,6cm/0,4cm; plăcuța 1,4cm/1,3cm Material: bronz; batere la cald | Cataramă de bronz cu veriga ovală, inegală în grosime, circulară în secțiune, cu plăcuță dublă pentru curea, rectangulară, prinsă în două nituri. Are spinul prevăzut cu un mic prag la bază și vârful arcuit pe veriga cataramei. | Muzeul de Istorie, Galați       | Cimec    |
|      | Cuțit                                        | Datare: secolul IV p. Chr. Descoperit: jud. Galați, com. JORĂȘTI, LUNCA, "Râpa cu oale"("Râpa Grozești") Material: fier; batere la cald | Cuțit de fier cu muchia și lama ușor curbate la vârf, cu peduncul la mâner, vârful ușor știrbit, puternic oxidat. | Muzeul de Istorie, Galați       | Cimec    |
|      | Cuțit                                        | Datare: secolul IV p. Chr. Descoperit: jud. Galați, com. JORĂȘTI, LUNCA, "Râpa cu oale"("Râpa Grozești") Material: fier; batere la cald | Cuțit de fier cu lama și muchia arcuite la vârf, cu peduncul la mâner, oxidat, relativ bine conservat. | Muzeul de Istorie, Galați       | Cimec    |
|      | Cuțit                                        | Datare: secolul IV p. Chr. Descoperit: jud. Galați, com. JORĂȘTI, LUNCA, "Râpa cu oale"("Râpa Grozești") Material: fier; batere la cald | Cuțit de fier cu muchia și lama curbate la vârf, cu peduncul la mâner, vârful rupt, oxidat puternic. | Muzeul de Istorie, Galați       | Cimec    |
|      | Verigă                                       | Datare: secolul IV p. Chr. Descoperit: jud. Galați, com. JORĂȘTI, LUNCA, "Râpa cu oale"("Râpa Grozești") Material: bronz; batere la cald | Verigă – pandantiv din sârmă de bronz, cu capetele torsionate, petrecute parte peste parte, răsucite o dată și înfășurate de două ori la ambele capete. | Muzeul de Istorie, Galați       | Cimec    |
|      | Cataramă                                     | Datare: secolul IV p. Chr. Descoperit: jud. Galați, com. JORĂȘTI, LUNCA, "Râpa cu oale"("Râpa Grozești") Material: bronz; batere la cald | Cataramă de bronz cu veriga ovală, inegală în grosime, circulară în secțiune, subțire în locul de prindere al spinului și groasă unde se sprijină vârful spinului pe verigă, cu spinul lipsă. | Muzeul de Istorie, Galați       | Cimec    |
|      | Cataramă                                     | Datare: secolul IV p. Chr. Descoperit: jud. Galați, com. JORĂȘTI, LUNCA, "Râpa cu oale"("Râpa Grozești") Dimensiuni: spin 1,4cm/0,4cm; plăcuța 1cm/0,8cm Material: argint; batere la cald | Cataramă de argint, cu veriga mult ovalizată, circulară în secțiune, spinul arcuit la vârf, semicircular în secțiune. Catarama este ușor deformată din cauza unei arderi secundare puternice. | Muzeul de Istorie, Galați       | Cimec    |
|      | Cataramă                                     | Datare: secolul IV p. Chr. Descoperit: jud. Galați, com. JORĂȘTI, LUNCA, "Râpa cu oale"("Râpa Grozești") Dimensiuni: spin 1,9cm/0,4cm Material: fier; batere la cald | Cataramă de fier cu veriga ovală, circulară în secțiune. Are vârful spinului arcuit pe veriga cataramei. | Muzeul de Istorie, Galați       | Cimec    |
|      | Colier                                       | Datare: secolul IV p. Chr. Descoperit: jud. Galați, com. JORĂȘTI, LUNCA, "Râpa cu oale"("Râpa Grozești") Material: sticlă; chihlimbar; suflare; șlefuire | Optsprezece mărgele de mici dimensiuni: 14 de sticlă albastră, discoidale, irizate; una tubulară, ornamentată cu ochi alb-gălbui; trei de chihlimbar, inelare, portocalii-roșcate. | Muzeul de Istorie, Galați       | Cimec    |
|      | Fibulă                                       | Datare: secolul IV p. Chr. Descoperit: jud. Galați, com. JORĂȘTI, LUNCA, "Râpa cu oale"("Râpa Grozești") Dimensiuni: 0,4 cm Material: fier; batere la cald | Fibulă de bronz, cu piciorul întors pe dedesubt, corpul îngust, resortul bilateral, scurt și coardă. Are piciorul lung și portagrafa terminată prin trei spirale înfășurate pe picior. Resortul împreună cu acul sunt desprinse de corpul fibulei. | Muzeul de Istorie, Galați       | Cimec    |
|      | Colier                                       | Datare: secolul IV p. Chr. Descoperit: jud. Galați, com. JORĂȘTI, LUNCA, "Râpa cu oale"("Râpa Grozești") Material: sticlă; os; suflare | Treizeci și șapte de mărgele de mici dimensiuni, diferite ca forme și materiale; 36 sunt de sticlă albastru ultramarin. Dintre acestea: 34 discoidale, una poliedrică, una globulară, verde și ultima din pastă alb-gălbuie. | Muzeul de Istorie, Galați       | Cimec    |
|      | Pandantiv                                    | Datare: secolul IV p. Chr. Descoperit: jud. Galați, com. JORĂȘTI, LUNCA, "Râpa cu oale"("Râpa Grozești") Material: chihlimbar | Pandantiv de chihlimbar, de formă discoidală, plat-circulară, cu gaură centrală, de culoare roșie-portocalie, parțial știrbit marginal din vechime. | Muzeul de Istorie, Galați       | Cimec    |
|      | Pandantiv                                    | Datare: secolul IV p. Chr. Descoperit: jud. Galați, com. JORĂȘTI, LUNCA, "Râpa cu oale"("Râpa Grozești") Material: scoică; perforat | Pandantiv din specia cypraea (Cypraea moneta), cu o parte din el distrus din vechime. | Muzeul de Istorie, Galați       | Cimec    |
|      | Pandantiv                                    | Datare: secolul IV p. Chr. Descoperit: jud. Galați, com. JORĂȘTI, LUNCA, "Râpa cu oale"("Râpa Grozești") Dimensiuni: veriga 1,6cm/0,9cm Material: scoică; perforat | Pandantiv din specia cypraea (Cypraea moneta) prevăzut cu o verigă de bronz pentru a fi atârnat, parțial deteriorat din vechime. | Muzeul de Istorie, Galați       | Cimec    |
|      | Pandantiv                                    | Datare: secolul IV p. Chr. Descoperit: jud. Galați, com. JORĂȘTI, LUNCA, "Râpa cu oale"("Râpa Grozești") Material: scoică; perforat | Pandantiv din specia cypraea (Cypraea moneta) bine conservat, prevăzut la unul din capete cu un orificiu pentru a fi atârnat. | Muzeul de Istorie, Galați       | Cimec    |
|      | Pieptene                                     | Datare: secolul IV p. Chr. Descoperit: jud. Galați, com. JORĂȘTI, LUNCA, "Râpa cu oale"("Râpa Grozești") Material: os; fasonare; șlefuire; nituire | Pieptene de os, cu mânerul arcuit și aripioare laterale, alcătuit din patru segmenți cu dinți și două plăcuțe laterale, prinse în șapte nituri de bronz, puternic degradat. | Muzeul de Istorie, Galați       | Cimec    |
|      | Pieptene                                     | Datare: secolul IV p. Chr. Descoperit: jud. Galați, com. JORĂȘTI, LUNCA, "Râpa cu oale"("Râpa Grozești") Material: os; fasonare; șlefuire; nituire | Pieptene de os cu mânerul semicircular, înalt, alcătuit din șase segmenți cu dinți și două plăcuțe laterale, prinse în 34 nituri de bronz. Majoritatea dinților lipsă din vechime, prezintă pete verzui din cauza oxidării niturilor. | Muzeul de Istorie, Galați       | Cimec    |
|      | Pieptene                                     | Datare: secolul IV p. Chr. Descoperit: jud. Galați, com. JORĂȘTI, LUNCA, "Râpa cu oale"("Râpa Grozești") Material: os; fasonare; șlefuire; nituire | Pieptene de os cu mânerul semicircular, format din șase segmenți cu dinți și două plăcuțe laterale, prinse în nouă nituri de bronz. Baza mânerului este ornamentată cu două benzi orizontale, alcătuite din câte două incizii paralele, delimitând în mod armonios rândul de nituri. Banda superioară este prevăzută la mijloc cu o canelură adâncă ce se termină la extremități cu alveole semicirculare în profilul pieptenului, delimitându-se cu precizie perimetrul mânerului. În dreptul niturilor sunt vizibile pete verzi circulare. Cea mai mare parte dintre dinții pieptenului se păstrează în stare fragmentară. | Muzeul de Istorie, Galați       | Cimec    |
|      | Pieptene                                     | Datare: secolul IV p. Chr. Descoperit: jud. Galați, com. JORĂȘTI, LUNCA, "Râpa cu oale"("Râpa Grozești") Material: os; fasonare; șlefuire; nituire | Pieptene de os, cu mânerul semicircular, înalt și aripi laterale drepte, format din cinci segmenți cu dinți și două plăcuțe laterale, prinse în zece nituri de bronz. Ambele plăcuțe puternic fisurate și dinții lipsă. Mânerul prezintă pete verzi de oxidare în dreptul niturilor. Baza mânerului este ornamentată cu două benzi a câte două caneluri fine, orizontale, dispuse lateral față de șirul de nituri care prind segmenții pieptenului. | Muzeul de Istorie, Galați       | Cimec    |
|      | Fibulă                                       | Datare: secolul IV p. Chr. Descoperit: jud. Galați, com. JORĂȘTI, LUNCA, "Râpa cu oale"("Râpa Grozești") Dimensiuni: L ac: 3,6cm; L resort: 3,7cm Material: fier; batere la cald | Fibulă de bronz, ușor deformată, profilată longitudinal, cu resortul lung, bilateral. Are piciorul scurt și port-agrafa înaltă, trapezoidală, zimțată marginal. Ambele extremități ale fibulei sunt prevăzute cu proeminențe butonate, de aspect ornamental. | Muzeul de Istorie, Galați       | Cimec    |
|      | Fibulă                                       | Datare: secolul IV p. Chr. Descoperit: jud. Galați, com. JORĂȘTI, LUNCA, "Râpa cu oale"("Râpa Grozești") Material: bronz; ciocănire la cald | Fibulă de bronz, cu piciorul întors pe dedesubt, cu resortul lung, bilateral și coardă, portagrafa terminată cu două spirale înfășurate pe picior. Corpul fibulei este decorat cu patru crestături, dispuse două câte două la extremitățile arcului și piciorul cu trei grupe de câte trei linii incizat în zigzag, pe picior. | Muzeul de Istorie, Galați       | Cimec    |
|      | Amforă burduf                                | Datare: secolul IV p. Chr. Descoperit: jud. Galați, com. JORĂȘTI, LUNCA, "Râpa cu oale"("Râpa Grozești") Material: lut ars; modelare la roată; ardere în cuptor | Amforă romană de tip burduf, din pastă bună, roșie-cărămizie, lucrată la roată, cu gâtul scurt, cilindric, buza profilată, gura mică, fundul terminat printr-o proeminență conică prevăzută cu două torți late, arcuite, de mici dimensiuni, prinse de sub buză pe umăr, ornamentată cu caneluri ușor adâncite pe întreaga suprafață, reconstituită. | Muzeul de Istorie, Galați       | Cimec    |
|      | Vârf                                         | Datare: începutul mileniului patru a. Chr. Descoperit: jud. GALAȚI, com. FOLTEȘTI, STOICANI, Cetățuia Dimensiuni: L tot 116,16/100,16; EP 15,69/10,28; PM 7,21/4,24; CD 3,20/2,87; LPA cca 70. Material: os | Vârf amenajat pe semimetapod distal de ovicaprine; epifiza întreagă. Debitaj prin percuție directă/despicare, apoi șăntuire axială aplicată pe ambele laturi, cu urme clare păstrate pe marginea dreaptă/partea proximală și fața inferioară/partea proximală. Fasonarea feței inferioare (inclusiv partea proximală), a marginilor și a părții distale prin abraziune; partea activă lungă; fațetare. Pe marginea stăngă a părții proximale se păstrează urme clare de percuție directă cu o unealtă litică ascuțită, produse probabil la curățare înainte de procesare. Urme de tratament termic. Urme de utilizare: tocire, lustru la parte activă. Piesă fragmentară. Stare de conservare bună a suprafețelor; fracturarea recentă a extremității proximale. | Muzeul de Istorie, Galați       | Cimec    |
|      | Pieptene os                                  | Datare: secolul IV p. Chr. Descoperit: jud. GALAȚI, com. NEGRILEȘTI, NEGRILEȘTI Material: os, debitaj, fasonare, abraziune | Pieptene de os cu mânerul semicircular, cu dinți și două plăcuțe laterale, prinse în opt nituri de bronz. Baza mânerului este ornamentată cu două benzi orizontale, alcătuite din câte două incizii paralele, delimitând rândul de nituri. În dreptul niturilor sunt vizibile pete verzi circulare. Cea mai mare parte dintre dinții pieptenului se păstrează în stare fragmentară. | Muzeul de Istorie, Galați       | Cimec    |
|      | Vârf                                         | Datare: începutul mileniului patru a. Chr. Descoperit: jud. GALAȚI, com. FOLTEȘTI, STOICANI, Cetățuia Dimensiuni: L tot 77,70/75,70; EP 21,17/15,14; PM 13,55/9; CD 7,37/6,03; LPA cca 18/16. Material: os | Vârf amenajat pe semimetapod proximal de vită. Debitaj prin percuție directă/despicare și șănțuire axială bilaterală. Fasonare prin abraziune aplicată pe margini și pe fețe; fațetare. Morfologia părții active, scurtă, arată fracturarea și reamenajarea prin abraziune. Pe fața superioară se păstrează urme clare de percuție directă/cioplire dinspre extremitatea distală spre extremitatea proximală, realizată cu o unealtă litică ascuțită, produse probabil la curățare înainte de procesare. Urme de utilizare: tocire, lustru, fracturarea părții active (reamenajată). Piesă fragmentară. Stare de conservare bună a suprafețelor; fracturarea în vechime a unor sectoare ale extremității distale; fisură axială de deshidratare. | Muzeul de Istorie, Galați       | Cimec    |
|      | Vârf                                         | Datare: începutul mileniului patru a. Chr. Descoperit: jud. GALAȚI, com. FOLTEȘTI, STOICANI, Cetățuia Dimensiuni: L tot 113,5/112; EP 22,75/13,57; PM 16,93/10,84; CD 6,50/5,95; LPA cca 45. Material: os | Vârf amenajat pe semimetapod proximal de vită. Debitaj prin percuție directă/despicare și șăntuire axială bilaterală; se păstrează urme clare la partea proximală/marginea dreaptă/fața superioară și marginea dreaptă/fața inferioară. Fasonare prin raclaj axial, aplicat pe margini și fețe; fațetare. Fața superioară este parțial anatomică, iar extremitatea proximală are margini fasonate prin abraziune, iar suprafața articulară și marginile sunt tocite datorită prizei directe (în mănă). După o perioadă de utilizare, care a generat tocirea și lustrul părții active, s-a intervenit prin tăiere transversală cioplire și abraziune la partea distală/fața inferioară/marginea stângă, probabil pentra a elimina aderența rezidurilor care se acumulează prin utilizarea ca perforator pentru piele. Urme de utilizare: tocire, lustru la nivelul părții active, a părții proximale și a marginilor, prin contactul cu materia prelucrată (probabil piele) și datorită prizei directe. Piesă fragmentară. Stare de conservare mediocră; fracturarea în vechime a extremității distale; corodare a suprafețelor. | Muzeul de Istorie, Galați       | Cimec    |
|      | Vârf                                         | Datare: începutul mileniului patru a. Chr. Descoperit: jud. GALAȚI, com. FOLTEȘTI, STOICANI, Cetățuia Dimensiuni: L tot 128/126; EP 18,79/15,08; PM 10,93/8,90; CD 6,42/3,37; LPA cca 40. Material: os | Vârf amenajat pe tibia distală neepifizată de ovicaprine. Debitaj prin percuție directă/despicare și fracturare. Fasonare a părții active prin abraziune aplicată pe margini și pe fețe; fațetare. Urme de utilizare: tocire, lustru intens la părțile active și ale părții proximale/meziale, datorită prizei directe. Piesă fragmentară. Stare de conservare foarte bună a suprafețelor; fracturarea din vechime a extremității distale. | Muzeul de Istorie, Galați       | Cimec    |
|      | Castron                                      | Datare: 4600-3700 a.Chr. Descoperit: jud. Galați, com. BRĂHĂȘEȘTI, TOFLEA Material: lut, modelat cu mâna; ardere oxidantă; pictură | Pastă semifină de culoare roșietică, cu cioburi pisate în compoziție; buza este dreaptă iar umărul ușor reliefat. Decorul este realizat din incizii și caneluri. Pictura este bicromă. Buza este decorată cu un șir de buline albe, executate pe fond roșu. Între buză și zona diametrului maxim se poate observa o bandă lată, roșie, delimitată de buline albe, mici dispuse în șir, marcând primul registru decorativ. Alte două registre decorative se pot observa în zona diametrului maxim: primul, format din patru caneluri, pictate cu roșu, iar al doilea registru format din spirale stilizate și cercuri incizate pictate cu alb și roșu. Partea inferioară a vasului nu a fost decorată. În urma restaurării a fost integrat cromatic. | Muzeul Orășenesc Tecuci, Tecuci | Cimec    |
|      | Vas bitronconic                              | Datare: 4600-3700 a.Chr. Descoperit: jud. Galați, com. BRĂHĂȘEȘTI, TOFLEA Material: lut, modelat cu mâna; ardere oxidantă | Pastă semifină de culoare cărămizie, cu pietricele și cioburi pisate în compoziție, buza ușor răsfrântă în interior, gât scund. În zona diametrului maxim vasul are o apucătoare perforată vertical, încadrată în volutele unei spirale incizate. Acest decor incizat este delimitat de două caneluri dispuse circular. Pe suprafața vasului se pot observa ușoare urme de angobă roșie. | Muzeul Orășenesc Tecuci, Tecuci | Cimec    |
|      | Castron                                      | Datare: 4600-3700 a.Chr. Descoperit: jud. Galați, com. BRĂHĂȘEȘTI, TOFLEA Material: lut, modelat cu mâna; ardere oxidantă; pictură | Pastă semifină de culoare cărămizie, cu pietricele și cioburi pisate în compoziție; sub buză, două apucători perforate orizontal. În interior, castronul a fost pictat cu forme spiralice ale căror volute sunt dispuse spre partea superioară a vasului, unde se pot observa urme de ardere. | Muzeul Orășenesc Tecuci, Tecuci | Cimec    |
|      | Amforă                                       | Datare: 4600-3700 a.Chr. Descoperit: jud. Galați, com. BRĂHĂȘEȘTI, TOFLEA Material: lut, modelat cu mâna; ardere oxidantă | Pastă semifină de culoare cărămiziu-deschisă, cu pietricele și cioburi pisate în compoziție. Partea superioară lipsește. La bază, amfora este ușor evazată; în zona diametrului maxim, un registru decorativ incizat sub formă de spirală orizontală, executată neregulat, încadrată de două linii incizate dispuse circular; pe suprafața vasului, urme de angobă roșie. | Muzeul Orășenesc Tecuci, Tecuci | Cimec    |
|      | Vas globular                                 | Datare: 4600-3700 a.Chr. Descoperit: jud. Galați, com. BRĂHĂȘEȘTI, TOFLEA Material: lut, modelat cu mâna; ardere oxidantă; pictură | Pastă semifină, de culoare cărămizie, cu pietricele și cioburi pisate în compoziție. Forma vasului este globulară, cu gât înalt, la baza lui un prag, sub care au fost executate două apucători pline; pe toată suprafața vasului urme de angobă roșie închisă. | Muzeul Orășenesc Tecuci, Tecuci | Cimec    |
|      | Vas globular                                 | Datare: 4600-3700 a.Chr. Descoperit: jud. Galați, com. BRĂHĂȘEȘTI, TOFLEA Material: lut, modelat cu mâna; ardere oxidantă; pictură | Pastă semifină de culoare cărămizie, cu cioburi pisate în compoziție; corp globular, gât înalt; în zona diametrului maxim, două apucători străpunse vertical. Suprafața vasului este acoperită cu un înveliș de barbotină, peste care s-au tras cu degetul urme asemănătoare canelurilor; pe zona gâtului, ușoare urme de pictură roșie. | Muzeul Orășenesc Tecuci, Tecuci | Cimec    |
|      | Farfurie                                     | Datare: 4600-3700 î.Chr. Descoperit: jud. Galați, com. BRĂHĂȘEȘTI, TOFLEA Material: lut modelat cu mâna, ardere oxidantă; pictură | Lut lucrat cu mâna, bine frământat, cu nisip și pietricele în compoziție, de culoare cărămizie, fiind supus unei arderi oxidante. Pe marginea farfuriei se pot observa două perforații. Decorul este executat atât pe interior cât și pe exteriorul farfuriei. Pe interior se poate observa mai bine decorul sub formă de spirală care pare a se desfășura din interior spre marginea farfuriei. Banda acestei spirale este lată, de culoare roșie, fiind încadrată de două linii negre. | Muzeul Orășenesc Tecuci, Tecuci | Cimec    |
|      | Cupă                                         | Datare: 4600-3700 î.Chr. Descoperit: jud. Galați, com. BRĂHĂȘEȘTI, TOFLEA Material: lut modelat cu mâna, ardere oxidantă | Pastă semifină, de natură nisipoasă, cu pietricele în compoziție, de culoare roșiatică; pe curbura vasului se află o apucătoare perforată orizontal. | Muzeul Orășenesc Tecuci, Tecuci | Cimec    |
|      | Cupă                                         | Datare: 4600-3700 î.Chr. Descoperit: jud. Galați, com. BRĂHĂȘEȘTI, TOFLEA Material: lut modelat cu mâna; ardere oxidantă; pictură | Pastă semifină cu cioburi pisate în compoziție și pietricele, de culoare roșiatică; buza este dreaptă, corpul ușor bombat, gâtul înalt. Pe suprafața vasului se pot observa urme de pictură tricromă aplicată pe un fond roșu. Decorul constă în bucle spiralice pictate cu negru încadrate cu linii albe. | Muzeul Orășenesc Tecuci, Tecuci | Cimec    |
|      | Capac                                        | Datare: 4600-3700 î.Chr. Descoperit: jud. Galați, com. BRĂHĂȘEȘTI, TOFLEA Material: lut modelat cu mâna; ardere oxidantă; pictură | Pastă semifină cu pietriș în compoziție, culoare cărămizie; prezintă urme de pictură meandrică pe corp. Are un buton de prindere. Pe interior se observă urme de arsură. | Muzeul Orășenesc Tecuci, Tecuci | Cimec    |
|      | Pintaderă                                    | Datare: 4600-3700 î.Chr. Descoperit: jud. Galați, com. BRĂHĂȘEȘTI, TOFLEA Material: lut modelat cu mâna | Obiect de formă circulară, pastă semifină, culoare gălbuie cu cioburi pisate, mică și nisip în compoziție. Pe una din fețe se pot observa cinci rânduri de incizii care se unesc într-un punct, împărțite în patru sferturi. | Muzeul Orășenesc Tecuci, Tecuci | Cimec    |
|      | Pintaderă                                    | Datare: 4600-3700 î.Chr. Descoperit: jud. Galați, com. BRĂHĂȘEȘTI, TOFLEA Material: lut modelat cu mâna | Pintaderă modelată din pastă semifină, de culoare gălbui - cenușie, cu cioburi pisate în compoziție, arsă secundar. Mânerul, rotunjit în partea superioară, prezintă o perforație. Ca decor, pe una din fețe, are 15 striații. | Muzeul Orășenesc Tecuci, Tecuci | Cimec    |
|      | Pintaderă                                    | Datare: 4600-3700 î.Chr. Descoperit: jud. Galați, com. BRĂHĂȘEȘTI, TOFLEA Material: lut modelat cu mâna | Pastilă din lut ars, pastă semifină, culoare cărămizie, prezintă o ardere secundară. Pe suprafața ei, ca decor este reprezentată o spirală incizată, înfășurată. Posibil să fi fost pictată cu roșu. | Muzeul Orășenesc Tecuci, Tecuci | Cimec    |
|      | Solniță                                      | Datare: 4600-3700 î.Chr. Descoperit: jud. Galați, com. BRĂHĂȘEȘTI, TOFLEA Material: lut modelat cu mâna | Obiect de formă dreptunghiulară, modelat dintr-o pastă semifină de culoare gălbui roșiatică cu nisip și cioburi pisate în compoziție. Una din laturile lungi este rotunjită pe zona centrală. La ambele capete prezintă perforații de diferite dimensiuni ușor asimetrice. | Muzeul Orășenesc Tecuci, Tecuci | Cimec    |
|      | Vas                                          | Datare: 4600-3700 î.Chr. Descoperit: jud. Galați, com. BRĂHĂȘEȘTI, TOFLEA Material: lut modelat cu mâna | Pastă semifină, ușor poroasă, de culoare cărămizie cu pietricele în compoziție. Forma vasului este piriformă, gâtul scurt, cilindric, sub acesta observându-se un prag sub formă de canelură. Buza vasului este ușor trasă în interior. Pe zona diametrului maxim sunt două apucători perforate vertical. În aceeași zonă apar și două alveole adâncite. Datorită faptului ca vasul nu urma a fi pictat, nu a mai fost scufundat în zeamă de lut, ceea ce îi dă un aspect poros pastei. | Muzeul Orășenesc Tecuci, Tecuci | Cimec    |
|      | Suport de vas                                | Datare: 4600-3700 î.Chr. Descoperit: jud. Galați, com. BRĂHĂȘEȘTI, TOFLEA Material: lut modelat cu mâna, ardere oxidantă; pictură | Pastă semifină, bine frământată, cu cioburi pisate în compoziție, de culoare roșiatică - gălbuie. Corpul suportului este înalt, având atât baza cât și buza evazate. Decorul sub formă de spirale înfășurate a fost pictat pe un fond de culoare albă. Spațiul dintre spirale a fost umplut cu linii subțiri roșii. | Muzeul Orășenesc Tecuci, Tecuci | Cimec    |
|      | Vas piriform                                 | Datare: 4600-3700 î.Chr. Descoperit: jud. Galați, com. BRĂHĂȘEȘTI, TOFLEA Material: lut modelat cu mâna, ardere oxidantă | Pastă semifină, bine frământată, cu nisip și pietricele în compoziție, de culoare cărămizie închisă. Corpul vasului este ușor rotunjit, gâtul înalt, de formă cilindrică, delimitat cu un parg. Pe diametrul maxim prezintă două apucători perforate vertical. | Muzeul Orășenesc Tecuci, Tecuci | Cimec    |
|      | Vas piriform                                 | Datare: 4600-3700 î.Chr. Descoperit: jud. Galați, com. BRĂHĂȘEȘTI, TOFLEA Material: lut modelat cu mâna, ardere oxidantă | Pastă semifină, bine frământată, cu nisip și pietricele în compoziție, de culoare cărămizie închisă. Gâtul este înalt, de formă cilindrică prevăzut la bază cu un prag. Deasupra diametrului maxim prezintă două apucători din care doar una se mai poate observa; aceasta este perforată pe verticală. | Muzeul Orășenesc Tecuci, Tecuci | Cimec    |
|      | Tipsie                                       | Datare: 4600-3700 a.Chr. Descoperit: jud. Galați, com. GHIDIGENI, Terasa superioara a Barladului Dimensiuni: Df: 100 mm Material: lemn fosilizat | Tipsie din lemn fosilizat. Prezintă evidente urme de prelucrare, probabil prin strunjire. Este foarte probabil ca forma pe care o are piesa să se datoreze unei astfel de prelucrări. | Muzeul Orășenesc Tecuci, Tecuci | Cimec    |
|      | Măciucă                                      | Datare: 4600-3700 a.Chr. Descoperit: jud. Galați, com. GHIDIGENI, Terasa superioara a Barladului Material: Radiolarit | Rocă sedimentară, de origine organică, de culoare cenușie-gălbuie; prezintă urme de utilizare; suprafața exterioară are aspect neregulat datorită solidificării cochiliilor de radiolari; formă globulară; prezintă o perforație cilindrică necesară prinderii unui eventual mâner din lemn (utilizare ca ciocan). | Muzeul Orășenesc Tecuci, Tecuci | Cimec    |
|      | Capac                                        | Datare: 4600-3700 a. Chr Descoperit: jud. Galați, com. GHIDIGENI, terasa superioară a Bârladului Material: lemn fosilizat | Capac fragmentar (5 fragmente), din lemn fosilizat. Buza capacului este prelucrată prin strunjire și este rotunjită. | Muzeul Orășenesc Tecuci, Tecuci | Cimec    |
|      | Vârf                                         | Datare: începutul mileniului patru a. Chr. Descoperit: jud. GALAȚI, com. FOLTEȘTI, STOICANI, Cetățuia Dimensiuni: L tot 100/98; EP 19,31/20,19; PM 13,68/11,66; CD 6,30/3,94; LPA cca 34/32. Material: os | Vârf amenajat pe metapod proximal de ovicaprine. Debitaj prin percuție directă/despicare și fracturare. Fasonare prin abraziune aplicată pe margini și pe fețe; fațetare. Urme de utilizare: tocire, lustru intense ale părții active și ale părții proximale/meziale, datorită prizei directe. Piesă fragmentară. Stare de conservare mediocră; fisuri, depuneri concrețiuni, exfolieri; fracturarea extremității distale din vechime. | Muzeul de Istorie, Galați       | Cimec    |
|      | Vârf                                         | Datare: începutul mileniului patru a. Chr. Descoperit: jud. GALAȚI, com. FOLTEȘTI, STOICANI, Cetățuia Dimensiuni: L tot 75,22; EP 14,35/10,17; PM 7,92/7,61; CD 5,45/2,96; LPA 20,75. Material: os | Vârf amenajat pe tibia de iepure. Debitaj prin percuție directă/cioplire și fracturare. Fasonare prin abraziune aplicată pe margini și pe fețe; fațetare. Abraziune superficială la extremitatea proximală pentru regularizarea aspectului suprafeței. Urme de utilizare: tocire, lustru intense ale părții active și ale părții proximale/meziale, datorită prizei directe. Piesă intreagă. Stare de conservare foarte bună. | Muzeul de Istorie, Galați       | Cimec    |
|      | Vârf                                         | Datare: începutul mileniului patru a. Chr. Descoperit: jud. GALAȚI, com. FOLTEȘTI, STOICANI, Cetățuia Dimensiuni: L tot 98,39/87,09; EP 14,82/12,93; PM 14,05/11,05; CD 9,46/4,98; LPA cca 18 Material: os | Vârf amenajat pe tibia de ovicaprine; epifiza nu se păstrează. Urme ale tratamentului termic sau ardere accidentală. Debitaj prin percuție directă/cioplire și fracturare. Fasonare prin abraziune aplicată pe margini și pe fețe; fațetare. Urme de utilizare: tocire, lustru intense ale părții active și ale părții proximale/meziale, datorită prizei directe. Piesă intreagă. Stare de conservare mediocră; fisuri, exfolieri, coroziune extinsă, fracturarea recentă a extremității distale. | Muzeul de Istorie, Galați       | Cimec    |
|      | Oenochoe                                     | Datare: sec. IV a.Chr Descoperit: jud. Galați, com. BARBOȘI Material: lut ars; pictură; modelare | Vas miniatural cu toartă supraînălțată având fundul plat cu ramă inelară. Realizat din argilă gălbui deschisă vasul este acoperit cu un firnis slab și dungi brun roșcate, orizontale, rău conservate, cu reflecții metalice. | Muzeul de Istorie, Galați       | Cimec    |
|      | Unguentariu                                  | Datare: sec.IV a.Chr Descoperit: jud. Galați, GALAȚI, Tirighina-Barboși Material: lut ars; pictat | Amforetă întreagă, ușor știrbită la buză și talpa piciorului. Argilă roșie-cărămizie, compactă, bine arsă. Amforetă are corpul ovoidal, cu pereții subțiri, gâtul scurt, cilindric, buză teșită și piciorul cu talpa ușor concavă, evazată. întreaga suprafață exterioară acoperită cu angobă măslinie lucioasă. Pe gât și pe umăr este decorată cu trei benzi orizontale de culoare galbenă, mărginite de dungi roșii, parțial corodate. | Muzeul de Istorie, Galați       | Cimec    |
|      | Skyphos                                      | Datare: sec. VI î. Hr. Școală: Corint Descoperit: jud. Galați, GALAȚI, Tirighina-Barboși Dimensiuni: I:70;DG:100;DB:149 Material: lut ars; pictat | Argilă fină alb-gălbuie. Toarte orizontale. Suport inelar. Acoperit cu firnis cafeniu închis-măsliniu, lucios, în interior și exterior, în cea mai mare parte corodat. Zona inferioară rezervată, de aspect bandat, decorată cu hașuri și linii verticale gălbui - verzui, mărginite la partea superioară cu un cerc orizontal roșu. Rama suportului acoperită cu culoare gălbui-verzuie. Fundul vasului este ornamentat cu două cercuri concentrice, de grosimi diferite, de aceeași culoare. în mijlocul cercului mic se află un punct pictat ce indică centrul. Sub toarte două cercuri orizontale,subțiri, distanțate, roșii. | Muzeul de Istorie, Galați       | Cimec    |
|      | Unguentariu                                  | Datare: sec.IV - III a.Chr Descoperit: jud. Galați, GALAȚI, Tirighina-Barboși Material: lut ars | Piesă întreagă, cu marginea buzei ușor știrbită. Argilă alb-gălbuie, cu evidente dungi orizontale de la roata olarului. Amforetă are corpul ovoidal și pereții groși, gâtul relativ scurt, cilindric, buza îngroșată, inelară și piciorul cilindric cu talpa plată, evazată. Pe buză, gât și umăr este decorată cu nouă benzi orizontale, de culoare galben-portocalie, puternic corodată. | Muzeul de Istorie, Galați       | Cimec    |
|      | Lekythos                                     | Datare: sec. IV a.Chr Descoperit: jud. Galați, GALAȚI Material: lut ars, pictură | Buza spartă parțial și toarta lipsă. Din pastă alb-gălbuie. Gura format pâlnie. Gâtul și corpul vasului acoperite cu firnis cafeniu-roșcat, lucios, puternic corodat pe umeri. Partea inferioară și fundul fără firnis. Un cerc în relief delimitează gâtul de umărul vasului. Fundul prevăzut cu ramă inelară, este incizat cu trei cercuri concentrice. Corpul vasului de forma unei rodii este compartimentat în felii longitudinale. Suprafața exterioară prezintă pete negre de la ardere. | Muzeul de Istorie, Galați       | Cimec    |
|      | Ulcior                                       | Datare: secolul IV p. Chr. Descoperit: jud. Galați, com. JORĂȘTI, LUNCA, "Râpa cu oale"("Râpa Grozești") Material: lut ars; modelare la roată; ardere în cuptor | Ulcior lucrat la roată, din pastă zgrunțuroasă, cenușie, sferoidal, cu gâtul scurt, cilindric, buza profilată, gura mică, fundul ușor concav, prevăzut cu o singură toartă lată, canelată longitudinal, prinsă de sub buză pe umărul vasului, reconstituit. Gâtul este ornamentat cu un brâu proeminent ce se unifică în dreptul torții. Prezintă urme de ardere secundară. | Muzeul de Istorie, Galați       | Cimec    |
|      | Oală-borcan                                  | Datare: secolul IV p. Chr. Descoperit: jud. Galați, com. JORĂȘTI, LUNCA, "Râpa cu oale"("Râpa Grozești") Material: lut ars; modelare la roată; ardere în cuptor | Borcan din pastă zgrunțuroasă gălbui-cenușie, lucrat la roată, sferoidal, cu buza evazată, profilată, gura largă și fundul cu ramă inelară, ornamentat cu o canelură adânc incizată pe umăr. Prezintă puternice urme de ardere secundară în interior și exterior. | Muzeul de Istorie, Galați       | Cimec    |
|      | Vas amforoidal                               | Datare: secolul IV p. Chr Descoperit: jud. Galați, com. JORĂȘTI, LUNCA, "Râpa cu oale"("Râpa Grozești") Dimensiuni: D. gât - 14,5 cm Material: lut ars; modelare la roată; ardere în cuptor | Vas de tip amforă, lucrat la roată, din pastă fină, cenușie, bitronconic, cu gâtul înalt, cilindric, buza plat orizontală, în profil de forma literei “T”, gura larg deschisă, fundul ușor concav, prevăzut cu două toarte late, bicanelate longitudinal, prinse de sub buză pe partea carenată a vasului, reconstituit. Gâtul amforei mărginit de două nervuri proeminente este ornamentat cu un registru de brăduți în majoritate corodați. | Muzeul de Istorie, Galați       | Cimec    |
|      | Strachină                                    | Datare: secolul IV p. Chr. Descoperit: jud. Galați, com. JORĂȘTI, LUNCA, "Râpa cu oale"("Râpa Grozești") Material: lut ars; modelare la roată; ardere în cuptor | Strachină lucrată la roată, din pastă fină, gris, bitronconică, puternic carenată, cu buza profilată, gura larg deschisă și fundul cu ramă inelară. | Muzeul de Istorie, Galați       | Cimec    |
|      | Oală-borcan                                  | Datare: secolul IV p. Chr. Descoperit: jud. Galați, com. JORĂȘTI, LUNCA, "Râpa cu oale"("Râpa Grozești") Material: lut ars; modelare la roată; ardere în cuptor | Borcan lucrat la roată, din pastă zgrunțuroasă, cenușie, sferoidal, aplatizat, cu gâtul scurt, cilindric, buza ușor răsfrântă, fundul plat, reconstituit. Pe umăr se află o incizie fină. Prezintă puternice urme de ardere secundară. | Muzeul de Istorie, Galați       | Cimec    |
|      | Oală-borcan                                  | Datare: secolul IV p. Chr. Descoperit: jud. Galați, com. JORĂȘTI, LUNCA, "Râpa cu oale"("Râpa Grozești") Material: lut ars; modelare la roată; ardere în cuptor | Borcan lucrat la roată, din pastă de aspect cimentos, cu firișoare de nisip în compoziție, de culoare gris, sferoidal, cu buza profilată, ușor răsfrântă în afară, gura largă, fundul mic, concav. | Muzeul de Istorie, Galați       | Cimec    |
|      | Castron                                      | Datare: secolul IV p. Chr. Descoperit: jud. Galați, com. JORĂȘTI, LUNCA, "Râpa cu oale"("Râpa Grozești") Material: lut ars; modelare la roată; ardere în cuptor | Castronaș lucrat la roată, din pastă de aspect cimentos, zgrunțuroasă, cenușie, de formă semisferoidală, cu buza adusă în interior, gura larg deschisă, fundul plat, profilat în exterior, prezintă puternice urme de ardere secundară în interior și exterior. Este ornamentat cu trei incizii fine dispuse sub buză. | Muzeul de Istorie, Galați       | Cimec    |
|      | Oală-borcan                                  | Datare: secolul IV p. Chr. Descoperit: jud. Galați, com. JORĂȘTI, LUNCA, "Râpa cu oale"("Râpa Grozești") Material: lut ars; modelare la roată; ardere în cuptor | Borcan lucrat la roată, din pastă de aspect cimentos, zgrunțuroasă, cenușie-negricioasă, sferoidal, buza profilată, răsfrântă, gura largă, fundul plat, reliefat, reconstituit, cu puternice urme de ardere secundară în interior și exterior. | Muzeul de Istorie, Galați       | Cimec    |
|      | Cupă                                         | Datare: secolul IV p. Chr. Descoperit: jud. Galați, com. JORĂȘTI, LUNCA, "Râpa cu oale"("Râpa Grozești") Material: lut ars; modelare la roată; ardere în cuptor | Cupă din pastă fină, cenușie, lucrată la roată, bitronconică, cu buza profilată, gura largă, fundul cu rama inelară, ornamentată cu o nervură ușor proeminentă, situată pe umăr, prezintă urme de ardere secundară. | Muzeul de Istorie, Galați       | Cimec    |
|      | Strachină                                    | Datare: secolul IV p. Chr. Descoperit: jud. Galați, com. JORĂȘTI, LUNCA, "Râpa cu oale"("Râpa Grozești") Material: lut ars; modelare la roată; ardere în cuptor | Strachină din pastă fină, gris-cenușie, lucrată la roată, ușor ovalizată, bitronconică, carenată, cu buza profilată, gura largă și fundul mic inelar, ornamentată cu o nervură proeminentă, dispusă pe umăr. | Muzeul de Istorie, Galați       | Cimec    |
|      | Cană                                         | Datare: secolul IV p. Chr. Descoperit: jud. Galați, com. JORĂȘTI, LUNCA, "Râpa cu oale"("Râpa Grozești") Material: lut ars; modelare la roată; ardere în cuptor | Cană din pastă fină, cenușie, ușor corodată, lucrată la roată, bitronconică, cu gâtul înalt, cilindric, fundul inelar cu umbo, prevăzută cu o singură toartă, cilindrică în secțiune, prinsă de sub buză pe umăr. | Muzeul de Istorie, Galați       | Cimec    |
|      | Castron                                      | Datare: secolul IV p. Chr. Descoperit: jud. Galați, com. JORĂȘTI, LUNCA, "Râpa cu oale"("Râpa Grozești") Dimensiuni: D. g. interior - 15, 5 cm Material: lut ars; modelare la roată; ardere în cuptor | Castron lucrat la roată, din pastă fină, gris, tronconic, cu buza pla-orizontală, în profil de forma literei “T”, gura larg deschisă, fundul cu rama inelară, prevăzut cu trei torți late, trase din buză, prinse pe umăr. | Muzeul de Istorie, Galați       | Cimec    |
|      | Oală-borcan                                  | Datare: secolul IV p. Chr. Descoperit: jud. Galați, com. JORĂȘTI, LUNCA, "Râpa cu oale"("Râpa Grozești") Material: lut ars; modelare la roată; ardere în cuptor | Borcan din pastă de aspect cimentos, grunțuroasă, cenușie, lucrat la roată, sferoidal, cu buza răsfrântă, gura largă, fundul concav, ornamentat cu patru caneluri, dispuse bombat pe umăr. | Muzeul de Istorie, Galați       | Cimec    |
|      | Oală-borcan                                  | Datare: secolul IV p. Chr. Descoperit: jud. Galați, com. JORĂȘTI, LUNCA, "Râpa cu oale"("Râpa Grozești") Material: lut ars; modelare la roată; ardere în cuptor | Borcan din pastă de aspect cimentos, zgrunțuros, de culoare cenușie, cu pietricele și nisip în compoziție, lucrat la roată, sferoidal, cu gura largă, buza răsfrântă, profilată, fundul plat, reconstituit. Prezintă urme de ardere secundară. | Muzeul de Istorie, Galați       | Cimec    |
|      | Oală-borcan                                  | Datare: secolul IV p. Chr. Descoperit: jud. Galați, com. JORĂȘTI, LUNCA, "Râpa cu oale"("Râpa Grozești") Material: lut ars; modelare la roată; ardere în cuptor | Borcan din pastă zgrunțuroasă, cenușie, lucrat la roată, sferoidal-tronconic, cu buza evazată, profilată, gura largă, fundul plat, cu talpă, ornamentat cu trei caneluri fine, dispuse bandat pe umăr, reconstituit, prezintă urme de ardere secundară. | Muzeul de Istorie, Galați       | Cimec    |
|      | Castron                                      | Datare: secolul IV p. Chr Descoperit: jud. Galați, com. JORĂȘTI, LUNCA, "Râpa cu oale"("Râpa Grozești") Material: lut ars; modelare la roată; ardere în cuptor | Castron mare din pastă fină, gris-cenușie, lucrat la roată, bitronconic, cu buza plat-orizontală, în profil de forma literei “T”, gura larg deschisă, gâtul scurt cilindric, fundul cu ramă inelară, ornamentat cu o canelură pe umăr, reconstituit. | Muzeul de Istorie, Galați       | Cimec    |
|      | Oală-borcan                                  | Datare: secolul IV p. Chr. Descoperit: jud. Galați, com. JORĂȘTI, LUNCA, "Râpa cu oale"("Râpa Grozești") Material: lut ars; modelare la roată; ardere în cuptor | Borcan din pastă zgrunțuroasă, cenușie, lucrat la roată, sferoidal, cu buza răsfrântă, plan-orizontală, gura larg deschisă, fundul mic, concav, ornamentat bandat cu șase incizii fine pe umăr, reconstituit. | Muzeul de Istorie, Galați       | Cimec    |
|      | Castron                                      | Datare: secolul IV p. Chr. Descoperit: jud. Galați, com. JORĂȘTI, LUNCA, "Râpa cu oale"("Râpa Grozești") Material: lut ars; modelare la roată; ardere în cuptor | Castron din pastă fină, gris-cenușie, lucrată la roată, bitronconică, cu buza evazată, profilată, gura larg deschisă, fundul inelar, puțin reliefat. | Muzeul de Istorie, Galați       | Cimec    |
|      | Castron                                      | Datare: secolul IV p. Chr Descoperit: jud. Galați, com. JORĂȘTI, LUNCA, "Râpa cu oale"("Râpa Grozești") Material: lut ars; modelare la roată; ardere în cuptor | Castron din pastă fină, gris, lustruită, lucrat la roată, tronconic – sferoidal, cu buza profilată, ușor răsfrântă, gura largă, fundul cu ramă inelară, ornamentat cu o nervură proeminentă, dispusă pe umăr, reconstituit. | Muzeul de Istorie, Galați       | Cimec    |
|      | Cupă                                         | Datare: secolul IV p. Chr. Descoperit: jud. Galați, com. JORĂȘTI, LUNCA, "Râpa cu oale"("Râpa Grozești") Material: lut ars; modelare la roată; ardere în cuptor | Cupă din pastă fină, cenușie, lucrată la roată, bitronconică, cu gâtul înalt, vertical, buza profilată, fundul inelar, concav, cu umbo, ornamentată cu o singură incizie fină, dispusă sub carena vasului. | Muzeul de Istorie, Galați       | Cimec    |
|      | Strachină                                    | Datare: secolul IV p. Chr. Descoperit: jud. Galați, com. JORĂȘTI, LUNCA, "Râpa cu oale"("Râpa Grozești") Material: lut ars; modelare la roată; ardere în cuptor | Strachină lucrată la roată, din pastă fină, gris, tronconică, cu buza evazată, plat-orizontală, în formă de “S”, gura larg deschisă, gâtul canelat și fundul cu ramă inelară. | Muzeul de Istorie, Galați       | Cimec    |
|      | Strachină                                    | Datare: secolul IV p. Chr Descoperit: jud. Galați, com. JORĂȘTI, LUNCA, "Râpa cu oale"("Râpa Grozești") Material: lut ars; modelare la roată; ardere în cuptor | Strachină din pastă fină, gris, lucrată la roată, tronconică, puternic carenată, cu buza răsfrântă, profilată în formă de “S”, gâtul canelat, gura larg deschisă și fundul cu ramă inelară. | Muzeul de Istorie, Galați       | Cimec    |
|      | Castron                                      | Datare: secolul IV p. Chr. Descoperit: jud. Galați, com. JORĂȘTI, LUNCA, "Râpa cu oale"("Râpa Grozești") Material: lut ars; modelare la roată; ardere în cuptor | Castron lucrat la roată, din pastă fină, gris, tronconic, cu buza profilată, gâtul înalt, cilindric și fundul cu ramă inelară, ornamentat cu o canelură ușor adâncită, dispusă sub buză. | Muzeul de Istorie, Galați       | Cimec    |
|      | Strachină                                    | Datare: secolul IV p. Chr. Descoperit: jud. Galați, com. JORĂȘTI, LUNCA, "Râpa cu oale"("Râpa Grozești") Material: lut ars; modelare la roată; ardere în cuptor | Strachină lucrată la roată, din pastă fină, gris, bitronconică, carenată, cu buza profilată, gura larg deschisă și fundul cu ramă inelară. | Muzeul de Istorie, Galați       | Cimec    |
|      | Oală                                         | Datare: secolul IV p. Chr. Descoperit: jud. Galați, com. JORĂȘTI, LUNCA, "Râpa cu oale"("Râpa Grozești") Material: lut ars; modelare la mână; ardere în cuptor | Oală mică din pastă grosieră, lucrată rudimentar cu mâna, cu pereții ușor arcuiți, buza evazată, subțiată, gura largă și fundul plat. Este ornamentată cu un brâu alveolar sub buză. Prezintă urme de ardere secundară pe partea superioară. | Muzeul de Istorie, Galați       | Cimec    |
|      | Castron                                      | Datare: secolul IV p. Chr. Descoperit: jud. Galați, com. JORĂȘTI, LUNCA, "Râpa cu oale"("Râpa Grozești") Material: lut ars; modelare la roată; ardere în cuptor | Castron mare din pastă fină, gris, lucrat la roată, bitronconic, puternic carenat, cu buza răsfrântă, profilată, gura larg deschisă, gâtul canelat și fundul cu ramă inelară. Umărul vasului este ornamentat cu o bandă în rețea, realizată prin presare. | Muzeul de Istorie, Galați       | Cimec    |
|      | Pahar                                        | Datare: secolul IV p. Chr Descoperit: jud. Galați, com. JORĂȘTI, LUNCA, "Râpa cu oale"("Râpa Grozești") Material: lut ars; modelare la roată; ardere în cuptor | Pahar lucrat la roată, din pastă fină, gris, tronconic, buza ușor profilată, gura larg deschisă, fundul inelar, ornamentat cu o nervură proeminentă, situată pe umăr. | Muzeul de Istorie, Galați       | Cimec    |
|      | Cupă                                         | Datare: secolul IV p. Chr. Descoperit: jud. Galați, com. JORĂȘTI, LUNCA, "Râpa cu oale"("Râpa Grozești") Material: lut ars; modelare la roată; ardere în cuptor | Cupă din pastă, gris-gălbuie, lucrată la roată, bitronconică, cu buza evazată, profilată, gura largă, fundul cu ramă inelară, prezintă urme de ardere secundară în interior și exterior. | Muzeul de Istorie, Galați       | Cimec    |
|      | Skyphos                                      | Datare: sec. VI a. Chr. Școală: Corint Descoperit: jud. Galați, GALAȚI, necunoscut Material: lut ars; pictat | Vas întreg având toarte orizontale și suport inelar. Argilă fină alb-gălbuie. Acoperit cu firnis roșu și pete brune în interior și exterior, corodat în cea mai mare parte. Partea superioară a vasului, zona dintre torți, este decorată cu linii verticale, brune, în grupe de câte patru glife, distanțate în mod egal, câte trei grupe de o parte și de alta a toartelor. Registrul median de decor „subgeometric" reprezintă câini ce aleargă spre dreapta. Fundul este ornamentat cu un cerc roșu, prevăzut cu un punct central. | Muzeul de Istorie, Galați       | Cimec    |
|      | Lekythos                                     | Datare: sec. V a.Chr. Descoperit: jud. Galați, GALAȚI, BARBOȘI Material: lut ars; lucrat la roată; pictat | Vas ceramic de tip Lekythos cu gâtul lipit, gura în formă de pâlnie, buza evazată, plat-orizontală, corpul cilindric, piciorul concav, pictat pe muchii cu două dungi brun-închise. Lucrat la roată din pastă gălbui-cărămizie. Interiorul gurii, exteriorul toartei, zona inferioară a corpului acoperite cu Firnis roșu. Ca decor prezintă figuri negre cu retușe roșii-brune pe fundul gălbui cărămiziu al vasului. Pe umăr un rând de puncte și altul de bastonașe dispuse radiar. În regiunea superioară a corpului o bandă din două rânduri de puncte încadrate pe dungi duble alcătuind un chenar. Sub aceasta, un personaj feminin, înveșmântată cu un chiton ținând în mână o nuia lungă. În stânga cailor, dionysos, într-un chiton lung, înconjurat de iederă, ține în dreapta un rhyton. Un alt personaj feminin stă în fața lui dionysos. În fața cailor, personaj feminin așezat pe un okladias-scaun. | Muzeul de Istorie, Galați       | Cimec    |
|      | Cană                                         | Datare: secolul IV p. Chr. Descoperit: jud. Galați, com. JORĂȘTI, LUNCA, "Râpa cu oale"("Râpa Grozești") Material: lut ars; modelare la roată; ardere în cuptor | Cană din pastă, cu firișoare de nisip în compoziție, de culoare gris, lucrată la roată, bitronconică, cu gâtul înalt, cilindric, canelat la partea sa superioară, buza răsfrântă, profilată, știrbită, gura mică, fundul inelar, prevăzută cu o toartă rectangulară în secțiune, prinsă sub buză și pe umărul carenat. Este ornamentată cu o incizie fină, dispusă la baza gâtului | Muzeul de Istorie, Galați       | Cimec    |
|      | Oală-castron                                 | Datare: secolul IV p. Chr. Descoperit: jud. Galați, com. JORĂȘTI, LUNCA, "Râpa cu oale"("Râpa Grozești") Material: lut ars; modelare la roată; ardere în cuptor | Oală-castron din pastă bună, gris, lucrat la roată, sferoidal, cu buza plat-orizontală, subțiată, gura largă, fundul cu ramă inelară, prevăzut cu umbo, reconstituit. | Muzeul de Istorie, Galați       | Cimec    |
|      | Cană                                         | Datare: secolul IV p. Chr. Descoperit: jud. Galați, com. JORĂȘTI, LUNCA, "Râpa cu oale"("Râpa Grozești") Material: lut ars; modelare la roată; ardere în cuptor | Cană din pastă fină, gris, lucrată la roată, sferoidală, cu gâtul înalt, tronconic, buza profilată, ușor știrbită, gura mică, fundul cu ramă inelară, prevăzută cu o toartă lată, canelată longitudinal, prinsă de sub buză pe umărul vasului, ornamentată cu o nervură fină, aplicată pe gât. | Muzeul de Istorie, Galați       | Cimec    |
|      | Oală-borcan                                  | Datare: secolul IV p. Chr. Descoperit: jud. Galați, com. JORĂȘTI, LUNCA, "Râpa cu oale"("Râpa Grozești") Material: lut ars; modelare la roată; ardere în cuptor | Borcan – urnă de incinerație, din pastă bună, roșie – cărămizie, lucrat la roată, sferoidal, cu buza răsfrântă, profilată, gâtul canelat, gura larg deschisă și fundul plat, reconstituit. Prezintă puternice urme de ardere secundară în interior și exterior. | Muzeul de Istorie, Galați       | Cimec    |
|      | Lekythos                                     | Datare: sec. Va. Chr. Descoperit: jud. Galați, GALAȚI, BARBOȘI Material: lut ars; lucrat la roată; pictat | Vas ceramic de tip lekythos, cu buza, gâtul și piciorul lipite. Gura este în formă de pâlnie, buza evazată, plat orizontală, corpul cilindric, piciorul concav, pictat cu negru pe muchia inferioară. Este lucrat la roată din pastă cărămizie. Interiorul gurii, exteriorul gâtului, al toartei și regiunea inferioară a corpului acoperite cu firnis negru, restul cu firnis portocaliu, în mare parte corodat. Ca decor prezintă figuri negre pe fondul portocaliu al vasului, rău păstrat. Pe umăr un rând de puncte și altul de bastonașe, brun rășcate, dispuse radiar. Un chenar din trei rânduri de puncte alternând cu patru dungi orizontale, ornamentează partea superioară a corpului. Sub chenar, personaj feminin, probabil zeiță, cu chiton drapat ținând în mână un băț lung. În stânga cailor, dionysos în chiton lung, înconjurat de iederă, ține în mâna stângă un rhyton. Un alt personaj feminin frumos înveșmântat stă în fața lui dionysos. Înaintea cailor un alt personaj feminin, așezată pe un okladias-scaun. | Muzeul de Istorie, Galați       | Cimec    |
|      | Lekythos-aryballiskos                        | Datare: sec. IV a.Chr. Descoperit: jud. Galați, GALAȚI, BARBOȘI Material: lut ars; firnis; negru; roșu | Vas ceramic modelat la roată dintr-o pastă fină roz-gălbuie. Are gura în formă de pâlnie. Piciorul cu ramă inelară. Jumătate din suprafața exterioară acoperită cu firnis negru-măsliniu, lucios, jumătate cu firnis roșu și pete măslinii. | Muzeul de Istorie, Galați       | Cimec    |
|      | Borcan                                       | Datare: secolul IV p. Chr. Descoperit: jud. Galați, com. JORĂȘTI, LUNCA, "Râpa cu oale"("Râpa Grozești") Material: lut ars; modelare la roată; ardere în cuptor | Borcan sferoidal, folosit drept urnă de incinerație, reîntregit, cu buza răsfrântă, gura largă, fundul plat și pereții subțiri, friabili. Este lucrat la roată, din pastă de aspect cimentos, zgrunțuroasă, gălbui-cărămizie, ornamentat pe umăr cu șase incizii orizontale. Prezintă puternice urme de ardere secundară pe întreaga suprafață exterioară, precum și în interiorul vasului. | Muzeul de Istorie, Galați       | Cimec    |
|      | Lekythos-aryballiskos                        | Datare: sec. IV a.Chr Descoperit: jud. Galați, GALAȚI, necunoscut Material: lut ars; pictat; firnis negru | Vas întreg realizat dintr-o argilă fină roz-gălbuie. Gura în formă de pâlnie. Piciorul cu ramă inelară. Firnis negru măsliniu, lucios, în cea mai mare parte corodat. Corpul decorat cu benzi orizontale, rezervate. Fundul concav, rezervat. | Muzeul de Istorie, Galați       | Cimec    |
|      | Oală-borcan                                  | Datare: secolul IV p. Chr. Descoperit: jud. Galați, com. JORĂȘTI, LUNCA, "Râpa cu oale"("Râpa Grozești") Material: lut ars; modelare la roată; ardere în cuptor | Borcan din pastă zgrunțuroasă, cenușie, lucrat la roată, sferoidal, cu buza evazată, profilată, știrbită, gura larg deschisă, fundul plat, ornamentat cu patru caneluri dispuse bandat pe umăr. | Muzeul de Istorie, Galați       | Cimec    |
|      | Strachină                                    | Datare: secolul IV p. Chr. Descoperit: jud. Galați, com. JORĂȘTI, LUNCA, "Râpa cu oale"("Râpa Grozești") Material: lut ars; modelare la roată; ardere în cuptor | Strachină lucrată la roată, din pastă fină, cenușie, bitronconică, carenată, cu buza profilată, gura larg deschisă și fundul cu ramă inelară, reconstituită. | Muzeul de Istorie, Galați       | Cimec    |
|      | Oală-borcan                                  | Datare: secolul IV p. Chr. Descoperit: jud. Galați, com. JORĂȘTI, LUNCA, "Râpa cu oale"("Râpa Grozești") Material: lut ars; modelare la roată; ardere în cuptor | Borcan-castron, din pastă fină, gris, lucrat la roată, bitronconic-sferoidal, cu buza evazată și subțiată, gura largă, fundul inelar, prevăzut cu o canelură fină, dispusă deasupra ramei, ars secundar, reconstitut. | Muzeul de Istorie, Galați       | Cimec    |
|      | Oală-borcan                                  | Datare: secolul IV p. Chr. Descoperit: jud. Galați, com. JORĂȘTI, LUNCA, "Râpa cu oale"("Râpa Grozești") Material: lut ars; modelare la roată; ardere în cuptor | Borcan lucrat la roată, din pastă zgrunțuroasă, gălbui-cărămizie, sferoidal, cu buza evazată, profilată, gura largă, fundul plat, reconstituit, ornamentat cu trei incizii fine. Prezintă urme de ardere secundară. | Muzeul de Istorie, Galați       | Cimec    |
|      | Strachină                                    | Datare: secolul IV p. Chr. Descoperit: jud. Galați, com. JORĂȘTI, LUNCA, "Râpa cu oale"("Râpa Grozești") Material: lut ars; modelare la roată; ardere în cuptor | Strachină din pastă fină, cenușie-deschisă, lucrată artistic la roată, bitronconică, cu buza profilată, gura larg deschisă, gâtul canelat, ornamentată cu două nervuri ușor reliefate, fundul mic, cu ramă inelară. | Muzeul de Istorie, Galați       | Cimec    |
|      | Oală-borcan                                  | Datare: secolul IV p. Chr. Descoperit: jud. Galați, com. JORĂȘTI, LUNCA, "Râpa cu oale"("Râpa Grozești") Material: lut ars; modelare la roată; ardere în cuptor | Borcan lucrat la roată, din pastă zgrunțuroasă, cărămizie, sferoidal, cu buza evazată, profilată, gura largă și fundul mic și plat. Prezintă puternice urme de ardere secundară, reconstituit. | Muzeul de Istorie, Galați       | Cimec    |
|      | Strachină                                    | Datare: secolul IV p. Chr. Descoperit: jud. Galați, com. JORĂȘTI, LUNCA, "Râpa cu oale"("Râpa Grozești") Material: lut ars; modelare la roată; ardere în cuptor | Strachină lucrată la roată, din pastă fină, tronconică, carenată, cu buza profilată, gura largă, gâtul canelat, fundul cu ramă inelară, reconstituită. | Muzeul de Istorie, Galați       | Cimec    |
|      | Castron                                      | Datare: secolul IV p. Chr. Descoperit: jud. Galați, com. JORĂȘTI, LUNCA, "Râpa cu oale"("Râpa Grozești") Material: lut ars; modelare la roată; ardere în cuptor | Castron din pastă fină, gris-cenușie, lucrat la roată, bitronconic, buza profilată, gura largă, fundul inelar, reconstituit. Este canelat sub buză. Umărul parțial corodat. | Muzeul de Istorie, Galați       | Cimec    |
|      | Vârf                                         | Datare: începutul mileniului patru a. Chr. Descoperit: jud. GALAȚI, com. FOLTEȘTI, STOICANI, Cetățuia Dimensiuni: L tot 69,18; EP 22,42/7,87; PM 13,76/14,58; CD 6,40/4,22; LPA 19,65 Material: os | Vârf amenajat pe ulna de ovicaprine neepifizată. Debitaj prin percuție directă/cioplire și fracturare. Fasonare prin abraziune aplicată pe margini și pe fețe; fațetare. Urme de utilizare: tocire, lustru ale părții active. Piesă intreagă. Stare de conservare mediocră; coroziune, depuneri concrețiuni. | Muzeul de Istorie, Galați       | Cimec    |
|      | Vârf                                         | Datare: începutul mileniului patru a. Chr. Descoperit: jud. GALAȚI, com. FOLTEȘTI, STOICANI, Cetățuia Dimensiuni: L tot 84; EP 21,86; PM 11,20/7,27; CD 6,45/6,04; LPA 25,07; lăt. șanțuri 2,93; ad. șanțuri 1,5 Material: os | Vârf amenajat pe radius de ovicaprine. Debitaj prin șănțuire axială intensă aplicată pe ambele fețe; percuție directă/despicare. Fasonare prin abraziune aplicată pe margini și pe fețe; fațetare. Urme de utilizare: tocire, lustru ale părții active. Piesă întreagă. Stare de conservare mediocră; coroziune, depuneri concrețiuni. | Muzeul de Istorie, Galați       | Cimec    |
|      | Vârf                                         | Datare: începutul mileniului patru a. Chr. Descoperit: jud. GALAȚI, com. FOLTEȘTI, STOICANI, Cetățuia Material: os, debitaj, percuție, fasonare | Vârf amenajat pe semimetapod proximal de ovicaprine. Debitaj prin șănțuire axială precisă de-a lungul șantului de coalescență; Fasonare prin abraziune aplicată pe margini și pentru amenajarea părții active; fațetare. Piesa este ruptă la partea superioară. Stare de conservare bună. | Muzeul de Istorie, Galați       | Cimec    |
|      | Vârf                                         | Datare: începutul mileniului patru a. Chr. Descoperit: jud. GALAȚI, com. FOLTEȘTI, STOICANI, Cetățuia Material: os, debitare, fasonare | Vârf amenajat pe semimetapod proximal de ovicaprine. Debitaj prin șănțuire axială precisă de-a lungul șantului de coalescență; Fasonare prin abraziune aplicată pe margini și pentru amenajarea părții active; fațetare. Piesa este ruptă la partea superioară. Stare de conservare bună. | Muzeul de Istorie, Galați       | Cimec    |
|      | Patină os                                    | Datare: sfârșitul mileniului II a. Chr. Descoperit: jud. GALAȚI, com. NEGRILEȘTI, NEGRILEȘTI, Sector topo C3 Dimensiuni: L tot 273; EP72,50/27,73; PP42,72/22,04; PM40,35/19,23; PD48,47/27,46; ED65,12/46,95 Material: Os. radius de vită, metapod distal, prelucrat manual prin cioplire, abraziune, perforare                                                          | Patină de os pentru piciorul stâng, amenajată pe un radius drept de vită. Fața superioară (pentru fixarea pe picior) are un aspect puternic lustruit, generat de contactul dinamic cu încălțămintea de piele; pe fața opusă, inferioară a fost amenajată, prin cioplire și abraziune axială, o suprafață plană pentru a facilita alunecarea pe gheață; suprafața are lățime variabilă (18-28 mm). Patina prezintă perforații pentru fixare. Stare de conservare este bună, piesa fiind cu suprafețele păstrate în condiții foarte bune. | Muzeul de Istorie, Galați       | Cimec    |
|      | Mâner de corn de cerb                        | Datare: secolul IV p. Chr. Descoperit: jud. GALAȚI, com. NEGRILEȘTI, NEGRILEȘTI, Sector topo C3-Pin Dimensiuni: D: 22,51/20,60mm Material: Corn de cerb, segment mezial-distal de rază, prelucrat manual prin cioplire, fracturare | Mâner de corn de cerb, eboșă. Piesă întreagă, abandonată după aplicarea etapei debitajului. Realizată pe segment mezial-distal de rază. Debitajul - extragerea segmentului de rază respectiv s-a efectuat prin cioplire pe întreaga circumferință și fracturare, aplicate la extremitatea distală. La extremitatea proximală s-a aplicat același procedeu, care a determinat fațetarea. Mâner pentru unelte metalice de tipul cuțitului, perforatorului, pilei etc. | Muzeul de Istorie, Galați       | Cimec    |
|      | Vârf de os                                   | Datare: sfârșitul mileniului II a. Chr. Descoperit: jud. GALAȚI, com. NEGRILEȘTI, NEGRILEȘTI, Sector topo C3-Pin Material: Os de oaie/capră, tibia distală, prelucrat manual prin percuție directă, fracturare, abraziune | Vârf/străpungător de os, amenajat pe tibia de oaie/capră, segment distal. Piesa este întreagă. Debitajul s-a realizat prin percuție directă-fracturare aplicată la nivelul diafizei. Pe planul de fractură oblic s-a amanejat partea ctivă, scurtă, simetrică, aplicându-se abraziunea axială și oblică pe fețe și margini. Aspect fațetat al părții distale/active. Urme de utilizare: tocire, lustru la nivelul părții active. | Muzeul de Istorie, Galați       | Cimec    |
|      | Pieptene de corn de cerb de tip clopot       | Datare: secolul IV p. Chr. Descoperit: jud. GALAȚI, com. NEGRILEȘTI, NEGRILEȘTI, Sector topo C3-Pin Material: Corn de cerb, fragment de ax, țesut compact, prelucrat manual prin despicare, cioplire, tăiere, fasonat și finisat prin abraziune | Plăcuță de pieptene de tip clopot, cu 9 dinți, realizată din corn de cerb. Confecționată dintr-un fragment de ax, țesut compact. Piesă fragmentară, lipsesc dinții, fracturați în vechime de la bază. Are formă pentagonală asimetrică, una dintre laturi concavă. Debitaj realizat prin despicare, fasonare prin cioplire, tăiere, abraziune. Pe ambele fețe se observă câte o alveolă mică, puțin adâncă, care reprezintă marcajul pentru poziționarea perforației în care se fixa un nit de fier sau de bronz care asambla plăcuțele mânerului pieptenului. | Muzeul de Istorie, Galați       | Cimec    |
|      | Vârf de corn de cerb cu perforație proximală | Datare: sfârșitul mileniului II a. Chr. Descoperit: jud. GALAȚI, com. NEGRILEȘTI, NEGRILEȘTI, Sector topo C3-Pin Material: Corn de cerb, rază, segment mezial-distal, prelucrat manual prin tăiere transversală, cioplire, perforare, gravare | Vârf curb perforat pentru cusut/țesut/împletit materiale groase. Piesa este fragmentară, lipsește circa jumătate din partea proximală, fracturată în vechime. Materia primă a fost aleasă pentru curbura anatomică necesară realizării unei unelte curbe. Rază de corn de cerb, segment mezial-distal. Debitaj realizat prin tăiere transversală cu cuțitul, aplicată pe circumferință și fracturare. Fasonarea suprafețelor prin abraziune și cioplire; aspect fațetat. Gravarea pe fața concavă (fața posterioară) a unor motive decorative formate din linii drepte și curbe paralele grupate câte două și cercuri dispuse în șir. În timpul utilizării a survenit probabil despicarea accidentală, urmată de reamenajarea părții distale prin cioplire pe două planuri, ceea ce a micșorat grosimea piesei. Amenajarea perforației la extremitatea proximală și partea proximală prin cioplire și rotație alternativă cu ajutorul lamei de cuțit/vârf. Perforația are traiect oblic. Urme de utilizare: tocire, lustru la nivelul perforației; fracturarea axială (despicarea) piesei, urmată de reamenajarea părții distale. | Muzeul de Istorie, Galați       | Cimec    |
|      | Patină de os                                 | Datare: sfârșitul mileniului II a. Chr. Descoperit: jud. GALAȚI, com. NEGRILEȘTI, NEGRILEȘTI, Sector topo C3-Pin Material: Os de cal, metapod, prelucrat manual prin cioplire, despicare, abraziune, perforare | Patină de os păstrată întreagă. Confecționată din os lung de cal (metapod). Etapa debitajului absentă. Condilii epifizari sau desprins înainte sau în timpul prelucrării osului. Fasonarea aplicată la partea distală prin cioplire pe ambele fețe superioară și inferioară și despicare pe fețele laterale. Fața inferioară (în contact cu gheața) a fost amenajată prin cioplire și abraziune axială în scopul obținerii unei suprafețe netede lustruite pe toată lungimea piesei, cu lățime variabilă de 8-33 mm. Perforații plasate la partea proximală și distală pentru fixarea pe picior cu ajutorul ligaturilor de piele sau fibre vegetale (sfoară). Perforația proximală a a fost realizată la nivelul extremității proximale, având formă circulară și la partea proximală pe fața superioară, având formă ovală alungită. Au fost realizate prin cioplire și rotație alternativă. Perforațiile le distale, în număr de două, au traseu oblic și au fost practicate la extremitatea distală și pe fețele laterale ale părții distale. Au formă circulară. Au fost realizate prin rotație alternativă cu un vârf metalic. Urme de utilizare: tocire, lustru la nivelul fețe inferioare. | Muzeul de Istorie, Galați       | Cimec    |
|      | Patină de os                                 | Datare: sfârșitul mileniului II a. Chr. Descoperit: jud. GALAȚI, com. NEGRILEȘTI, NEGRILEȘTI, Sector topo C3-Pin Material: Os de cal, metapod distal, prelucrat manual prin cioplire, abraziune, perforare | Patină de os păstrată fragmentar , se păstrează partea distală, fracturată în vechime și recent. Confecționată din os lung de cal (metapod). Etapa debitajului absentă. Fasonarea aplicată la partea distală prin cioplire pe ambele fețe. Fața inferioară (în contact cu gheața) a fost amenajată prin cioplire și abraziune axială în scopul obținerii unei suprafețe netede lustruite pe toată lungimea piesei, cu lățime variabilă de 20-30 mm. Urme de utilizare: tocire, lustru la nivelul fețe inferioare. | Muzeul de Istorie, Galați       | Cimec    |
|      | Patină de os                                 | Datare: sfârșitul mileniului II a. Chr. Descoperit: jud. GALAȚI, com. NEGRILEȘTI, NEGRILEȘTI, Sector topo C3-Pin Material: Os de vită, metapod, prelucrat manual prin cioplire | Patină de os păstrată întreagă. Confecționată din os lung de vită (metapod). Eboșă. Piesă neterminată. Etapa debitajului absentă. Fasonarea aplicată la partea distală și proximală pe fața anatomică anterioară prin cioplire. Urma etapa fasonării feței inferioare prin abraziune, care nu s-a aplicat, piesa fiind abandonată. | Muzeul de Istorie, Galați       | Cimec    |
|      | Cană                                         | Datare: Sec. IV p.Chr Descoperit: jud. Galați, com. Barcea, BARCEA Material: lut, modelare la roată | Cană în stare fragmentară, se păstrează numai partea inferioară și toarta; lucrată la roată, pastă roșie, fund inelar, cu urme slabe de slip. | Muzeul Orășenesc Tecuci, Tecuci | Cimec    |
|      | Cataramă                                     | Datare: Sec. IV p.Chr Descoperit: jud. Galați, com. Barcea Material: argint, executat prin turnare | Cataramă cu veriga ovală, placă dreptunghiulară de prindere și patru nituri din argint, spin cu prag înalt la bază, lățit și îndoit după verigă; depus în zona bazinului. | Muzeul Orășenesc Tecuci, Tecuci | Cimec    |
|      | Cataramă                                     | Datare: Sec. IV p.Chr Descoperit: jud. Galați, com. Barcea, BARCEA Material: bronz, executată prin turnare | Cataramă cu veriga ovală, subțiată în zona de prindere a spinului; spin cu prag înalt la prindere, lățit și îndoit după verigă; placa de prindere semicirculară cu două găuri și un singur nit de bronz. | Muzeul Orășenesc Tecuci, Tecuci | Cimec    |
|      | Cataramă                                     | Datare: Sec. IV p.Chr Descoperit: jud. Galați, com. Barcea, BARCEA Material: bronz, executată prin turnare | Cataramă cu verigă ovală, circulară în secțiune, subțiată în zona de prindere a plăcii, cu spin lățit și îndoit peste verigă; la bază decor pătrat cu două linii incizate; placă de formă dreptunghiulară cu patru găuri de prindere de curea și trei nituri din argint; între nituri s-a executat o șănțuire în care au fost încrustate foițe din argint din care s-au păstrat numai două. | Muzeul Orășenesc Tecuci, Tecuci | Cimec    |
|      | Fibulă                                       | Datare: Sec. IV p.Chr Descoperit: jud. Galați, com. Barcea, BARCEA Material: bronz, executată prin turnare și batere | Fibulă cu piciorul întors pe dedesupt și înfășurat cu arcul fibulei executat dintr-o placă rectangulară în secțiune; pe marginea arcului are o linie incizată. | Muzeul Orășenesc Tecuci, Tecuci | Cimec    |
|      | Fibulă                                       | Datare: Sec. IV p.Chr Descoperit: jud. Galați, com. Barcea, BARCEA Material: bronz, executattă prin turnare și batere | Fibula cu piciorul întors pe dedesubt și înfășurat de doua ori; arcul fibulei executat dintr-o placă rectangulară în secțiune; pe marginea arcului are o linie incizată. | Muzeul Orășenesc Tecuci, Tecuci | Cimec    |
|      | Fibulă                                       | Datare: Sec. IV p.Chr Descoperit: jud. Galați, com. Barcea, BARCEA Material: bronz, executată prin turnare și batere | Fibulă cu piciorul intors pe dedesupt și înfășurat, are arcul din bandă rectangulară cu picior înfășurat de două ori, resort bilateral; decor incizat sub formă de "x" pe picior. | Muzeul Orășenesc Tecuci, Tecuci | Cimec    |
|      | Fibulă                                       | Datare: Sec. IV p.Chr Descoperit: jud. Galați, com. Barcea, BARCEA Material: bronz, executată prin turnare și batere | Fibulă care face parte din tipul cu picior întors pe dedesubt și înfășurat de două ori; arcul alcătuit dintr-o foaie de tablă ușor concavă; resort bilateral. | Muzeul Orășenesc Tecuci, Tecuci | Cimec    |
|      | Fibulă                                       | Datare: Sec. IV p.Chr Descoperit: jud. Galați, com. Barcea, BARCEA Material: bronz, executată prin turnare și batere | Fibulă care face parte din tipul cu picior întors pe dedesubt și înfășurat de două ori; arcul alcătuit dintr-o foaie de tablă ușor concavă; resort bilateral. | Muzeul Orășenesc Tecuci, Tecuci | Cimec    |
|      | Fibulă                                       | Datare: Sec. IV p.Chr Descoperit: jud. Galați, com. Barcea, BARCEA Material: argint; turnare | Fibulă de argint puternic oxidat, cu piciorul întors pe dedesupt și înfășurat; arcul în bandă rectangulară. | Muzeul Orășenesc Tecuci, Tecuci | Cimec    |
|      | Fibulă                                       | Datare: Sec. IV p.Chr Descoperit: jud. Galați, com. Barcea, BARCEA Material: argint, executată prin turnare și batere | Fibula de argint puternic oxidat, cu arcul în bandă rectangulară; picior întors și înfășurat de două ori. | Muzeul Orășenesc Tecuci, Tecuci | Cimec    |
|      | Colier                                       | Datare: Sec. IV p.Chr Descoperit: jud. Galați, com. Barcea, BARCEA Material: chihlimbar, sticlă, argint, fier, murex | Colier mărgele alcătuit din patruzeci și trei mărgele din care trei tubulare chihlimbar, una tubulară os, patru mari rotunde din sticlă albastră, una ovală sticlă verzuie, rotundă aplatizată agat fumuriu, una rotundă mare de sticlă albastră cu decor galben încrustat în zig-zag pe diametrul maxim delimitat de două linii roșii, una din sticlă bleu puternic irizată, una bitronconică de sticlă albastră decorată cu ochi pe diametrul maxim despărțiți de linii verticale, două de sticlă albastră cu coaste, una tubulară de sticlă albastră decorată cu vârfuri de săgeți albe delimitate la capete de linii albe, două de sticlă albastră cu ochi de culoare albă, una de sticlă neagră cu ochi proeminenți galbeni, una de sticlă albastră cu spirale galbene, una de sticlă albastră cu pete galbene neuniforme, două de sticlă albă cu coaste, una de sticlă irizată cu coaste, una de sticlă verde, două îngemănate de sticlă albastră, două sticlă verde inelare, una sticlă albastră irizată, una în formă de butoiaș de sticlă albă, un fragment de la o îngemănată albastră, una rotundă de coral, una inelară albastră, una de sticlă aurie îngemănată, una fragmentară îngemănată albastră, una poliedrică de sticlă verde, una inelară mare albastră, una rotundă de sticlă verde, una de sticlă neagră cu zig-zag roșu pe diametrul maxim, două de sticlă bleu irizate cu coaste, una cu coaste de sticlă albastră, un pandantiv căldărușă de fier, de formă cilindrică, puternic oxidat, lipsește toarta, pandantiv căldărușă de fier, puternic oxidat, formă cilindrică, fără toartă, pandantiv de argint, ca o casetă cu sticlă albastră și inel de prindere atașat la colierul de mărgele, pandantiv cypraeya cu perforare pentru prindere; atașat la colierul de mărgele, inel din sârmă de bronz, cu două mărgele de sticlă de culoare aurie; atașat la colier, inel sârmă de bronz, cu trei mărgele de sticlă, două aurii și una de coral, inel din sârmă de bronz cu mărgică de chihlimbar discoidală, inel din sârmă de argint; atașat la colierul de mărgele. | Muzeul Orășenesc Tecuci, Tecuci | Cimec    |
|      | Colier                                       | Datare: Sec. IV p.Chr Descoperit: jud. Galați, com. Barcea, BARCEA Material: coral, cornalină, sticlă | Colier format din una sută nouăzeci și nouă de mărgele din care una sută patruzeci și trei din sticlă albastră discoidală, patruzeci și două coral tubulare, cinci din cornalină poliedrice, trei poliedrice din sticlă albastră, una galbenă spartă, două galbene îngemănate și una albastră bitronconică, una ovală spartă și una inelară albastră. | Muzeul Orășenesc Tecuci, Tecuci | Cimec    |
|      | Colier                                       | Datare: Sec. IV p.Chr Descoperit: jud. Galați, com. Barcea, BARCEA Material: chihlimbar și sticlă | Colier format din nouăzeci și nouă de mărgele din care una din chihlimbar tubulară, două din sticlă albastră, inelare, lipite și restul discoidale albastre. | Muzeul Orășenesc Tecuci, Tecuci | Cimec    |
|      | Colier                                       | Datare: Sec. IV p.Chr Descoperit: jud. Galați, com. Barcea, BARCEA Material: sticlă, coral, cornalină | Colier format din una sută treizeci și opt bucăți mărgele din care patru din cornalină fațetate, șase din coral, una sută doisprezece albastre discoidale din sticlă, cincisprezece din sticlă albastră rotunde și o perlă. | Muzeul Orășenesc Tecuci, Tecuci | Cimec    |
|      | Brățară                                      | Datare: Sec. IV p.Chr Descoperit: jud. Galați, com. Barcea, BARCEA Material: os; corn de cerb | Brățară, realizată din baza unui corn de cerb; are două perforații pentru prindere; prezintă urme ușoare de tocire la bază. | Muzeul Orășenesc Tecuci, Tecuci | Cimec    |
|      | Ac                                           | Datare: Sec. IV p.Chr Descoperit: jud. Galați, com. Barcea, BARCEA Material: os | Ac de păr executat din os; fusiform, ascuțit la ambele capete și îngroșat spre mijloc, rotund în secțiune. | Muzeul Orășenesc Tecuci, Tecuci | Cimec    |
|      | Cataramă de centură                          | Datare: Sec. IV p.Chr Descoperit: jud. Galați, com. Barcea, BARCEA Material: bronz, executată prin turnare și batere | Cataramă de centură, rotundă în secțiune, formă ovală, îngroșată în zona maximă și subțiată în zona de prindere a spinului; spinul este lățit și îndoit după verigă, are un prag la bază, care se continuă cu un dreptunghi decorat cu "x"-uri; probabil a fost folosită pentru prinderea centurii în zona taliei. | Muzeul Orășenesc Tecuci, Tecuci | Cimec    |
|      | Cataramă de centură                          | Datare: Sec. IV p.Chr Descoperit: jud. Galați, com. Barcea, BARCEA Material: bronz, executată prin turnare și batere | Cataramă cu verigă ovală, circulară în secțiune, subțiată în zona de prindere a spinului și a plăcii; plăcuța este din foaie de tablă dublă, prezintă două găuri pentru prindere de curea; lipsesc niturile; spinul este lățit, îndoit după verigă cu o linie incizată ca decor la bază. | Muzeul Orășenesc Tecuci, Tecuci | Cimec    |
|      | Cataramă de centură                          | Datare: Sec. IV p.Chr Descoperit: jud. Galați, com. Barcea, BARCEA Material: fier, executată prin turnare | Cataramă de centură, executată din fier foarte puternic oxidată, cu verigă ovală, probabil rotundă în secțiune, cu spin lățit, are o placă de prindere de formă dreptunghiulară, cu patru găuri; a fost fixată de centură cu patru nituri din argint. | Muzeul Orășenesc Tecuci, Tecuci | Cimec    |
|      | Fibulă                                       | Datare: Sec. IV p.Chr Descoperit: jud. Galați, com. Barcea, BARCEA Material: bronz, executată prin turnare | Fibulă de tipul fibulelor cu placă romboidală la picior care este întors și înfășurat de trei ori; arcul este alcătuit dintr-o placă rectangulară. | Muzeul Orășenesc Tecuci, Tecuci | Cimec    |
|      | Cuțitaș                                      | Datare: Sec. IV p.Chr Descoperit: jud. Galați, com. Barcea, BARCEA Material: bronz, executat prin batere | Cuțitaș de toaletă executat dintr-o lamă subțire de bronz cu ceafa ușor curbată și îngustă | Muzeul Orășenesc Tecuci, Tecuci | Cimec    |
|      | Cuțitaș                                      | Datare: Sec. IV p.Chr Descoperit: jud. Galați, com. Barcea, BARCEA Material: bronz, executat prin batere | Cuțitaș de toaletă executat dintr-o lamă de bronz cu mâner de prindere; are vârful rupt și oxidat. | Muzeul Orășenesc Tecuci, Tecuci | Cimec    |
|      | Castron                                      | Datare: Sec. IV p.Chr Descoperit: jud. Galați, com. Barcea, BARCEA Material: lut; modelare la roată. | Castron, lut modelat la roată din pastă fină cenușie, corp bitronconic carenat, pereți subțiri, buza mult evazată sub care sunt prezente două nervuri orizontale pronunțate și alăturate, fund inelar. | Muzeul Orășenesc Tecuci, Tecuci | Cimec    |
|      | Pahar                                        | Datare: Sec. IV p.Chr Descoperit: jud. Galați, com. Barcea, BARCEA Material: lut cu pietricele; modelare cu mâna | Pahar din lut modelat cu mâna, pastă poroasă frământată cu pietriș, de culoare cenușie, gura largă, buza evazată, subțiată și rotunjită, fundul drept cu picior ușor profilat. | Muzeul Orășenesc Tecuci, Tecuci | Cimec    |
|      | Pahar                                        | Datare: Sec. IV p.Chr Descoperit: jud. Galați, com. Barcea, BARCEA Material: lut cu nisip; modelare cu mâna | Pahar din lut modelat cu mâna, pastă zgunțuroasă cu nisip în compoziție, de culoare cenușie, fund profilat. | Muzeul Orășenesc Tecuci, Tecuci | Cimec    |
|      | Fibulă                                       | Datare: Sec. IV p.Chr Descoperit: jud. Galați, com. Barcea, BARCEA Material: bronz; turnare și batere | Fibulă de bronz, face parte din tipul cu piciorul întors și înfășurat, cu resort lung, lipsește acul și teaca. | Muzeul Orășenesc Tecuci, Tecuci | Cimec    |
|      | Pahar                                        | Datare: Sec. IV p.Chr Descoperit: jud. Galați, com. Barcea, BARCEA Material: lut, modelare cu mâna | Pahar din lut modelat cu mâna, pastă grosieră cu pietricele în compoziție, de culoare cenușie-roșiatică, prezintă urme de ardere pe corp, are picior profilat. Se observă urme de degete pe marginea piciorului, sub buză și pe unele porțiuni de pe corp. | Muzeul Orășenesc Tecuci, Tecuci | Cimec    |
|      | Ceașcă                                       | Datare: Sec. IV p.Chr Descoperit: jud. Galați, com. Barcea, BARCEA Material: lut cu pietricele; modelare cu mâna | Ceașcă, descoperită în stare fragmentară. A fost folosită drept capac la o urnă. Lutul este modelat cu mâna, pastă grosieră cu pietricele și cioburi pisate în compoziție, de culoare gălbuie, fund plat și cu o toartă plină. Prezintă pe interior și exterior urme de ardere secundară. A fost reîntregit. | Muzeul Orășenesc Tecuci, Tecuci | Cimec    |
|      | Castron                                      | Datare: Sec. IV p.Chr Descoperit: jud. Galați, com. Barcea, BARCEA Material: lut cu nisip, modelat la roată | Castron, modelare la roată, pastă zgrunțuroasă cărămizie cu urme de ardere secundară pe corp, are cioc de scurgere, fund drept, stare fragmentară, a fost restaurat. | Muzeul Orășenesc Tecuci, Tecuci | Cimec    |
|      | Fibulă                                       | Datare: Sec. IV p.Chr Descoperit: jud. Galați, com. Barcea, BARCEA Material: bronz, executată prin turnare | Fibula, face parte din tipul cu piciorul întors pe dedesubt și înfășurat; resort lung cu șase spire laterale; are imprimat pe spira dreaptă țesătură în oxid. | Muzeul Orășenesc Tecuci, Tecuci | Cimec    |
|      | Cataramă                                     | Datare: Sec. IV p.Chr Descoperit: jud. Galați, com. Barcea, BARCEA Material: bronz, executată prin turnare și batere | Cataramă de bronz, cu veriga mică, ovală, nu prea groasă, cu secțiune circulară. | Muzeul Orășenesc Tecuci, Tecuci | Cimec    |
|      | Fusaiolă bitronconică cu baza dreaptă        | Datare: Sec. IV p.Chr Descoperit: jud. Galați, com. Barcea, BARCEA Material: lut, modelare cu mâna | Fusaiolă din pastă cenușie, formă bitronconică. | Muzeul Orășenesc Tecuci, Tecuci | Cimec    |
|      | Fusaiolă                                     | Datare: Sec. IV p.Chr Descoperit: jud. Galați, com. Barcea, BARCEA Material: lut, modelare cu mâna | Fusaiolă din lut, pastă de culoare cenușie, formă tronconică. | Muzeul Orășenesc Tecuci, Tecuci | Cimec    |
|      | Oală                                         | Datare: Sec. IV p.Chr Descoperit: jud. Galați, com. Barcea, BARCEA Material: lut, modelare la roată | Oală modelat la roată, pastă zgrunțuroasă cenușie, fund drept tălpuit. | Muzeul Orășenesc Tecuci, Tecuci | Cimec    |
|      | Zar                                          | Datare: Sec. IV p.Chr Descoperit: jud. Galați, com. Barcea, BARCEA Material: os, șlefuire | Zar, formă cubică (0,001 x 0,001 m), de os (5:2, 4:3, 6:1). | Muzeul Orășenesc Tecuci, Tecuci | Cimec    |
|      | Zar                                          | Datare: Sec. IV p.Chr Descoperit: jud. Galați, com. Barcea, BARCEA Material: os, șlefuire | Zar, formă cubică (0,001 x 0,001 m), de os, fără marcaj corect al fețelor. | Muzeul Orășenesc Tecuci, Tecuci | Cimec    |
|      | Cuțit                                        | Datare: Sec. IV p.Chr Descoperit: jud. Galați, com. Barcea, BARCEA Material: fier, batere | Cuțit, stare fragmentară; de fier, puternic oxidat, cu ceafa ușor curbată. | Muzeul Orășenesc Tecuci, Tecuci | Cimec    |
|      | Vârf de os                                   | Datare: sfârșitul mileniului II a. Chr. Descoperit: jud. GALAȚI, com. NEGRILEȘTI, NEGRILEȘTI, Sector topo C3-Pin Material: Os de oaie/capră, tibia proximală, prelucrat manual prin percuție directă, fracturare, abraziune | Vârf/străpungător de os, amenajat pe tibia de oaie/capră, segment proximal. Piesa este întreagă. Debitajul s-a realizat prin percuție directă-fracturare aplicată la nivelul diafizei. Pe planul de fractură oblic s-a amanejat partea ctivă, scurtă, simetrică, aplicându-se abraziunea axială și oblică pe fețe și margini. Aspect fațetat al părții distale/active. Urme de utilizare: tocire, lustru la nivelul părții active. | Muzeul de Istorie, Galați       | Cimec    |
|      | Tub de os                                    | Datare: secolul IV p. Chr. Descoperit: jud. GALAȚI, com. NEGRILEȘTI, NEGRILEȘTI, Sector topo C3-Pin Dimensiuni: D: 13,84/13mm Material: Os lung de pasăre de talie mare de mediu acvatic, segment de diafiză, prelucrat manual prin tăiere, fasonat prin raclaj | Tub realizat din segment diafizar de os lung de pasăre de talie mare de mediu acvatic. Piesă fragmentară – lipsesc circa două treimi ale părții proximale, fracturate în vechime. Debitaj efectuat prin tăiere transversală la extremități cu ajutorul cuțitului și fracturare; operația a produs urme specifice la ambele extremități, inclusiv șanțuri reziduale transversale. Fasonarea - suprafața a fost regularizată prin raclaj cu lama cuțitului. Nu prezintă urme de utilizare. Probabil utilizat ca fluier sau tub pentru ace. | Muzeul de Istorie, Galați       | Cimec    |
|      | Netezitor - omoplat crestat                  | Datare: sfârșitul mileniului II a. Chr. Descoperit: jud. GALAȚI, com. NEGRILEȘTI, NEGRILEȘTI, Sector topo C3-Pin Dimensiuni: d:50,60mm/38,70mm Material: os, debitaj, percuție, fasonare | Netezitor realizat pe omoplat de vită (Bos taurus). Netezitorul este rupt din vechime dar partea activă se păstrează integral. Fracturare intenționată (tehnică) în vechime pe o direcție oblică la nivelul corpului scapular – partea mezială (debitaj). Amenajarea părții active prin realizarea unui șir de crestături pe cca 1/2 din circumferința marginii exterioare a fosei articulare. Omoplatul are realizat 12 crestături de formă triunghiulară asimetrică și simetrică, cu lățime variabilă, plasate la distanțe inegale, rezervând între ele 11 dinți de formă trapezoidală asimetrică, dispuși la distanțe inegale, determinate de lățimea crestăturilor(doi dinți sunt rupți). Netezitorul a fost tratat termic. | Muzeul de Istorie, Galați       | Cimec    |
|      | Netezitor - omoplat crestat                  | Datare: sfârșitul mileniului II a. Chr. Descoperit: jud. GALAȚI, com. NEGRILEȘTI, NEGRILEȘTI, Sector topo C3 Dimensiuni: L tot 107; EP 9,71/8,79; PM 49,09/20,41; ED (cavitatea glenoidă) 50,90/46,32; Material: os, de vită, fracturare, debitaj, abraziune, fasonare | Netezitor realizat pe omoplat de vită (Bos taurus). Partea activă se păstrează integral. Fracturare intenționată (tehnică) în vechime pe o direcție oblică la nivelul corpului scapular – partea mezială (debitaj); fracturarea accidentală recentă (la descoperire) a unui fragment proximal pe fața laterală. Amenajarea părții active prin realizarea unui șir de crestături pe cca 1/2 din circumferința marginii exterioare a fosei articulare. Omoplatul are realizat 14 crestături de formă triunghiulară asimetrică și simetrică, cu lățime variabilă, plasate la distanțe inegale, rezervând între ele 13 dinți de formă trapezoidală asimetrică, dispuși la distanțe inegale, determinate de lățimea crestăturilor. Piesa a fost arsă uniform, probabil în scopul de a obține o duritate mai mare a artefactului. | Muzeul de Istorie, Galați       | Cimec    |
|      | Netezitor - omoplat crestat                  | Datare: sfârșitul mileniului II a. Chr. Descoperit: jud. GALAȚI, com. NEGRILEȘTI, NEGRILEȘTI, Sector topo C3-Pin Dimensiuni: d:52,30/44,5mm Material: os, debitaj, percuție, fasonare | Netezitor realizat pe omoplat de vită (Bos taurus). Partea activă se păstrează integral. Fracturare intenționată (tehnică) în vechime pe o direcție oblică la nivelul corpului scapular – partea mezială (debitaj). Amenajarea părții active prin realizarea unui șir de crestături pe cca 2/3 din circumferința marginii exterioare a fosei articulare. Omoplatul are realizat 20 crestături de formă triunghiulară asimetrică și simetrică, cu lățime variabilă, plasate la distanțe inegale, rezervând între ele 19 dinți de formă trapezoidală asimetrică, dispuși la distanțe inegale, determinate de lățimea crestăturilor. | Muzeul de Istorie, Galați       | Cimec    |
|      | Topor                                        | Datare: 4400-4000 a.Chr. Descoperit: jud. Galați, com. Suceveni, Rogojeni Material: piatră; șlefuire | Topor piatră, din rocă dură, lucrat în tehnica șlefuirii. | Muzeul de Istorie, Galați       | Cimec    |
|      | Askos                                        | Datare: 4400-4000 a.Chr. Descoperit: jud. Galați, com. Suceveni, Suceveni, Soborani Material: lut; modelare cu mâna; ardere oxidantă | Vas askos, de formă bitronconică, cu buza ușor evazată; ardere oxidantă; toartă zoomorfă, reprezentând un cervideu. | Muzeul de Istorie, Galați       | Cimec    |
|      | Pandantiv                                    | Datare: 4500-4000 a.Chr. Descoperit: jud. Galați, com. Suceveni, Suceveni, Stobărani Material: lut; modelare cu mâna; ardere | Pandantiv, de formă bitronconică, lucrat din lut; la extremități are două perforații transversale; gol la interior și umplut cu bile, are astfel, un rol de zornăitoare. | Muzeul de Istorie, Galați       | Cimec    |
|      | Topor                                        | Datare: 4100-3800 a.Chr. Descoperit: jud. Galați, com. Berești, Slivna, Meria Material: cupru; turnare | Topor de cupru, cu brațele în cruce. | Muzeul de Istorie, Galați       | Cimec    |
|      | Pintaderă                                    | Datare: 4400-4000 a.Chr. Descoperit: jud. Brăila, Brăilița, Vadul Catageței Material: lut; modelare cu mâna; ardere oxidantă | Pintaderă de lut ars; ardere oxidantă; decor în relief sub forma unei spirale. | Muzeul de Istorie, Galați       | Cimec    |
|      | Daltă                                        | Datare: 3500-3150 a.Chr. Descoperit: jud. Galați, com. Măstăcani, Chiraftei Material: cupru; turnare | Daltă de cupru, de formă trapezoidală, tăiș rotund. | Muzeul de Istorie, Galați       | Cimec    |
|      | Daltă                                        | Datare: 4400-4000 a.Chr. Descoperit: jud. Galați, com. Suceveni, Suceveni Material: cupru; turnare | Daltă de cupru, de formă trapezoidală. | Muzeul de Istorie, Galați       | Cimec    |
|      | Vas-suport                                   | Datare: 4600-3700 î.Chr. Descoperit: jud. Galați, com. Brăhășești, Toflea Material: lut, lucrat cu mâna | Pastă semifină, cu cioburi pisate și mici concrețiuni calcaroase în compoziție, de culoare roșietică. Buza scurtă, evazată și baza largă. În partea de sus a corpului suportului se află două perforații alungite, ovale. Vasul a fost reparat în timpul folosirii, așa cum arată cele trei perforații, aflate pe buză și, respectiv, în partea de jos a piciorului. Pictură bicromă cu roșu și alb. Corpul decorat cu alb, pe care s-au desenat meandre stilizate cu roșu. Baza piciorului pictată cu roșu. | Muzeul Orășenesc Tecuci, Tecuci | Cimec    |
|      | Vârf dublu                                   | Datare: sfârșitul mileniului II a. Chr. Descoperit: jud. GALAȚI, com. NEGRILEȘTI, NEGRILEȘTI, Sector topo C3 Dimensiuni: L tot 127,44; EP 1,44/1,08; PP 6,02/4,89; PM 7,5/5,46; PD 5,70/4,23; CD 3,40/3,00; LPA cca 25 Material: os de vită, percuție, debitaj, fasonare                                                                                                  | Vârf dublu amenajat pe fragment diafizar de os lung; debitaj realizat probabil prin percuție directă/despicare, percuție directă/cioplire și percuție directă/fracturare; fasonare integrală realizată prin raclaj axial și abraziune axială. Piesa se fixa într-un mâner de lemn sau de os. Piesa este întreagă cu suprafețele păstrate în condiții bune. | Muzeul de Istorie, Galați       | Cimec    |
|      | Împungător / perforator                      | Datare: sfârșitul mileniului II a. Chr. Descoperit: jud. GALAȚI, com. NEGRILEȘTI, NEGRILEȘTI, Sector topo C3 Dimensiuni: L tot 97,95; EP 14,42/12,81; PP 12,20/11,53; PM 11,35/10,77; PD 11,31/9,45; ED 12,26/8,71; diam perf ED 6,80/5,10. Material: os de ovicaprine, debitaj, fasonare                                                                                 | Împungător/perforator amenajat pe segment de os lung. Mânerul a fost realizat dintr-un os lung (metapod) de ovicaprine prin debitaj și fasonare. Partea activă constituită de un vârf dublu de bronz, cu secțiuni pătrate și rectangulare era inserată în mâner pe o lungime de cca 2/3. Suprafețele se păstrează în condiții relativ bune, fiind afectate superficial de coroziune; urme de ardere superficială. | Muzeul de Istorie, Galați       | Cimec    |
|      | Netezitor                                    | Datare: sfârșitul mileniului II a. Chr. Descoperit: jud. GALAȚI, com. NEGRILEȘTI, NEGRILEȘTI, Sector topo C3 Dimensiuni: L tot 95,59; PP 31,51/7,95; PM 29/8,05; PD 28,23/14,65; ED 19,67/7,10; LPA cca 12. Material: os de vită, debitaj, abraziune, fasonare | Netezitor pe fragment de os lung provenind de la o patină fracturată, reamenajată; partea activă a patinei (fața inferioară) a fost amenajată prin abraziune și conservă urme de utilizare de tip tocire, lustru și striuri lungi și scurte, rare, dispuse aleatoriu. Piesa era, probabil fixată într-un mâner și prezintă urme de utilizare. Suprafețele se păstrează în condiții bune, fiind afectate superficial de coroziune. | Muzeul de Istorie, Galați       | Cimec    |
|      | Vârf oblic/Rază corn cerb/eboșă              | Datare: sfârșitul mileniului II a. Chr. Descoperit: jud. GALAȚI, com. NEGRILEȘTI, NEGRILEȘTI, Sector topo C3 Dimensiuni: L tot 143; diam bază 51,17/87,22; diam ED 56,36/45,49 Material: os, corn de cerb, debitaj, fracturare, fasonare, perforare | Vârf oblic perforat pe bază de ax (topor-ciocan); eboșă. Debitajul a inclus detașare segmentului bazal al axului la distanță de cca 145 mm de rozetă și fracturare. Perforarea s-a realizat în două etape; cea inițială, cu un diametru mai mic, a fost abandonată pentru relocare (centrare); perforația actuală (finală) suprapune parțial locul perforației inițiale, rămasă la stadiul de trasare. Fasonarea constă în amenajarea perforației, plasată aproximativ central, la cca 46 mm de rozetă, având formă subcirculară, margini drepte, pereți concavi, rezultați prin excavarea țesutului spongios și regularizare. Piesa este fragmentară cu suprafețele păstrate în condiții foarte bune. | Muzeul de Istorie, Galați       | Cimec    |